# Józef Mehoffer
Józef Mehoffer (ur. 19 marca 1869 w Ropczycach, zm. 7 lipca 1946 w Wadowicach) – polski malarz, witrażysta, grafik o austriackich korzeniach, jeden z najważniejszych artystów okresu Młodej Polski.
Absolwent krakowskiej Szkoły Sztuk Pięknych i uczeń Jana Matejki, także współpracownik Stanisława Wyspiańskiego. Był twórcą m.in. autoportretów (1897, 1898), obrazów portretowych (W letnim mieszkaniu, 1904; W laurowej sali, 1909; Słońce majowe, 1911) oraz kompozycji inspirowanych płótnami impresjonistycznymi i secesyjnymi (Dziwny ogród, 1913; Czerwona parasolka, 1917). Zajmował się też projektowaniem witraży kościelnych i grafik użytkowych.
Podczas II wojny światowej okresowo przebywał w obozie przesiedleńczym, został wypuszczony dzięki interwencji dyplomatycznej Watykanu i rządu Włoch. Zmarł z powodu gruźlicy. Jego imieniem został nazwany między innymi oddział Muzeum Narodowego w Krakowie (Dom Józefa Mehoffera).

## Życiorys

### Młodość i wykształcenie
Pochodził z częściowo spolonizowanej rodziny austriackiego urzędnika. Jego dziadek Joseph Edler von Mehoffer (1786–1844) – publicysta, pisarz i galicyjski cesarsko-królewski urzędnik – był synem nobilitowanego na Morawach Ignaza Edlera von Mehoffera (1747–1807) i Marie Rosalie Hauer, który osiadł w Galicji około 1808. Ojciec, Wilhelm Mehoffer – doktor prawa, był radcą Sądu Krajowego. Po uzyskaniu autonomii przez Galicję w obrębie monarchii austro-węgierskiej w 1867 odrodził się powiat ropczycki. Pierwszym starostą został właśnie Wilhelm Mehoffer, a później sprawował funkcje prezesa Sądu Powiatowego. Matka, Aldona z domu Polikowska, była rdzenną Polką i pieczętowała się herbem Junosza. Zajmowała się wychowaniem pięciu synów: trzech starszych od Józefa (Eugeniusza, Alfreda, Wiktora) oraz najmłodszego Wilhelma. Mieszkali w Ropczycach w dworku przy ulicy Najświętszej Marii Panny 8 (dom został rozebrany w 1995 roku). Rok po urodzinach Józefa, w 1870 ojciec Wilhelm awansował na radcę Sądu Krajowego i rodzina przeprowadziła się do Krakowa. Ojciec zmarł 12 września 1873, kiedy Józef miał zaledwie 4 lata.
Edukację rozpoczął w szkole ćwiczeń przy seminarium nauczycielskim w Krakowie. W latach 1879–1887 kształcił się w Gimnazjum św. Anny, gdzie poznał m.in. Stanisława i Tadeusza Estreicherów, Stanisława Wyspiańskiego, Kazimierza Przerwę-Tetmajera, Lucjana Rydla i Juliana Fałata. Po zdaniu matury, Mehoffer zapisał się do krakowskiej Szkoły Sztuk Pięknych. Uczył się tam u ówczesnego dyrektora szkoły Jana Matejki, a także u innych nauczycieli: Izydora Jabłońskiego, Józefa Unierzyskiego czy Władysława Łuszczkiewicza. Jednocześnie podjął studia prawnicze na Uniwersytecie Jagiellońskim. W latach 1888–1889 wykonał ołówkowe szkice do planowanej kompozycji Śmierć królowej Barbary, są to jego pierwsze rysunki zachowane do czasów współczesnych. W 1889 wyjechał do Wiednia, gdzie kontynuował studia malarskie i prawnicze. Z okresu edukacji w Wiedniu, który Mehoffer źle wspominał, zachowały się tylko dwa rysunki oraz olejna kopia Portretu młodej kobiety Rembrandta z 1632. W 1890 Mehoffer wrócił do Krakowa. W Krakowie wykonał ołówkową kompozycję Powrót Odysa (1890), inspirowaną sztuką Artura Grottgera. Wkrótce potem otrzymał jednak stypendium na dalsze studia we Francji. W marcu 1891 wyjechał do Paryża, zatrzymując się po drodze w Wiedniu, aby zdać brakujące egzaminy prawnicze i uzyskać absolutorium.
Jego pierwszym zachowanym obrazem olejnym jest Papież Leon I przed Attylą, wodzem Hunów (1889–1891). Obraz ukazuje historyczne wydarzenie w postaci wizyty papieża Leona I na dworze Attyli, malarz w tym przedstawieniu zerwał z renesansową tradycją, wedle której papieżowi towarzyszyły nadprzyrodzone siły. Mehoffer, inspirując się swym mistrzem Janem Matejką, osadził historyczne wydarzenie w konwencji malarskiego akademizmu i historyzmu.

### 1891–1898: wczesny okres twórczości
Po przybyciu do stolicy Francji Mehoffer bez sukcesu podszedł do egzaminu wstępnego do École nationale supérieure des beaux-arts. Przez rok uczył się w École nationale supérieure des arts décoratifs i prywatnej Academie Colarossi, po czym ponownie przystąpił do egzaminu i został przyjęty. W École nationale supérieure des beaux-arts studiował do 1894. Podczas pobytu w Paryżu Mehoffer ćwiczył swój styl artystyczny pod okiem profesora Josepha Blanca. Tam opracował projekt kurtyny teatralnej; teatr miał wywrzeć ważny wpływ na własną koncepcję artystyczną. W tym okresie utrzymywał bliskie relacje ze Stanisławem Wyspiańskim, z którym dzielił pracownię; razem uczęszczali także na kurs języka francuskiego. W 1891 wspólnie zaprojektowali witraż Życie Marii do okna w zachodniej ścianie kościoła Mariackiego w Krakowie. W 1892 Mehoffer namalował dla rodziny swój pierwszy autoportret. Właśnie wtedy udoskonalił swój styl rysowania, używając zwierciadła do pomocy; wtedy też zaczął dążyć ku wiarygodnemu naśladownictwu rzeczywistości. Wykonał też projekt witraża do kaplicy pałacu Radziwiłłów w Balicach (1892–1893), a następnie – na zlecenie państwa Bru – portret ich córki Susanne (1893), gdzie już wtedy zdecydował się wypracować styl odrębny od mistrza Matejki, bliższy Wyspiańskiemu. W 1893 zaprojektował witraż Kazimierz Wielki jako fundator katedry lwowskiej.
Pejzaż zimowy z Grybowa (1894) często jest określany mianem połączenia tendencji impresjonistycznej i modernistycznej; w owym krajobrazie dostrzegano wpływy m.in. Claude’a Moneta, Alfreda Sisleya i Camille’a Pissarra. Kolejnym dziełem malarskim Mehoffera był Portret Konstantego Laszczki (1894) w pracowni rzeźbiarza. Zdaniem Marty Smolińskiej-Byczuk Mehoffer zadbał o symboliczne przedstawienie pracy Laszczki jako opowieść o losie artysty, „jego egzystencji w obszarze pomiędzy rzeczywistością, naturą i materialnością a sztuką tradycyjną i przyrodzonymi jakościami pola obrazowego […] dzieła sztuki”.
Po namalowaniu obrazu Plac Pigalle w Paryżu (1894) Mehoffer wyjechał z Francji; w Niepołomicach namalował dwa obrazy Wisła pod Niepołomicami (w technice olejnej i akwarelą), wykonał też kolejny autoportret. W latach 1894–1895 pracował nad malowidłami ściennymi do kościoła Franciszkanów w Krakowie. Namalował też kolejny własny wizerunek – Autoportret przy sztaludze (1895). Jego najważniejszym dziełem ze wczesnego etapu twórczości są Drobiazgi na kominku (1895), obraz martwej natury. Obraz ten często zaliczano do nurtu secesji, choć sam malarz zaprzeczał wtedy wszelkim związkom z tym stylem (aczkolwiek młodemu Mehofferowi podobał się styl Édouarda Maneta).
W 1895 r., prawdopodobnie za namową Tadeusza Stryjeńskiego, wówczas już znanego krakowskiego architekta, który urodzony i wychowany w Szwajcarii utrzymywał kontakty z Fryburgiem, wziął udział w międzynarodowym konkursie na cykl witraży do fryburskiej katedry. Na konkurs, w którym wzięło udział 47 artystów z całej Europy, należało wysłać projekt witraża z przedstawieniami czterech apostołów: Piotra, Jana, Jakuba i Andrzeja. Mehoffer wygrał ten konkurs, a komisja konkursowa, obok walorów czysto artystycznych, podkreśliła w swej decyzji obecność w projekcie szeregu motywów polskich. Realizacja tego projektu był rozłożona na 40 lat jego twórczego życia. Pierwsze dwa witraże, Apostołowie (realizowany w latach 1895–1896) i Matka Boska Zwycięska (1896-1898), zdradzają jeszcze wyraźne wpływy historycznego malarstwa Jana Matejki. W późniejszych widoczne są już elementy secesji, a w końcu i oznaki własnego, charakterystycznego stylu witrażowego artysty. Są to kolejno: Eucharystia (1898-1901), Męczennicy (1898-1901), Trzej Królowie (1902-1905), Święty Jerzy, Archanioł Michał, św. Anna i Maria Magdalena (1907-1910), Święci biskupi i diakoni (1912-1917) oraz Błogosławiony Mikołaj z Flüe (1915-1919). Przyjmuje się, że modelami dla dwóch postaci świętych byli artyści: św. Jerzego – malarz Tadeusz Makowski, a św. Michała – uczeń Mehoffera, Wojciech Jastrzębowski.
W 1896 Mehoffer ukończył prace nad projektem polichromii tryforiów do kościoła Mariackiego w Krakowie. Wtedy też powstał dekoracyjny obraz Śpiewaczka (1896), przedstawiający Wandę Janakowską na tle wzorzystych zasłon. Mehoffer umieścił w Śpiewaczce własny autoportret wśród towarzystwa podpatrującego śpiewaczkę zza zasłony. Śpiewaczka była wystawiana w 1898 w Wiedniu, doczekała się też pozytywnych opinii krytyków i porównań do stylu Jamesa McNeilla Whistlera. Także w 1896 Mehoffer sformułował dojrzały manifest O sztuce i jej stosunku do natury, w którym postulował odrzucenie naśladownictwa przyrody na rzecz przedstawiania jej zgodnie z własnym temperamentem twórczym i umiejętnościami. Zdaniem Mehoffera artysta powinien osiągać ideał i prawdę, pomijając naśladownictwo natury i usuwając zbędne szczegóły na rzecz podkreślenia własnego stylu. W następnym roku namalował kolejny portret Wandy Janakowskiej, odgrywającej tym razem rolę Safony (Muza); studia świateł Rozmowa i Portret Aleksandra Dejeana. Ukończył też witraż fryburski Matka Boska Zwycięska, wzorowany jeszcze na stylu Matejki.
W 1898 namalował dyptyk Taniec – Naiwne, nawiązujący tematycznie do wiersza Paula Verlaine’a Naiwni; malarz zaakcentował zwiewność i subtelność ubiorów tytułowych tańczących dziewcząt. Wtedy też ukończył obraz Piekarczyk (Chłopiec w świetle lampy), kolejne studium gry świateł. W 1898 powstał również jeden z jego najsłynniejszych autoportretów. Mehoffer uwiecznił własny wizerunek na płótnie dwukrotnie: w zbliżeniu oraz miniaturce, która przedstawiała sylwetkę artysty niemal w całości.

### 1898–1914: dojrzała twórczość
W 1903 Mehoffer namalował Dziwny ogród. Pełen drobiazgowych szczegółów plastycznych utwór przedstawia żonę artysty Jadwigę, jego synka oraz opiekunkę. Mehoffer zawarł w Dziwnym ogrodzie motywy secesyjne, uosabiane przez ważkę o nadnaturalnych rozmiarach. Dziwny ogród został entuzjastycznie przyjęty przez zagranicznych krytyków, zdobywając nagrody na wystawach w Wiedniu, St. Louis, Chicago i Monachium. Stefania Krzysztofowicz-Kozakowska pisała o Dziwnym ogrodzie jako „wielkim oeuvre” Mehoffera, a także jako „pochwale radości istnienia i sił witalnych natury”. W 1903 Mehoffer namalował także obraz Rynek krakowski, stylistycznie bliski impresjonizmowi.
Dziwny ogród zapoczątkował serię analogicznych obrazów artysty, m.in. Portret żony. Na letnim mieszkaniu (1904), Portret żony przy świetle lampy (1905), Portret żony artysty na żółtym tle (1907) oraz Portret żony na tle Pegaza (1913). Jadwiga Janakowska pozowała w nich na ozdobnym tle lub w wypełnionym kosztownościami wnętrzu. Kobiety malował też w takich zmysłowych obrazach, jak Głowa jasnowłosa (1905) i Głowa kobiety II (1906). W latach 1905–1907 stworzył także cykl dziewięciu rycin Tancerka, w którym eksperymentował z akwafortą, suchą igłą i miękkim werniksem. Ukoronowaniem przedwojennego dorobku Mehoffera były: obraz Słońce majowe (1911), malowany z werandy dworku w Jankówce (zakupionego w 1907), podobnie jak Dziwny ogród przepełniony pochwałą życia; inspirowane japońskim malarstwem Cynie (1911) oraz akwaforta Zuchwały ogrodnik (1912) o nadejściu śmierci.
Był też autorem projektów witraży w kaplicy Grauerów na cmentarzu Miejskim w Opawie (1901), kościoła św. Elżbiety w Jutrosinie (1902), kaplicy Świętokrzyskiej na Wawelu (1904), kaplicy grobowej w Gołuchowie (1906) oraz kaplicy Orgelmeistrów w Wiedniu (1910); zaprojektował polichromie skarbca (1900–1902) i kaplicy Szafrańców (1906–1907) w katedrze wawelskiej, katedry w Płocku (1903), sali posiedzeń Izby Przemysłowo-Handlowej w Krakowie, katedry ormiańskiej we Lwowie (1906–1910).

### 1914–1939: okres międzywojenny i okupacji
W 1917 Mehoffer ukończył obraz olejny Czerwona parasolka, ponownie namalowany w swym dworku w Jankówce z udziałem swojej żony. Pod względem klimatu Czerwona parasolka nawiązywała do płócien francuskich impresjonistów. W niepodległej Polsce zajmował się później tworzeniem portretów na zamówienie. Uwiecznił w ten sposób m.in. Celinę Sarową (1919), Jana Hoplińskiego (1919), Józefa Piłsudskiego (1921), Stanisława Łomińskiego (1922), Zofię Minderową (1923), Alfreda Krausego (1936). Zaprojektował też wzór banknotu stuzłotowego, który wszedł do obiegu 2 czerwca 1932.
Był autorem projektów sali sejmowej w Warszawie (1929), kościoła św. Jana Chrzciciela w Turku (1933–1939) i kościoła w Lubieniu koło Piotrkowa Trybunalskiego (1942), a także cyklu stacji Męki Pańskiej dla kaplicy kościoła Franciszkanów w Krakowie (1934-1935). W tym okresie, w latach 1918–1936, powstały jeszcze trzy witraże do prezbiterium katedry we Fryburgu: Historia cywilna Fryburga (po lewej), Trójca Święta (w centrum) i Historia religijna Fryburga (po prawej). Zaprojektował również witraże do katedry we Włocławku (1935–1940), katedry w Przemyślu (1940) i kościoła w Dębnikach k. Krakowa (1943).

### 1939: Okres okupacji i śmierć

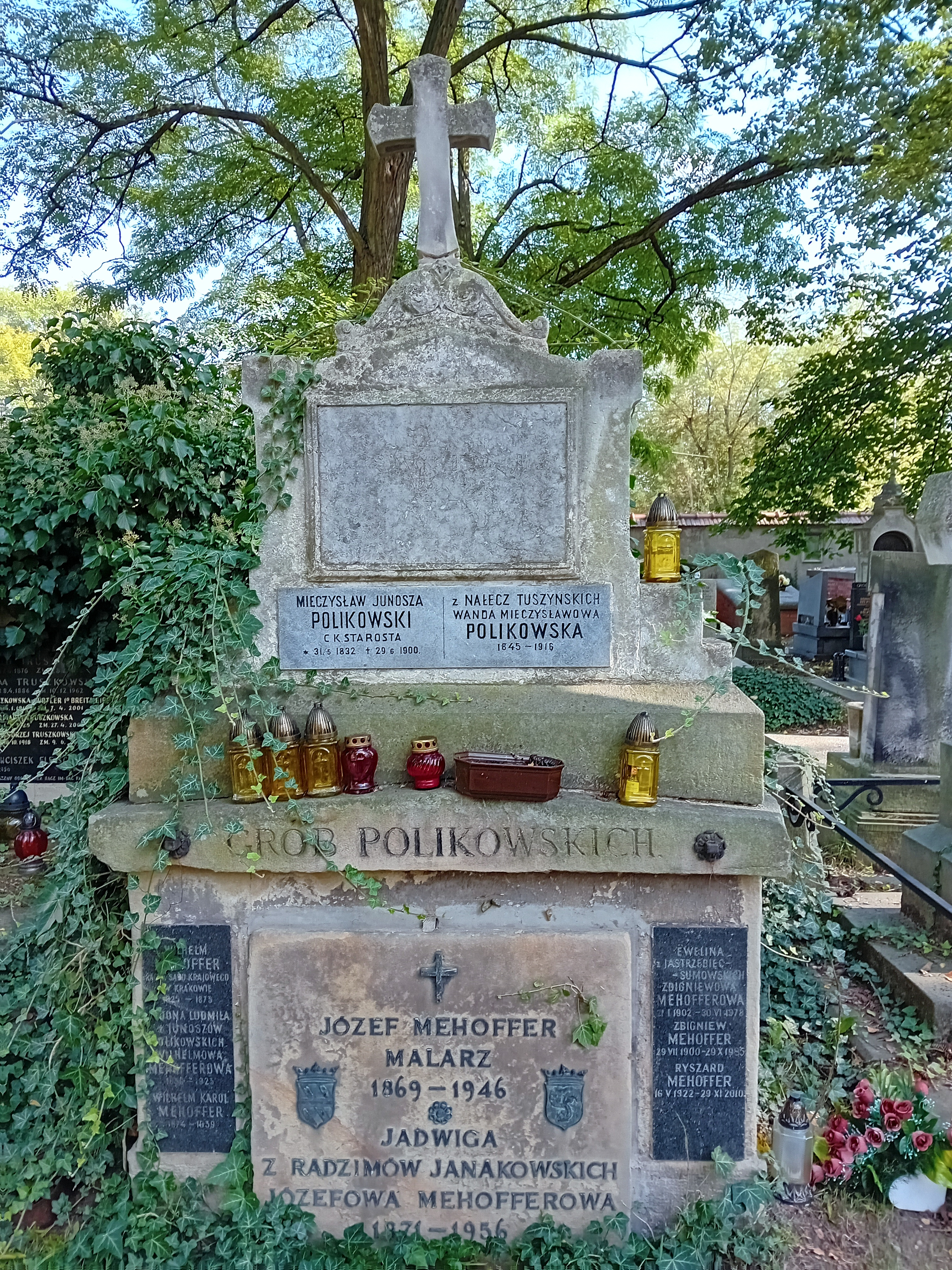
Grobowiec Józefa Mehoffera na cmentarzu Rakowickim w Krakowie

Po wybuchu II wojny światowej wyjechał z rodziną do Lwowa. Obawiając się jednak wywózki na Syberię przez okupacyjne władze radzieckie, 15 grudnia 1939 zgłosił się do niemieckiego sztabu przesiedleńczego, nie zgodził się jednak na wpisanie do volkslisty i jedynie warunkowo otrzymał zgodę na przesiedlenie ze Lwowa. Na początku lutego 1940 hitlerowcy wywieźli go wraz z rodziną do obozu przesiedleńczego w Asch w Sudetach. Tamtejsze złe warunki sanitarne spowodowały, że małżeństwo Mehofferów rychło zachorowało, a Wanda Janakowska (siostra Jadwigi Mehofferowej) zmarła już 1 marca 1940. Tylko dzięki dyplomatycznej interwencji Watykanu i rządu Włoch Mehoffer został uwolniony i powrócił wraz z rodziną 21 czerwca 1940 do Krakowa. Zmarł na gruźlicę 7 lipca 1946 w Wadowicach i został pochowany na cmentarzu Rakowickim w Krakowie (kwatera PAS 31-zach-5).

### Działalność pozaartystyczna
W 1905 został profesorem krakowskiej Szkoły Sztuk Pięknych, a w latach 1914–1915, 1917–1918 i 1933–1934 pełnił funkcję jej rektora. Był członkiem wiedeńskiego ugrupowania Hagenbund oraz paryskiego Société Nationale des Beaux-Arts i Królewskiego Towarzystwa Przyjaciół Sztuk Pięknych w Brukseli. Był jednym z założycieli Towarzystwa Artystów Polskich „Sztuka”, utworzonego w 1907. Do jego uczniów należeli m.in. Kasper Pochwalski, Erwin Czerwenka, Ludwik Konarzewski, Henryk Policht, Adam Bunsch, Jan Marcin Szancer.

## Życie prywatne
We wrześniu 1899 Mehoffer ożenił się z Jadwigą Janakowską, poznaną pięć lat wcześniej w Paryżu. Miał z nią syna Zbigniewa (1900–1985). Janakowska była muzą artysty i wielokrotnie pozowała do jego obrazów portretowych.

## Twórczość
Zdaniem Marty Smolińskiej-Byczuk styl Mehoffera nie daje się umieścić w żadnym odrębnym nurcie artystycznym. Mehoffer z upływem czasu wypracował własny, odrębny styl:
Mehoffer godzi pragnienie ukazywania narodowego etosu z własną postawą artystyczną – rozdarcie wewnętrzne czy konflikt pomiędzy patriotycznym posłannictwem a chęcią dołączenia do pochodu -izmów w przypadku tej twórczości w zasadzie nie ma miejsca
Uprawiał grafikę artystyczną, akwafortę, akwatintę, autolitografię, malarstwo sztalugowe, portret kredkowy. Oddzielny, znaczący dział twórczości Mehoffera to grafika użytkowa. Tworzył wiele grafik książkowych: projektów okładek, kart tytułowych, ornamentów, winiet, inicjałów, bordiur, ekslibrisów, zdobników itp. Projektował też afisze, arkusze akcji, znaki towarowe, banknoty (m.in. zaprojektował banknot 100 złotowy, który wszedł do obiegu w 1932 roku). Tworzył wiele portretów osób, wizerunków postaci oraz dziewięć cykli tematycznych poświęconych tańcowi.

## Obrazy

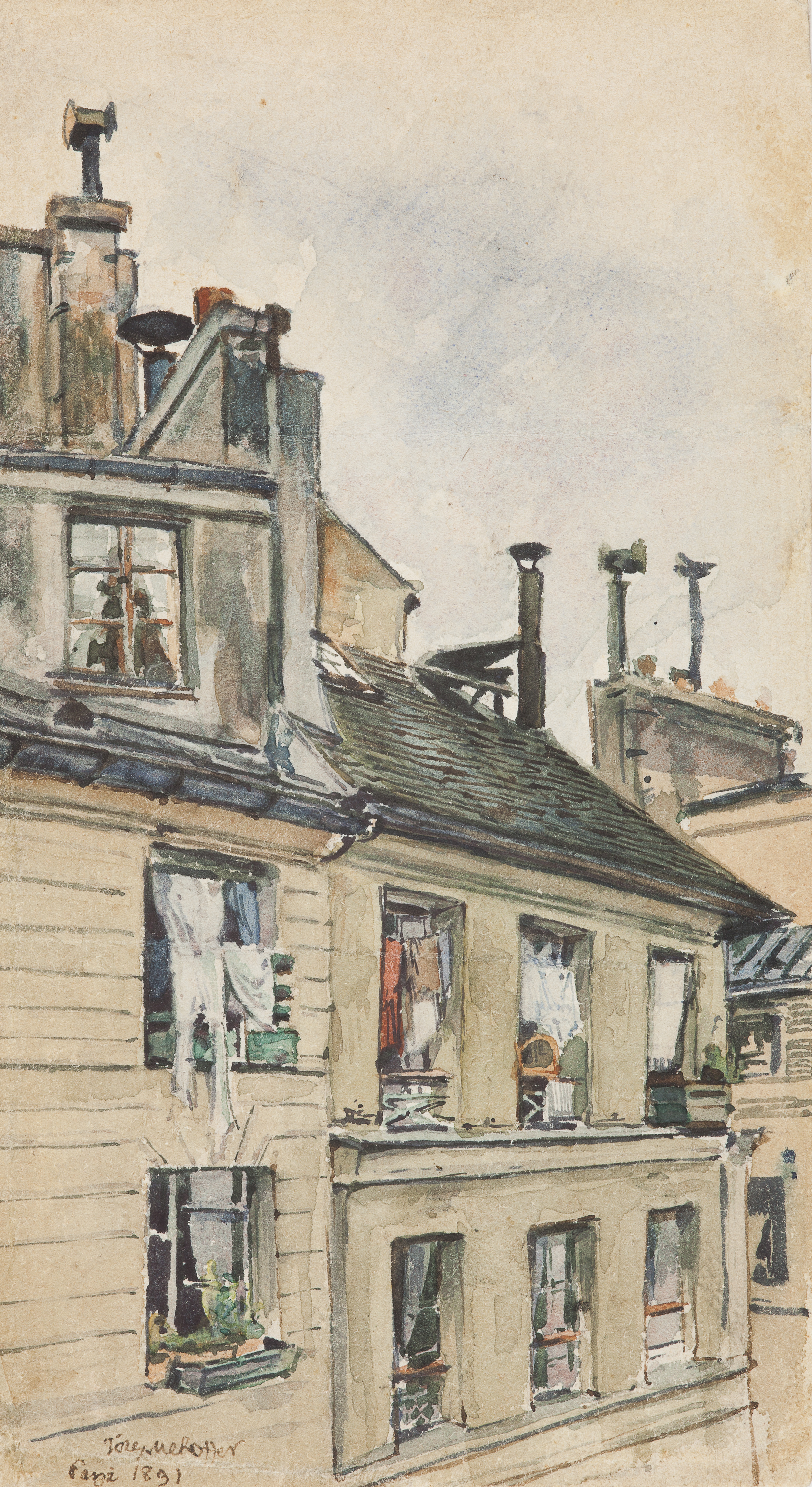
Widok z okna pracowni Józefa Mehoffera i Stanisława Wyspiańskiego w Paryżu (1891), Muzeum Narodowe w Krakowie
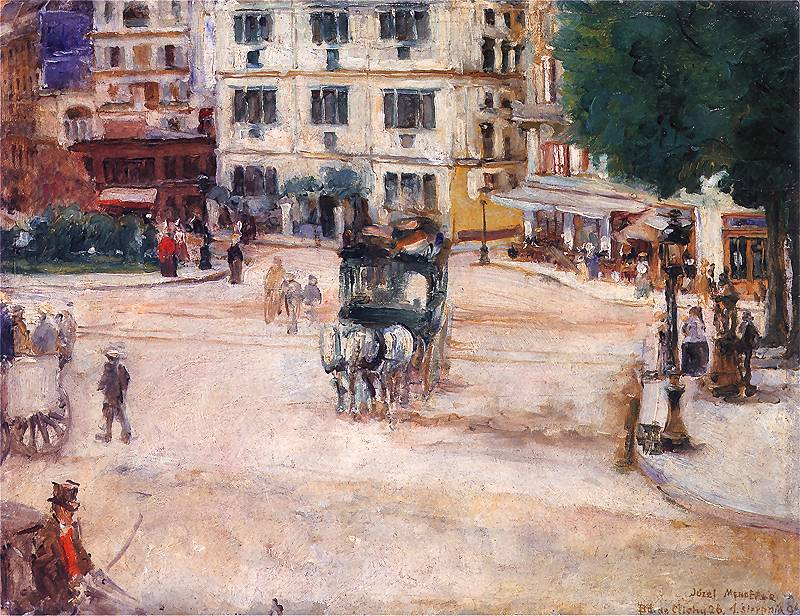
Plac Pigalle w Paryżu (1894), Muzeum Narodowe w Poznaniu
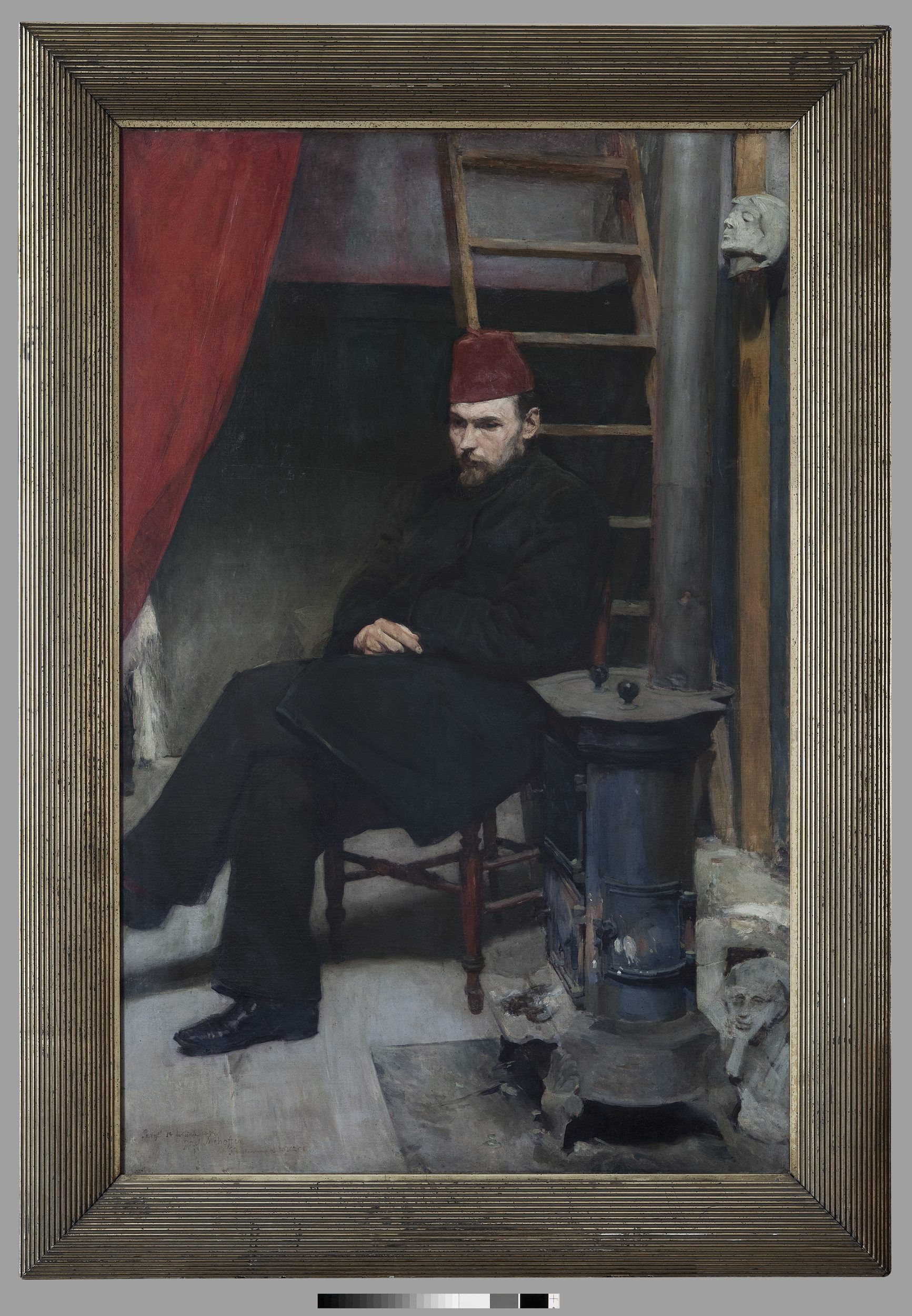
Portret Konstantego Laszczki (1894), Muzeum Narodowe w Warszawie
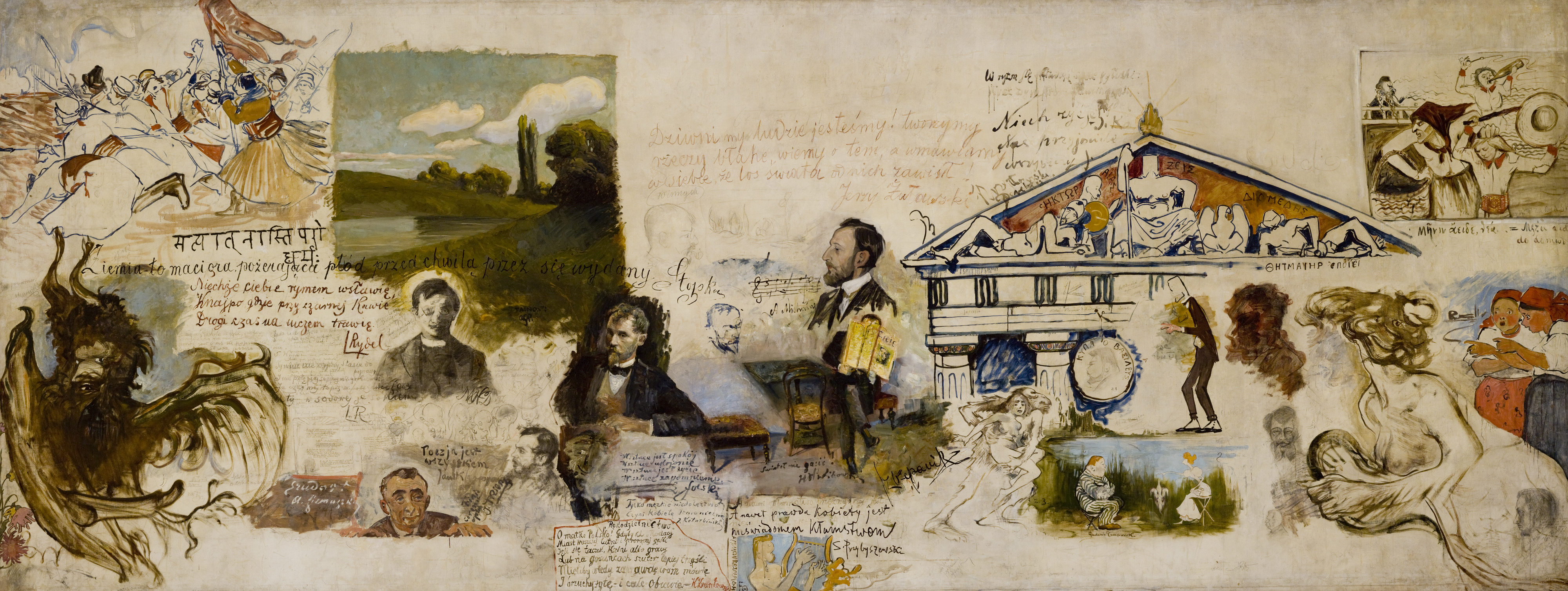
Paon (Szkice artystów Młodej Polski z kawiarni Turlińskiego) (1896–1903), Muzeum Narodowe w Krakowie
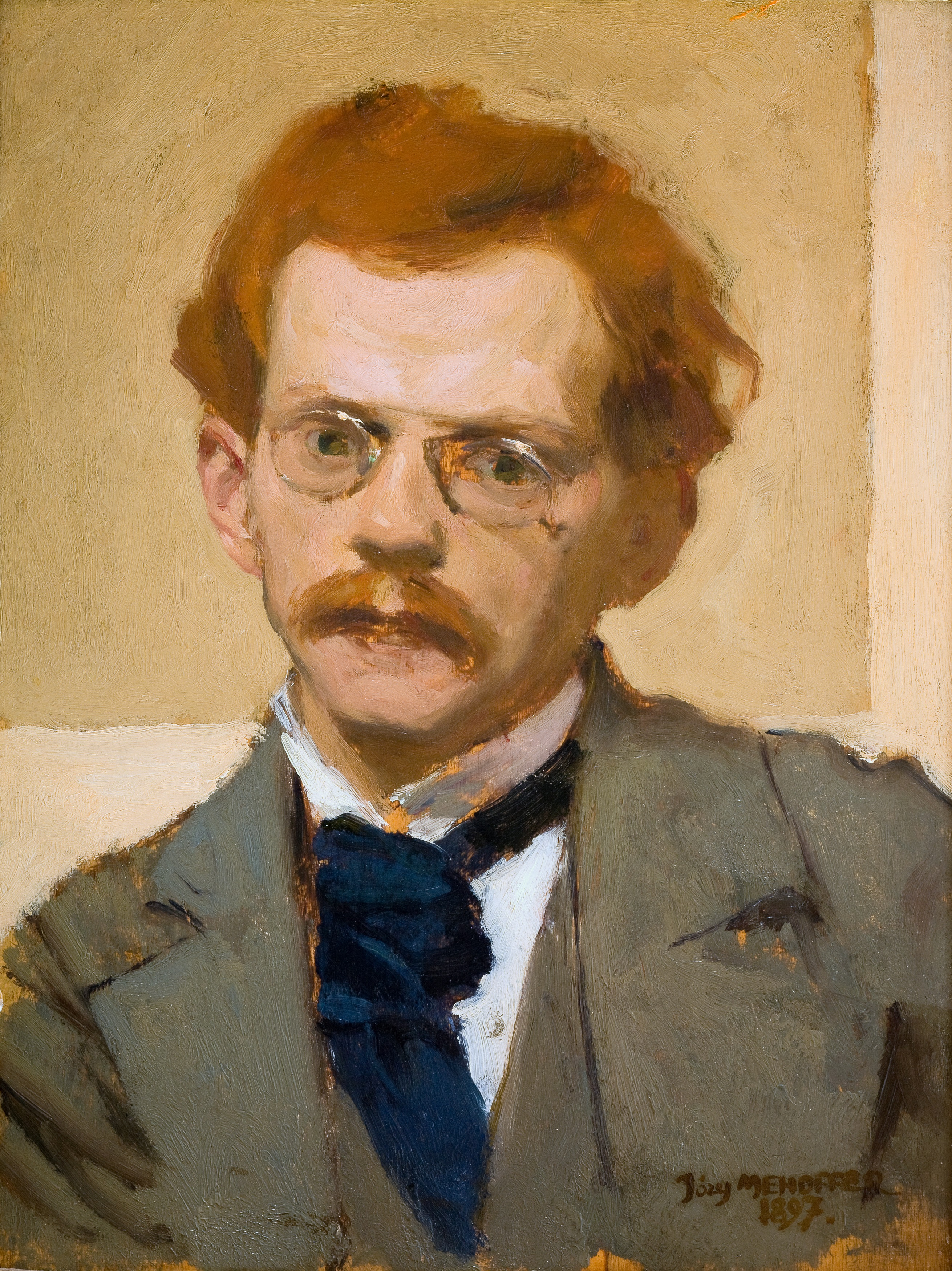
Autoportret (1897), Muzeum Narodowe w Krakowie
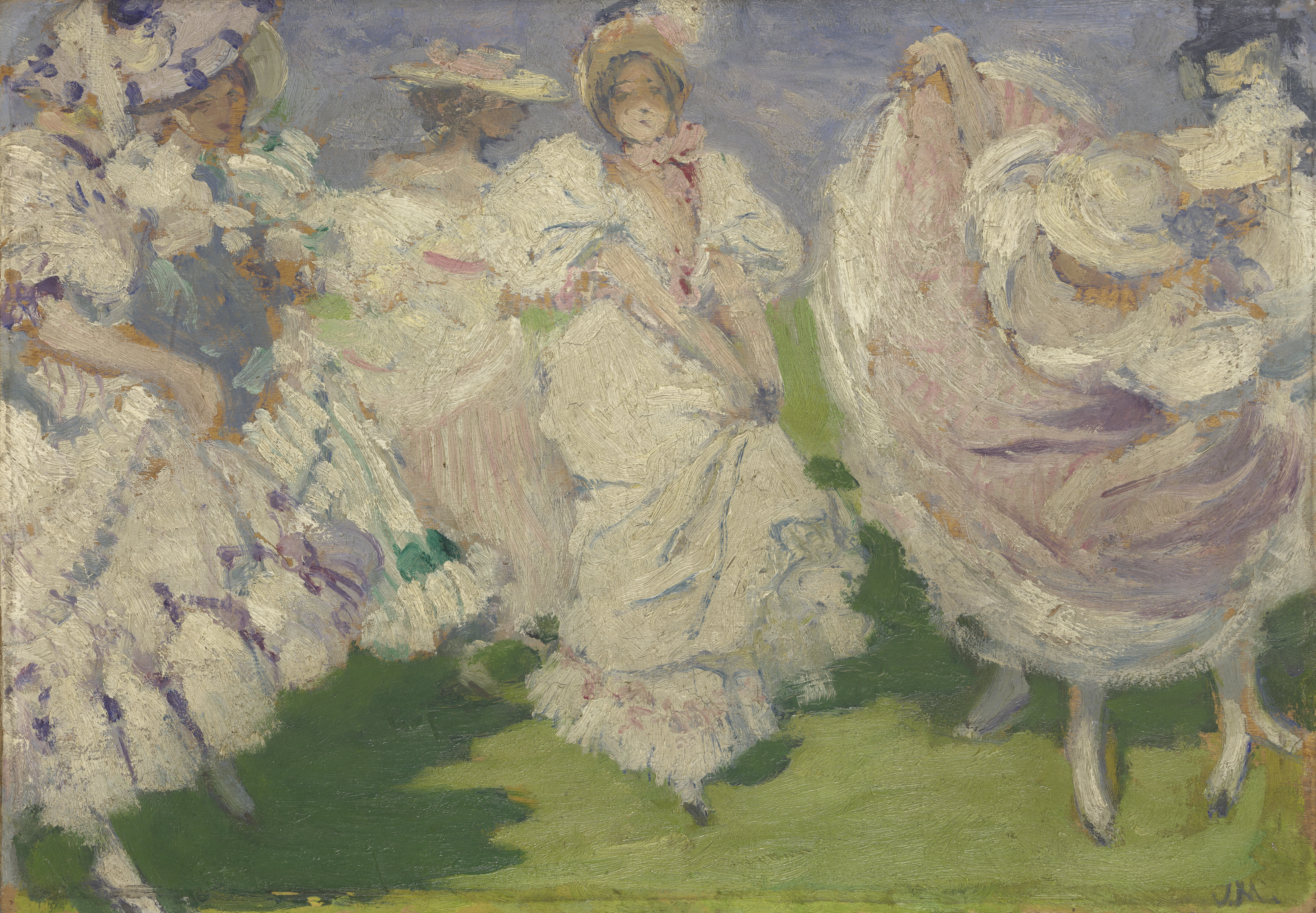
Taniec – Naiwne (1898), Muzeum Narodowe w Krakowie
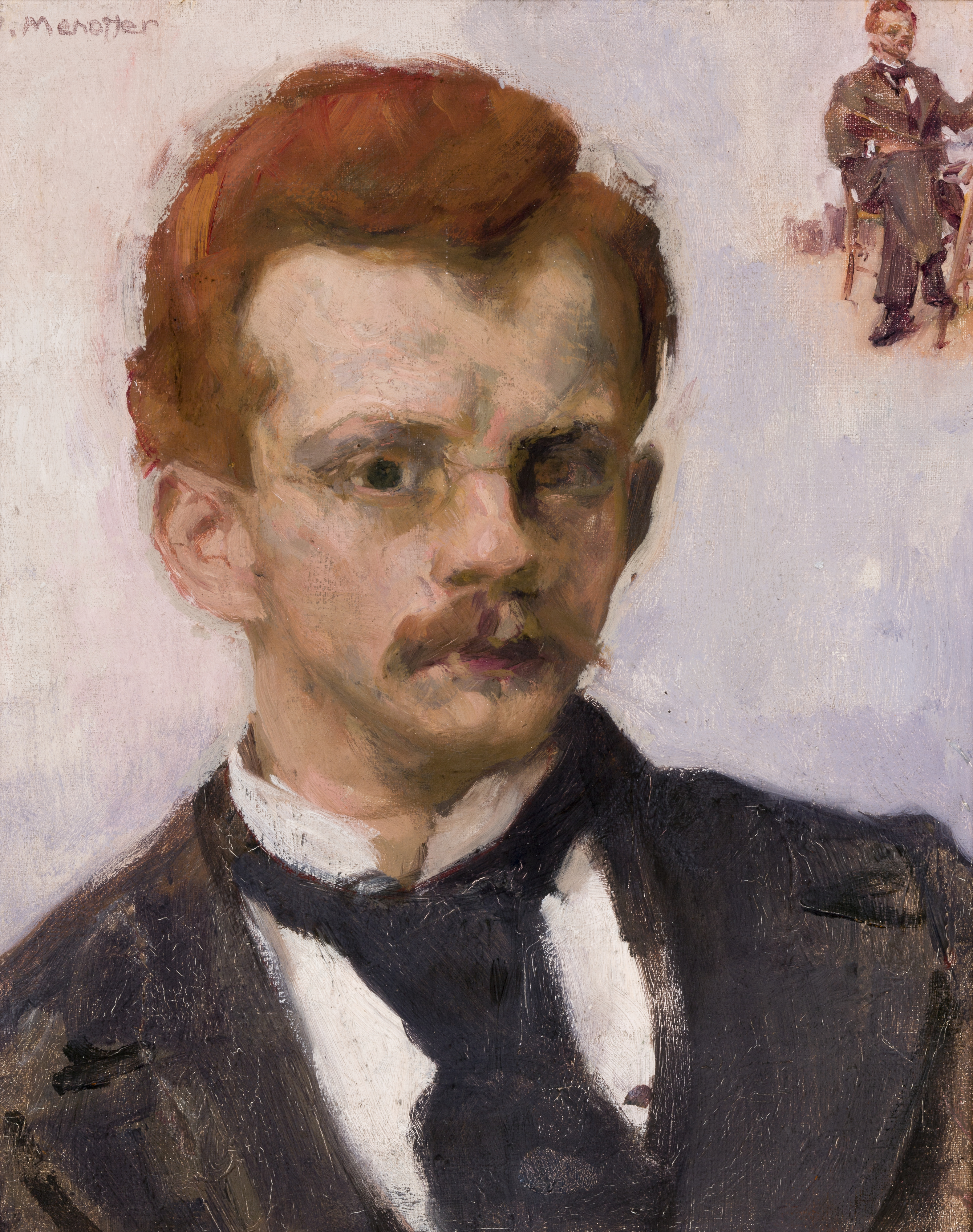
Autoportret (1898), Muzeum Narodowe w Krakowie
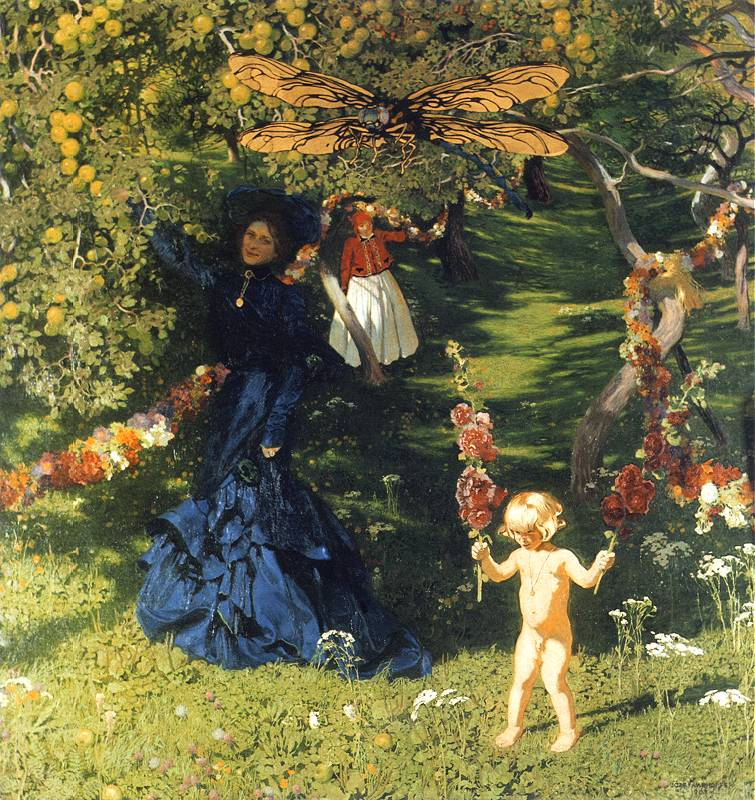
Dziwny ogród (1903), Muzeum Narodowe w Warszawie
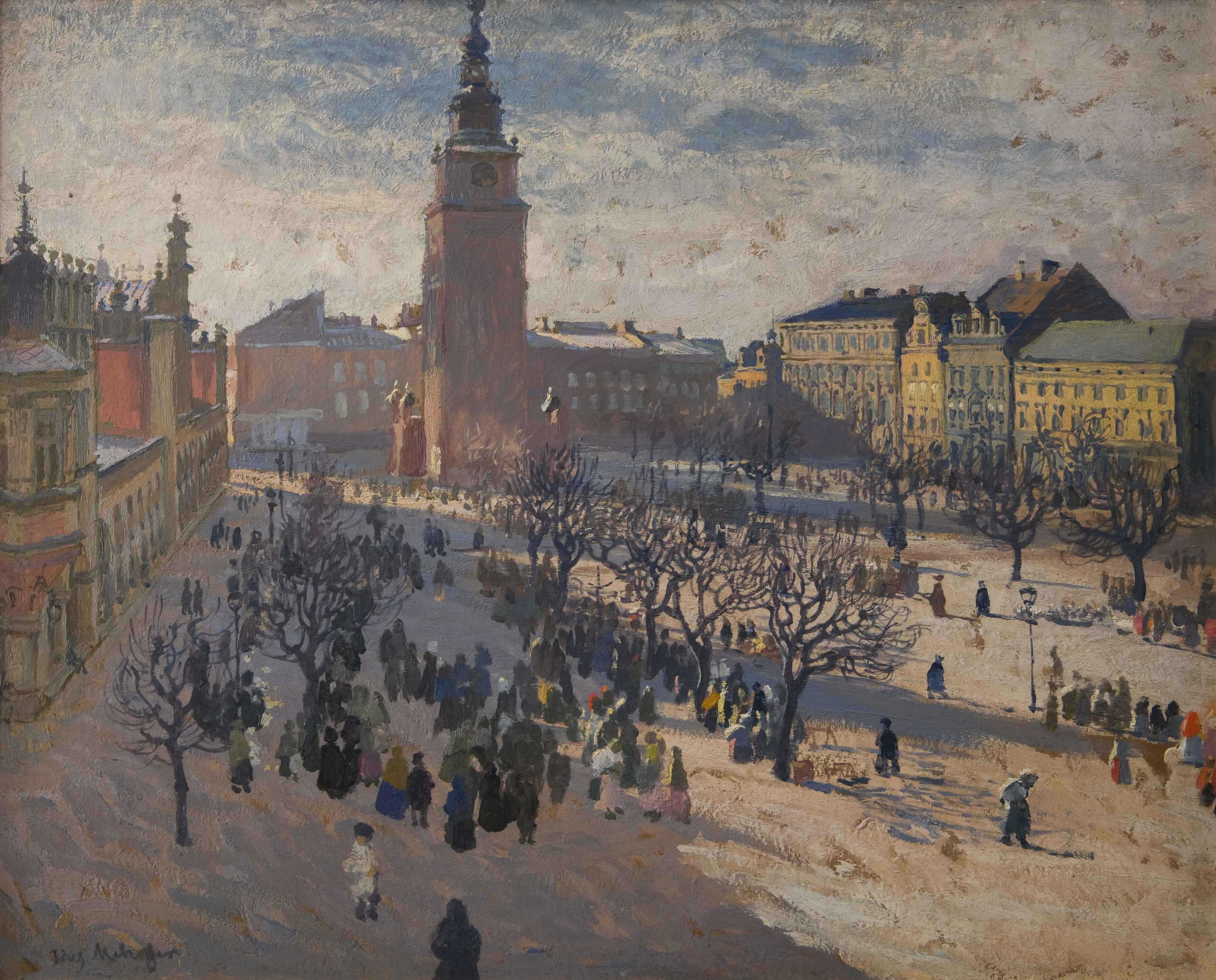
Rynek krakowski (1903), Muzeum Narodowe w Krakowie
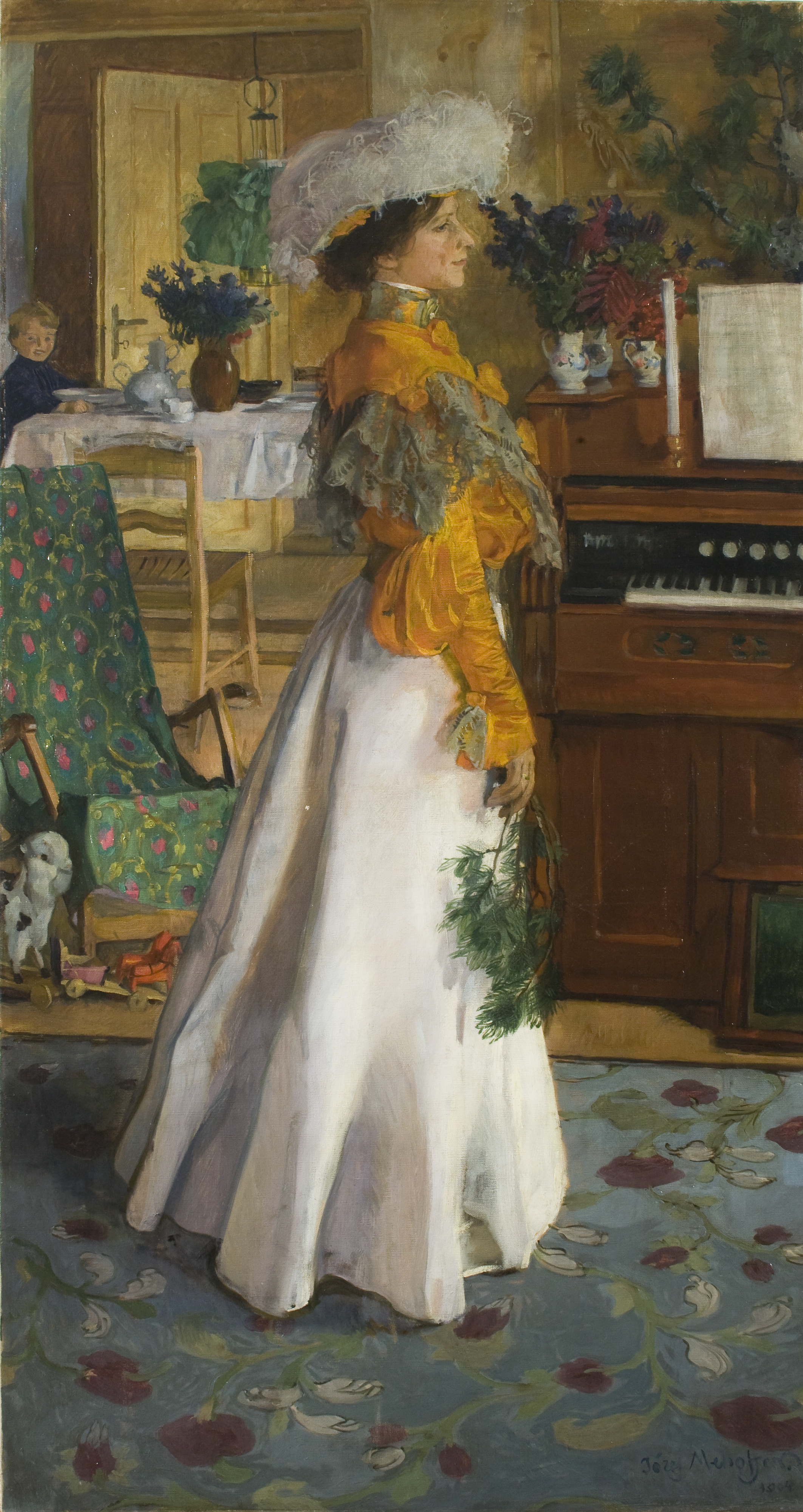
W letnim mieszkaniu (1904), Muzeum Narodowe w Krakowie
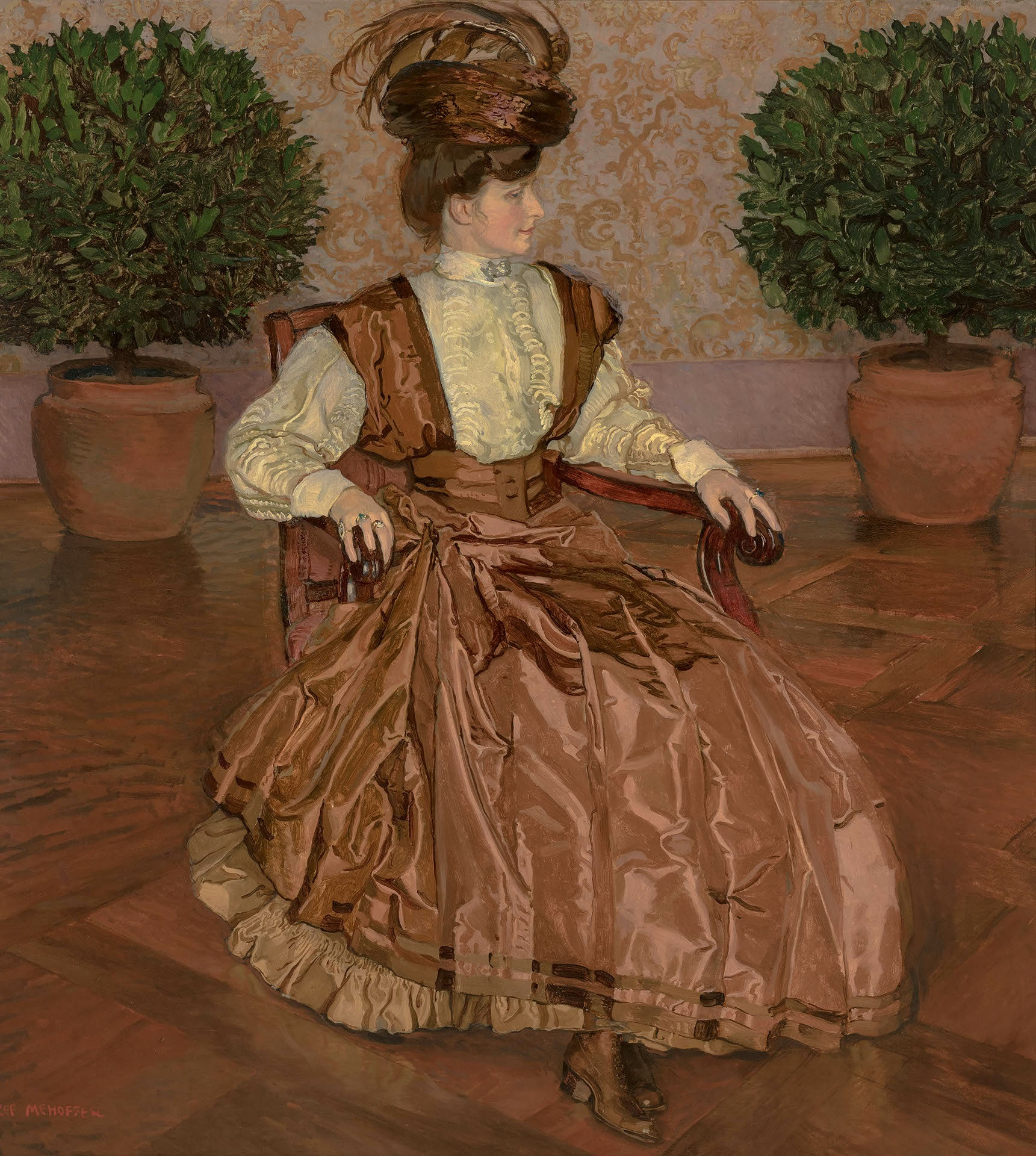
W laurowej sali (1909), Muzeum Śląskie w Katowicach
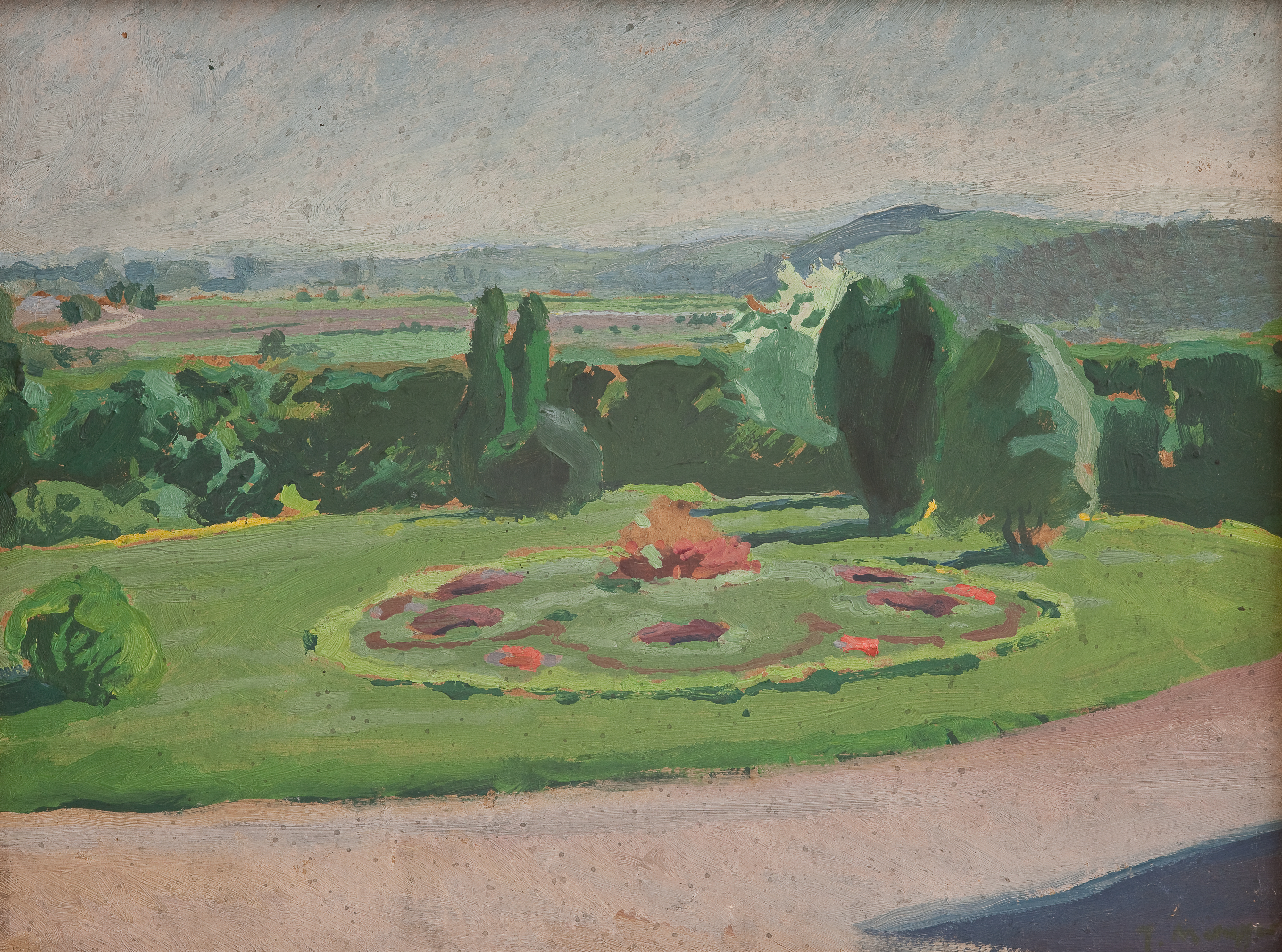
Klomb przed dworem (ok. 1910), Muzeum Narodowe w Krakowie
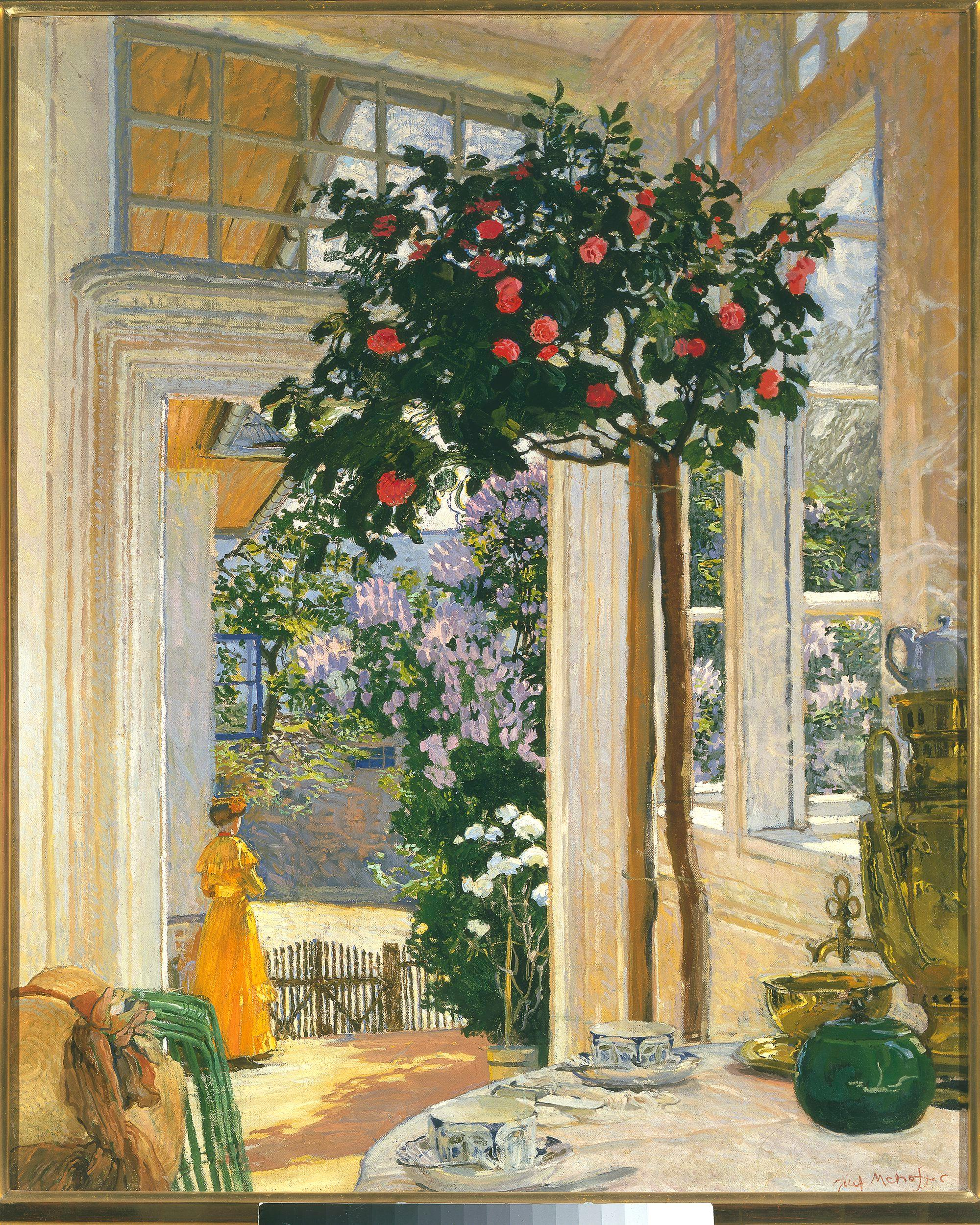
Słońce majowe (1911), Muzeum Narodowe w Warszawie
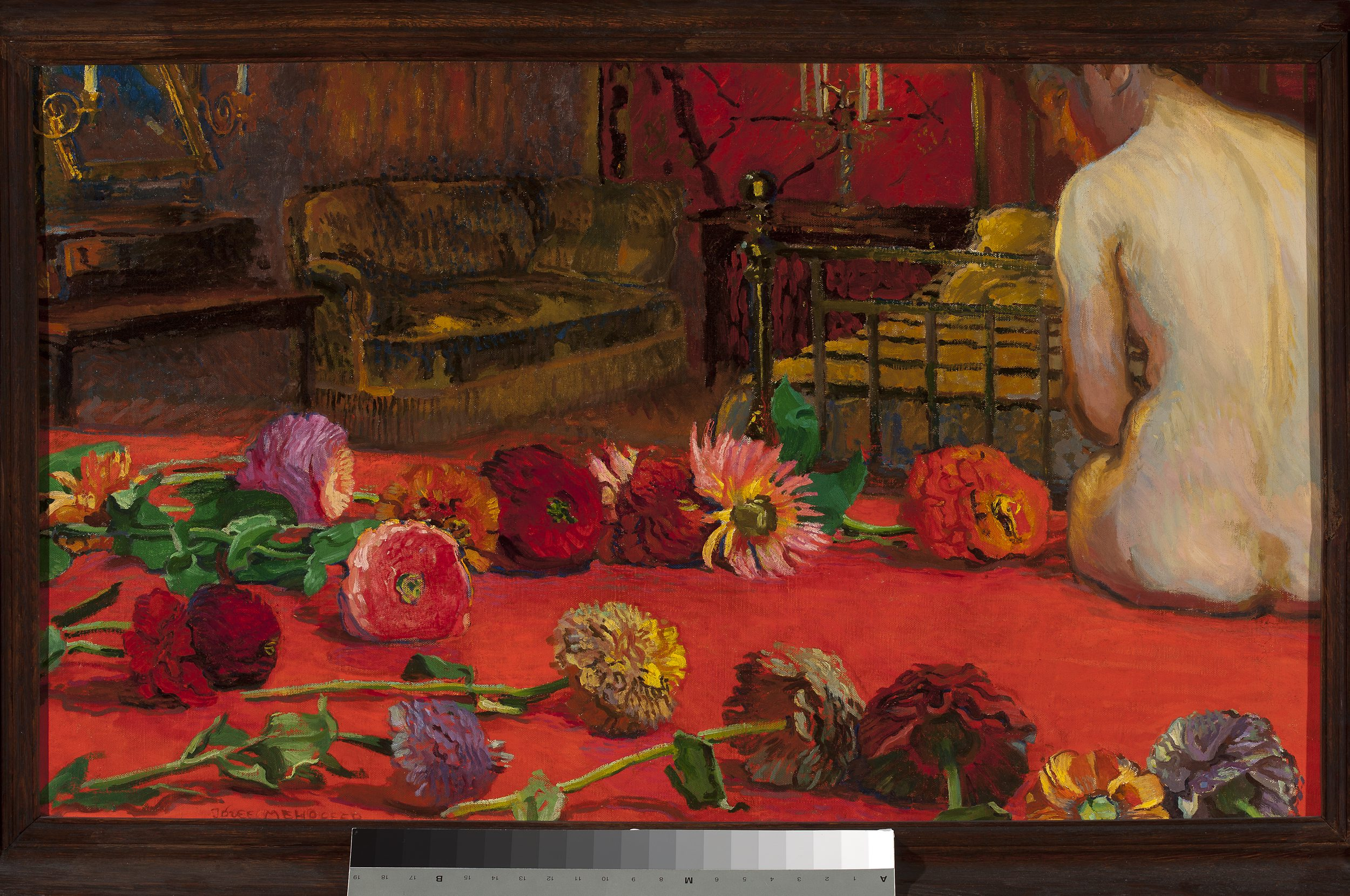
Cynie (1911), Muzeum Narodowe w Warszawie
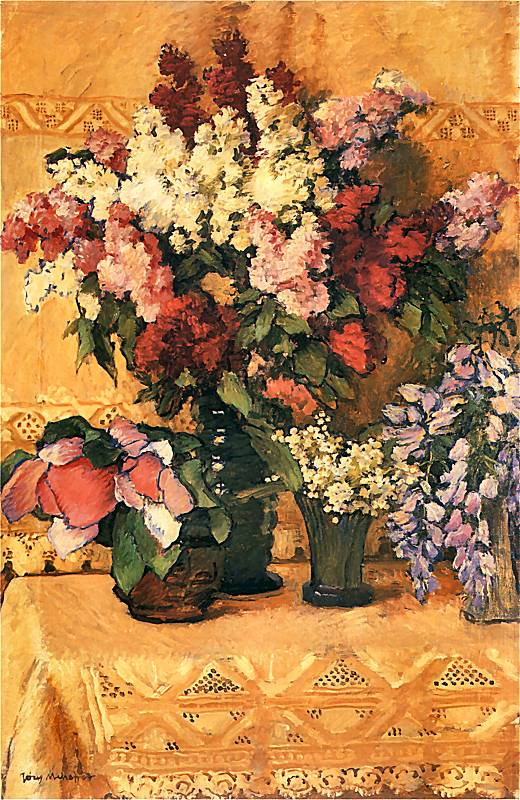
Kwiaty (1912), kolekcja prywatna
Portret żony artysty z pegazem (1913), Muzeum Sztuki w Łodzi
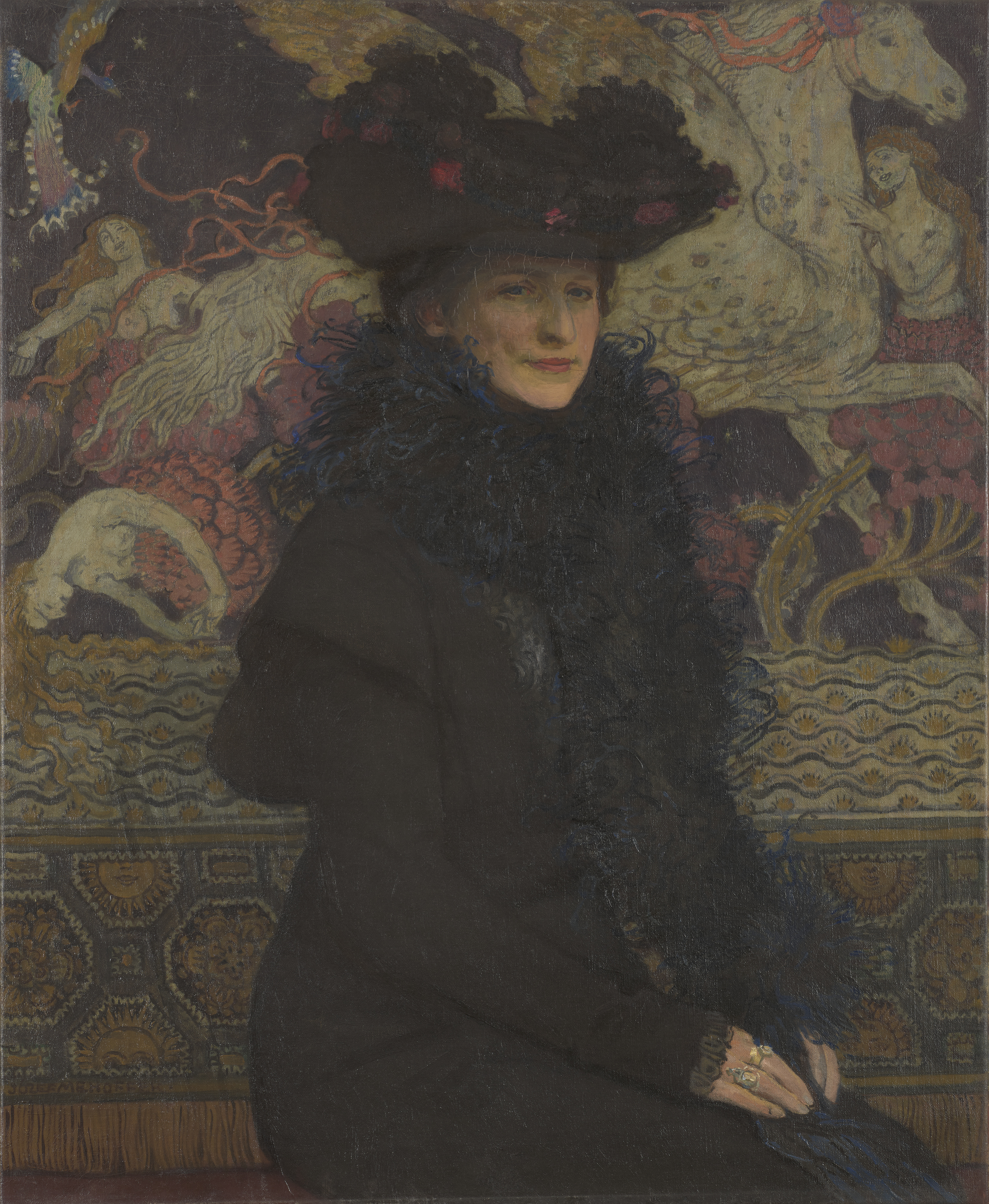
Portret żony na tle Pegaza (1913, Muzeum Narodowe w Krakowie)
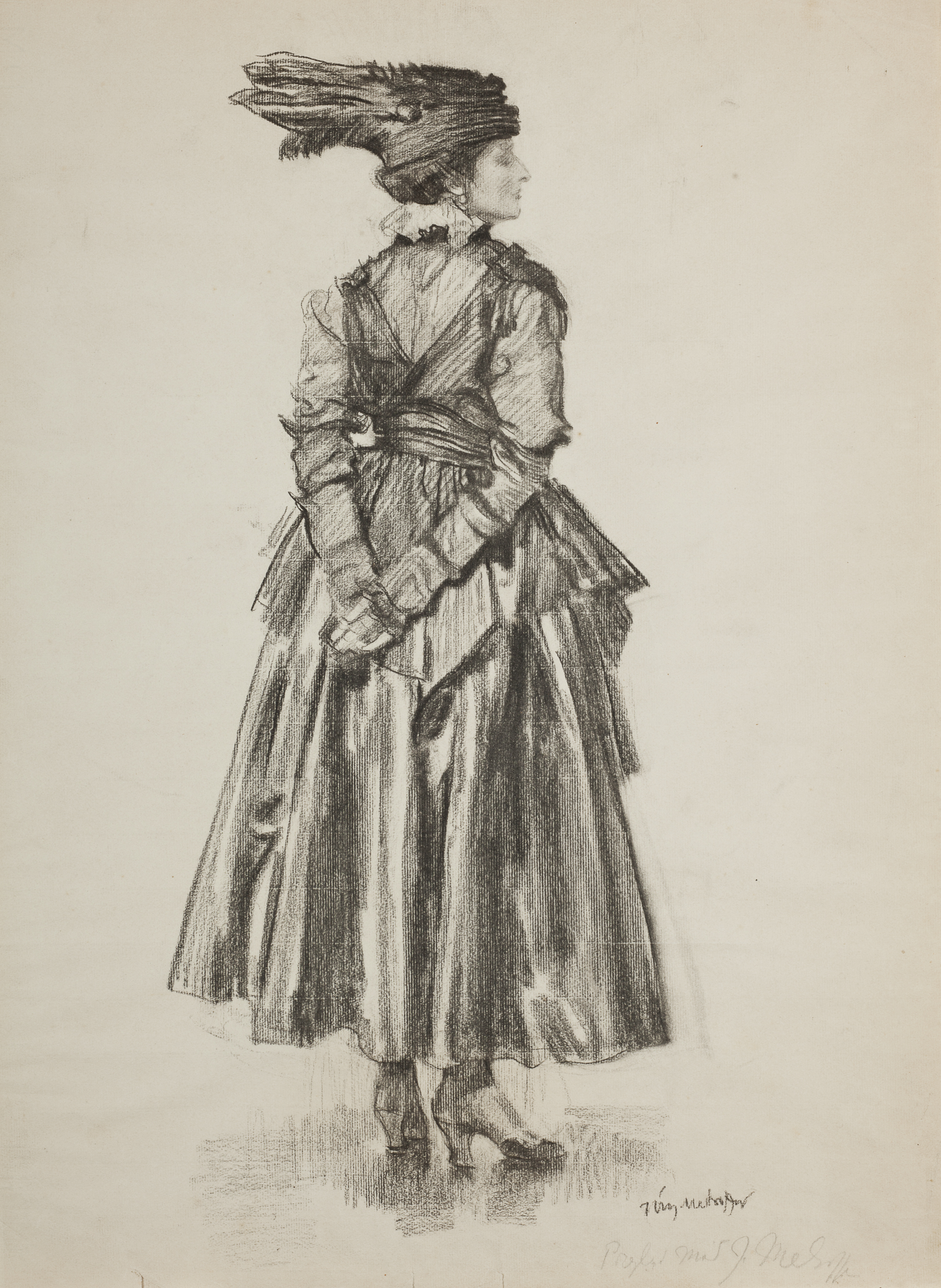
Studium (VI). Portret żony artysty (1915–1923), Muzeum Narodowe w Krakowie
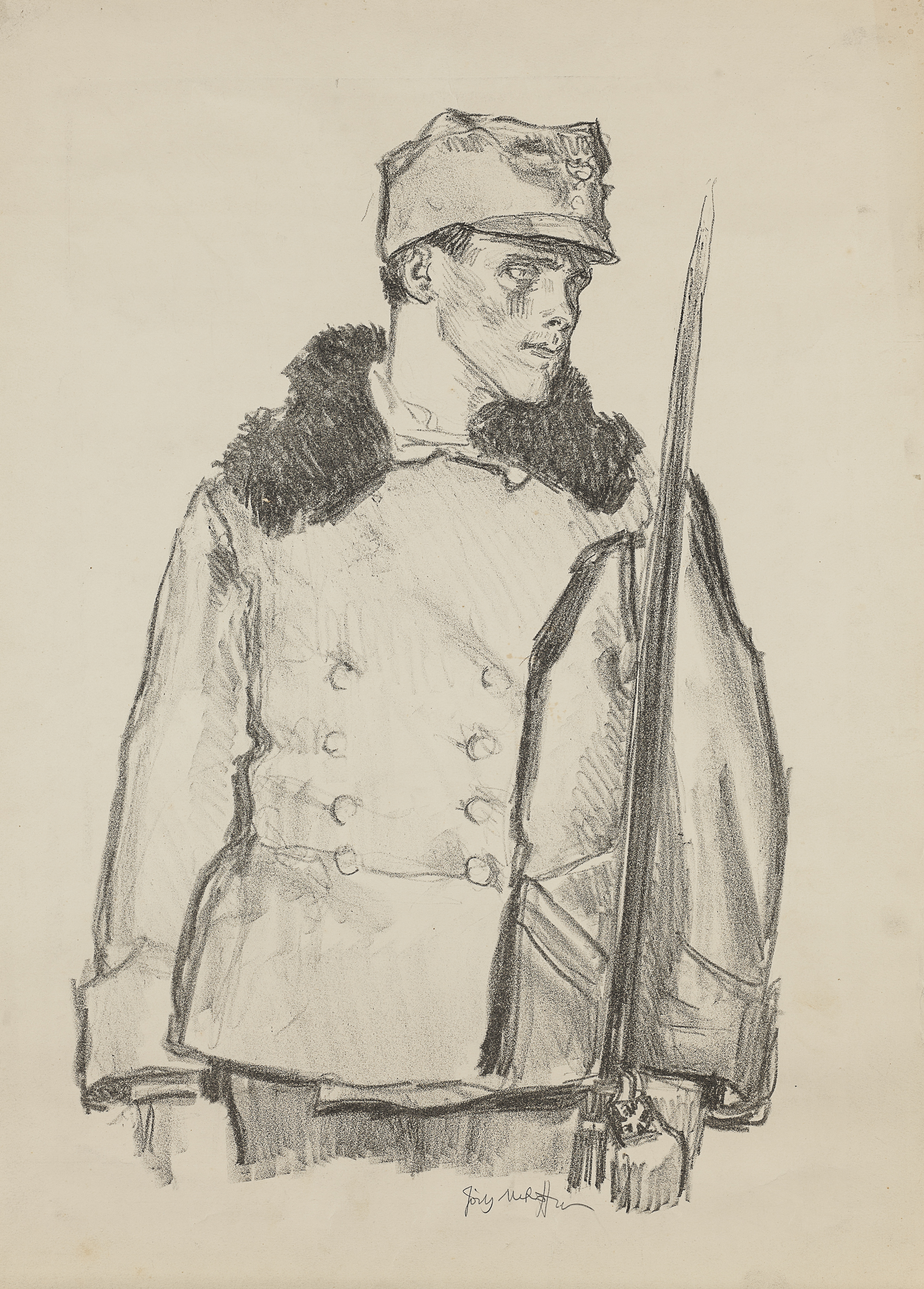
Studium portretowe legionisty (1916), Muzeum Narodowe w Krakowie
Czerwona parasolka (1917), Muzeum Narodowe w Krakowie
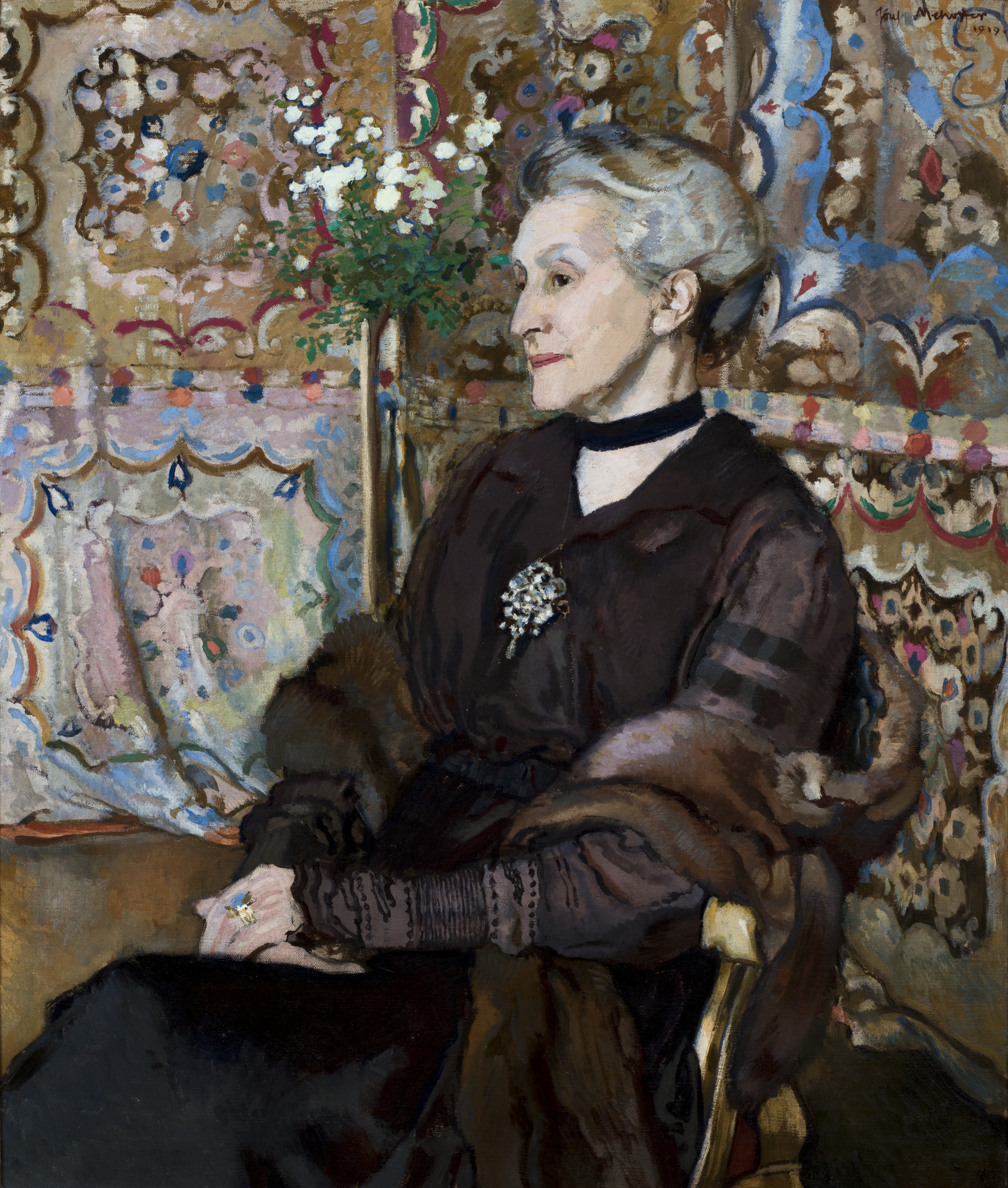
Portret Celiny Sarowej (1919), Muzeum Narodowe w Krakowie
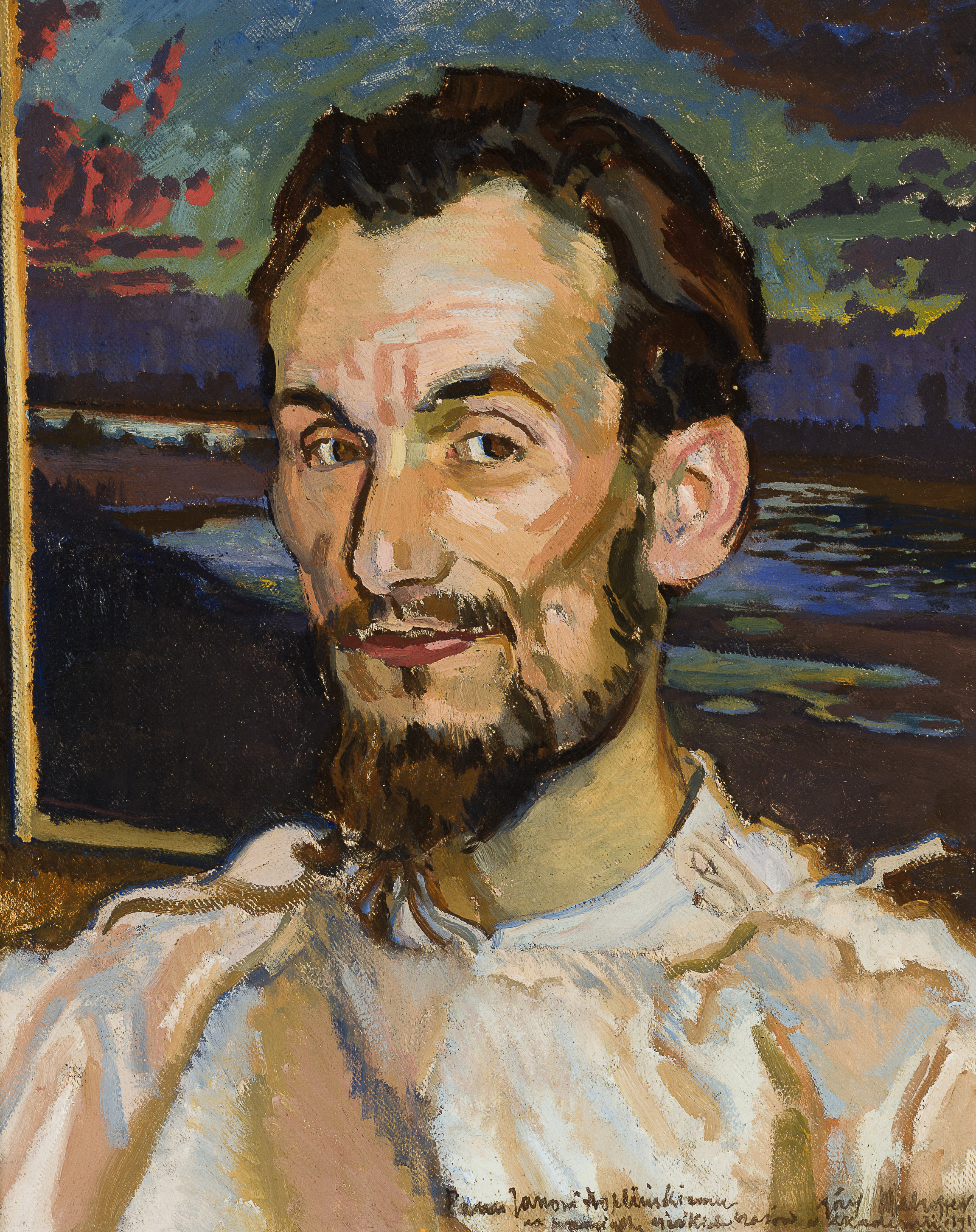
Portret Jana Hoplińskiego (1919), Muzeum Narodowe w Krakowie
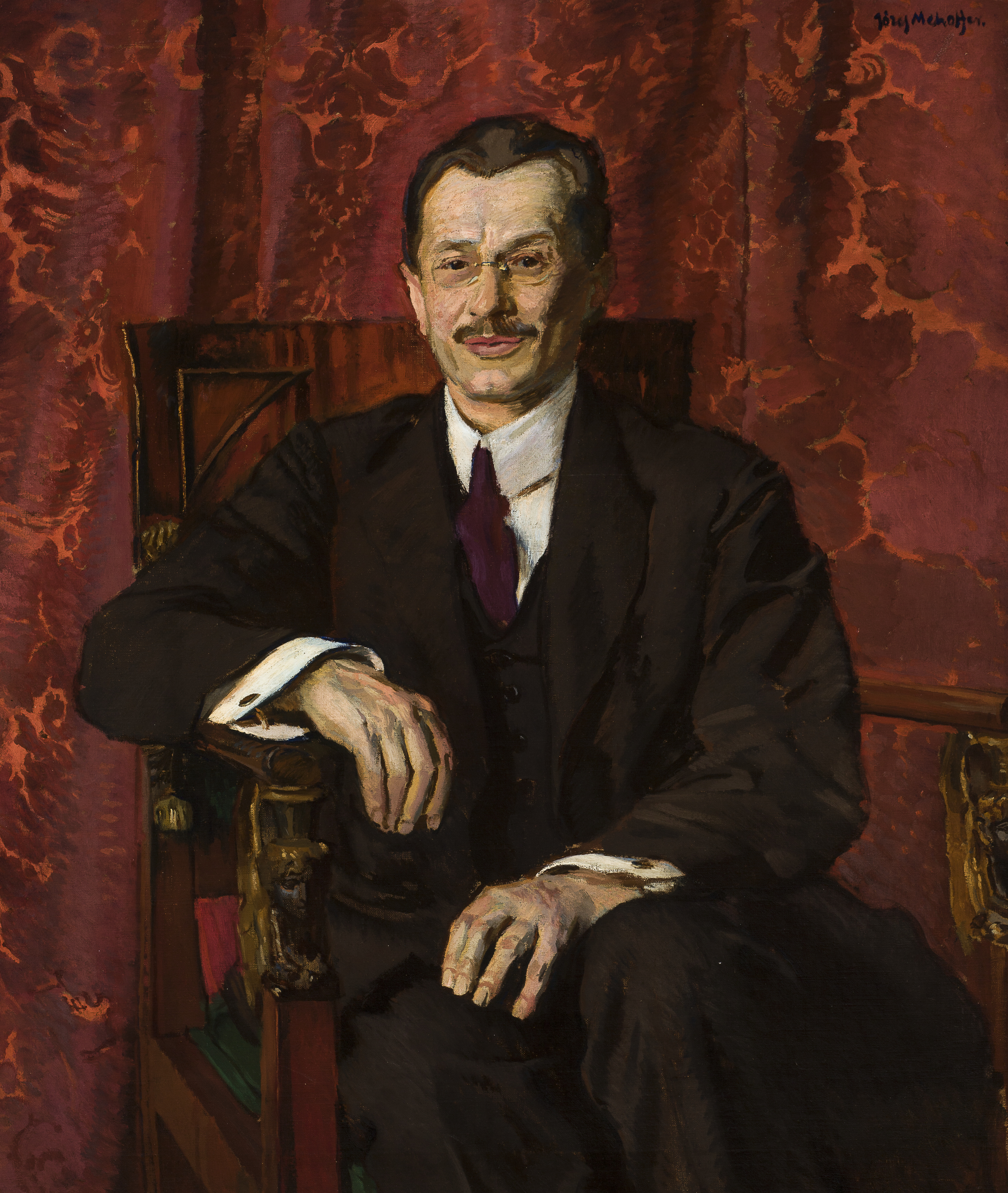
Portret Stanisława Łomińskiego (1922), Muzeum Narodowe w Krakowie
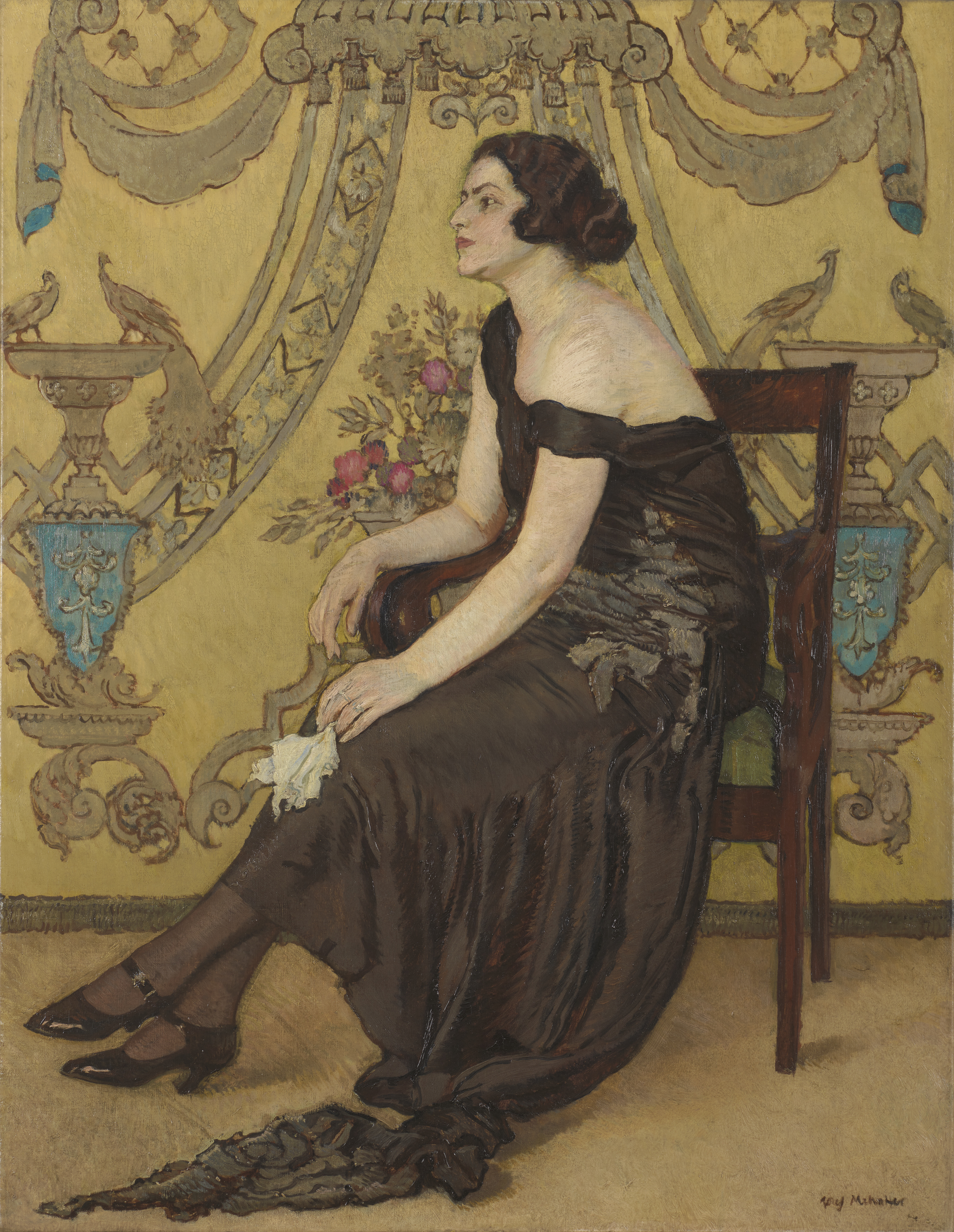
Róża Saronu – Portret Zofii Minderowej (1923), Muzeum Narodowe w Krakowie
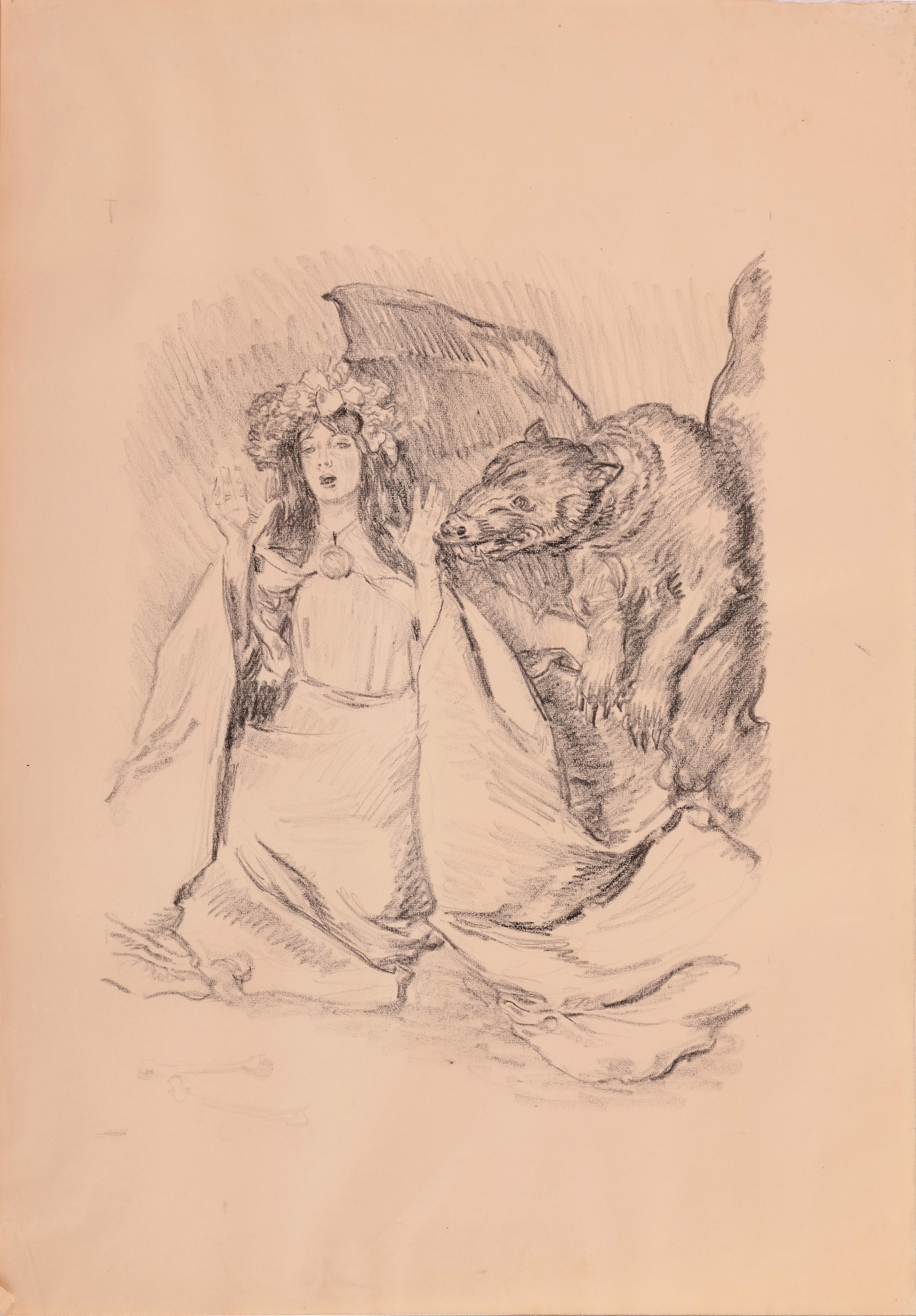
Przestraszona księżniczka (1924, Muzeum Narodowe w Krakowie)
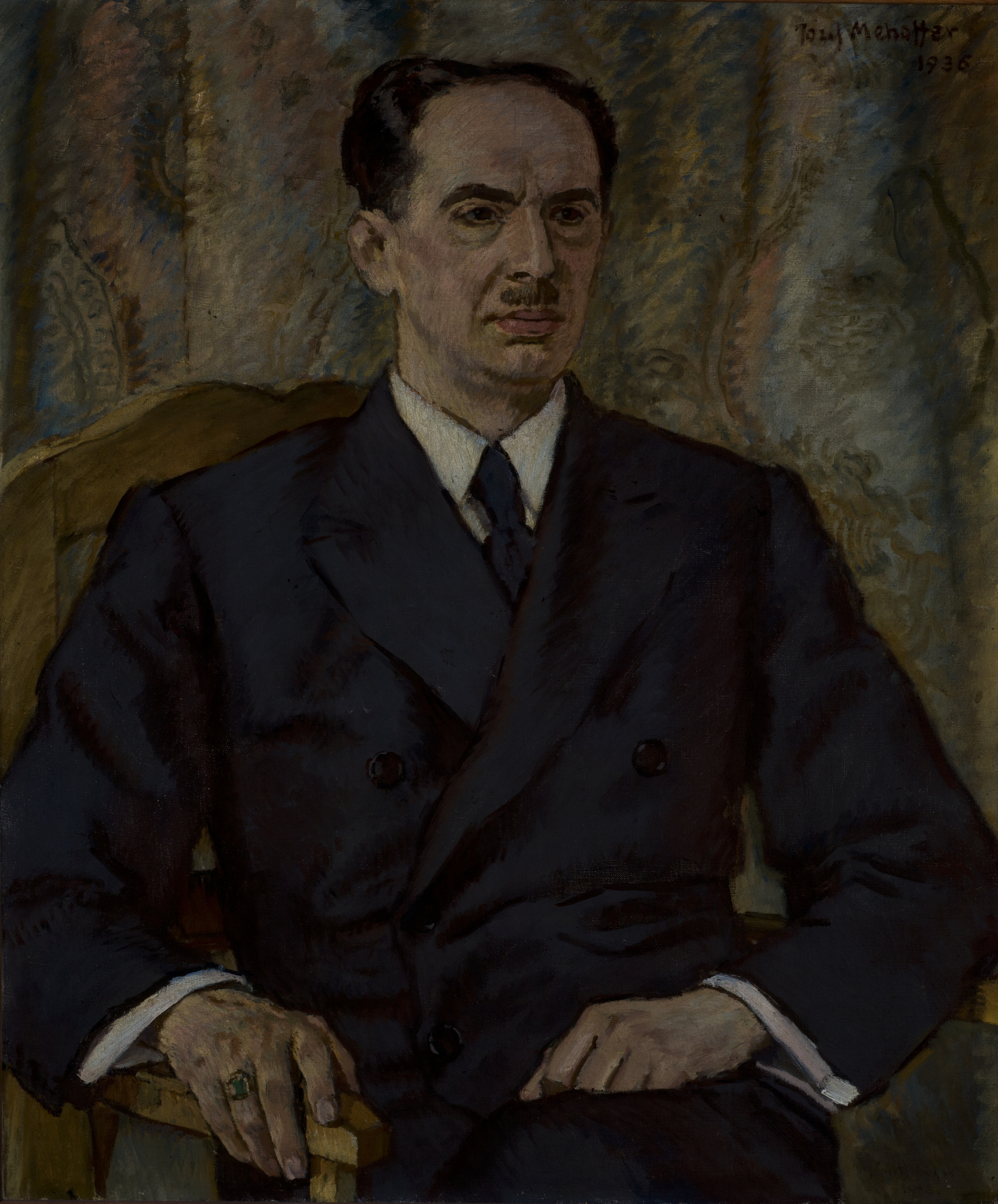
Portret doktora Alfreda Krausego (1936), Muzeum Narodowe w Krakowie
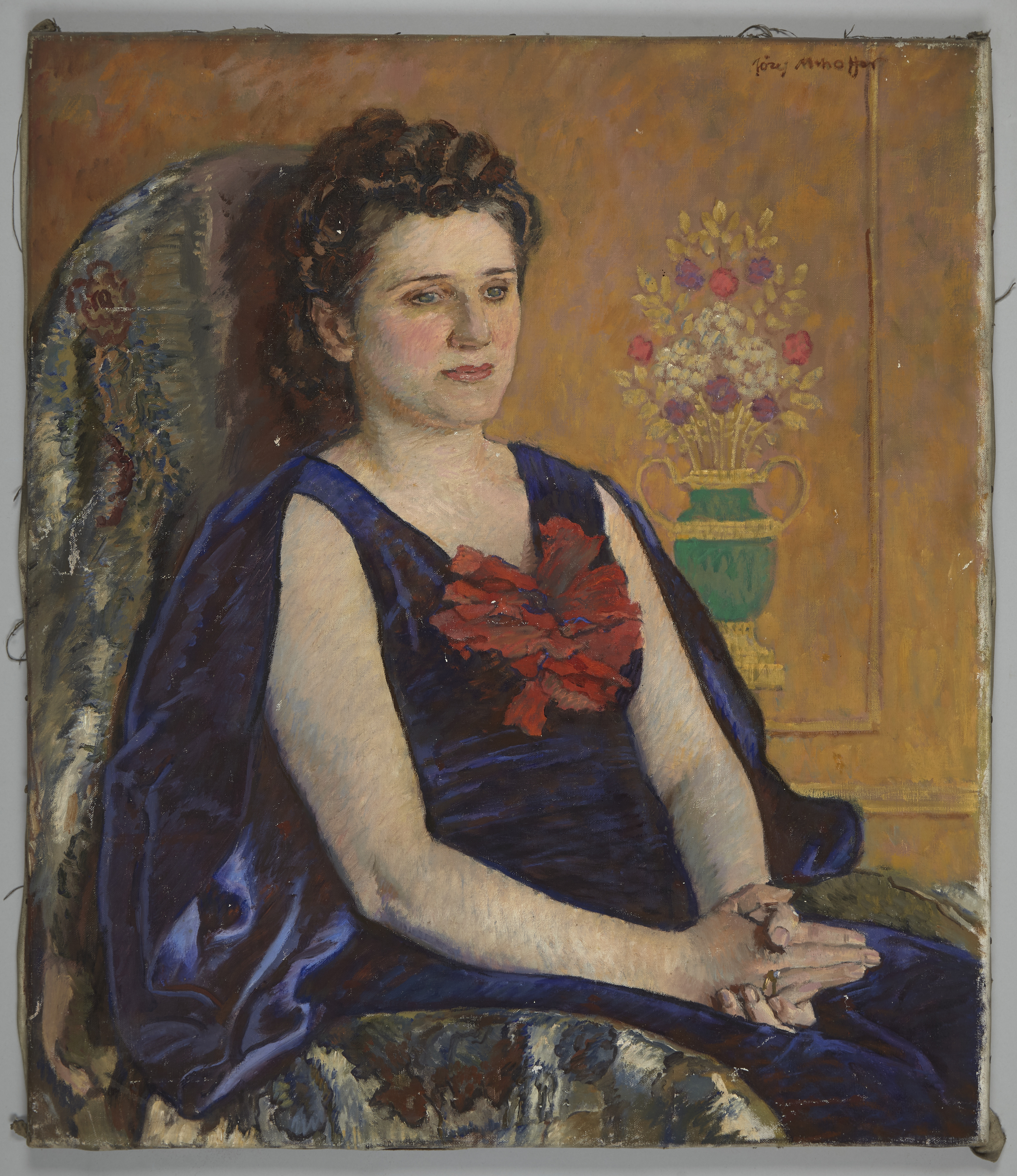
Portret Haliny Zadęckiej (1940-1945), Muzeum Narodowe w Krakowie

## Kartony (projekty) do polichromii i witraży

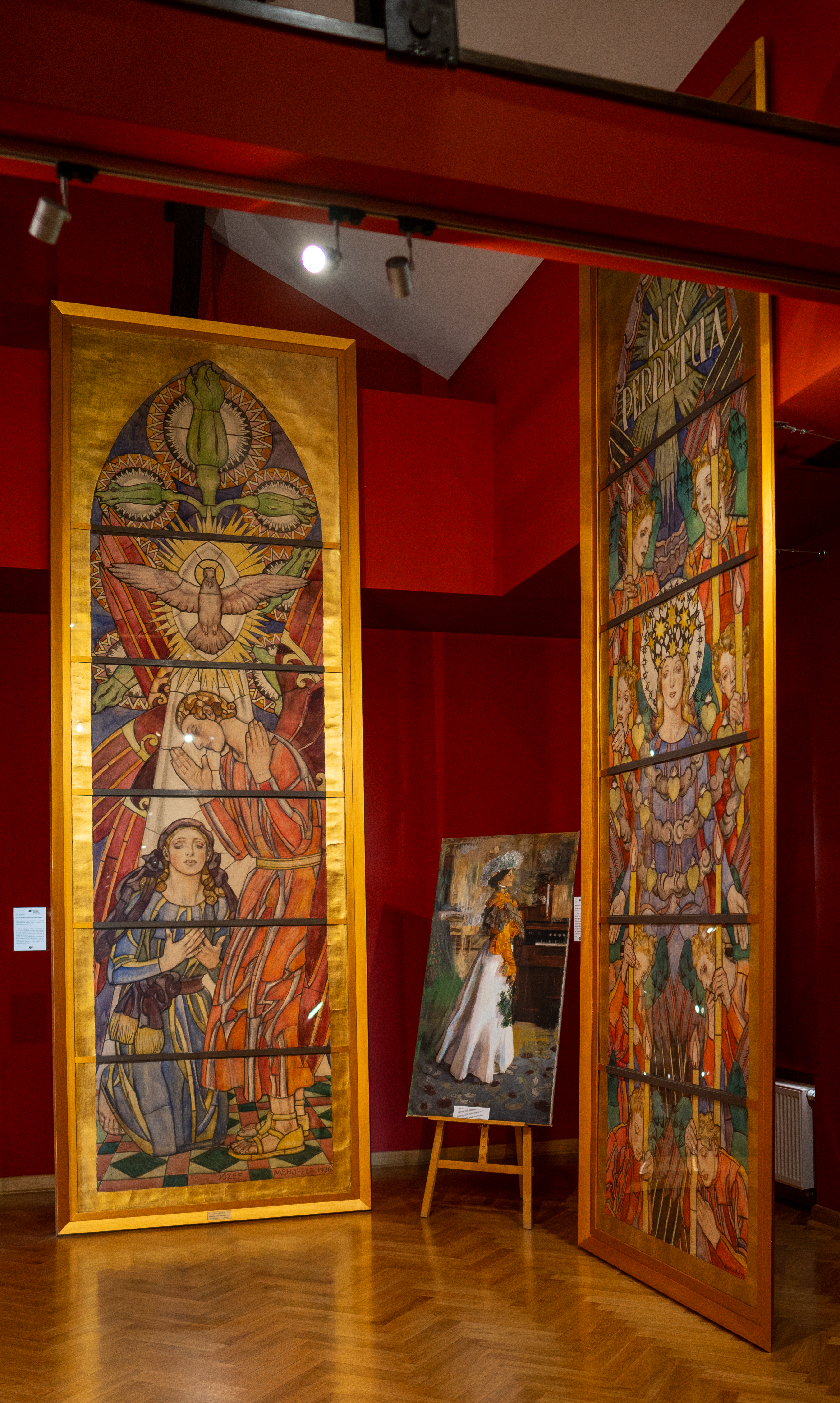
Projekt witraża w Muzeum Miasta Turku im. Józefa Mehoffera do kościoła Najświętszego Serca Pana Jezusa w Turku
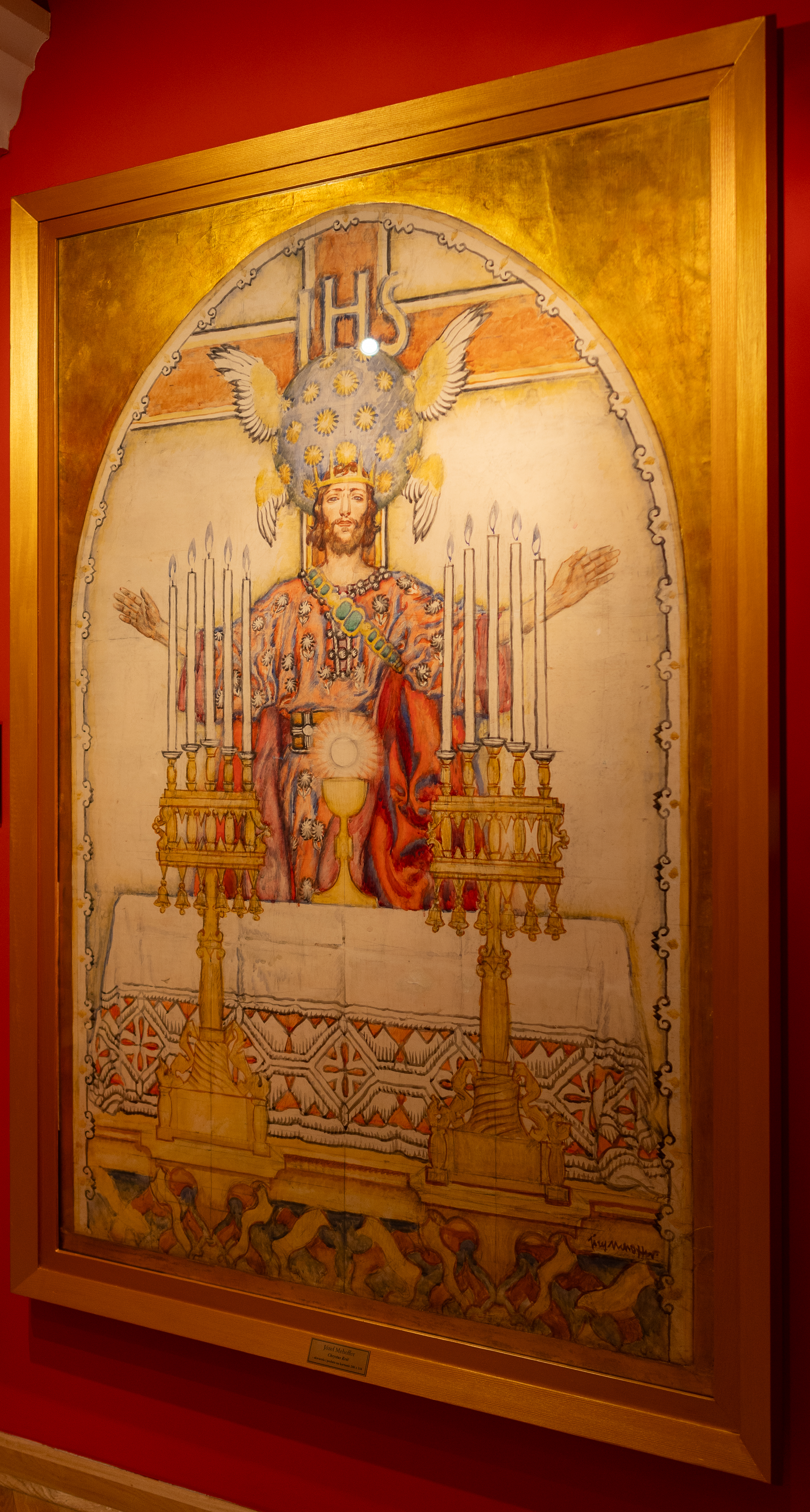
Projekt polichromii w Muzeum Miasta Turku im. Józefa Mehoffera do kościoła Najświętszego Serca Pana Jezusa w Turku
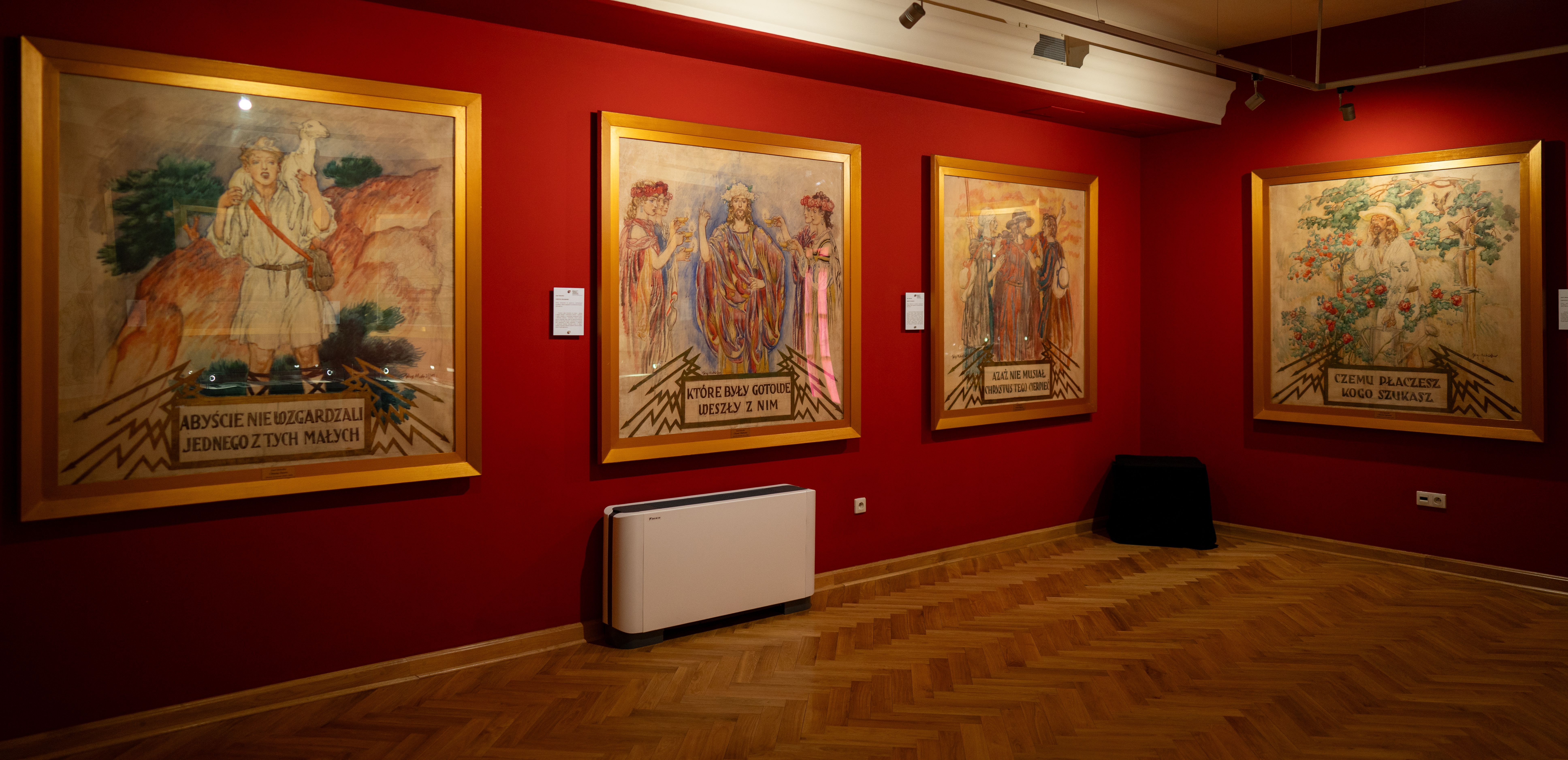
Projekt polichromii w Muzeum Miasta Turku im. Józefa Mehoffera do kościoła Najświętszego Serca Pana Jezusa w Turku

## Witraże

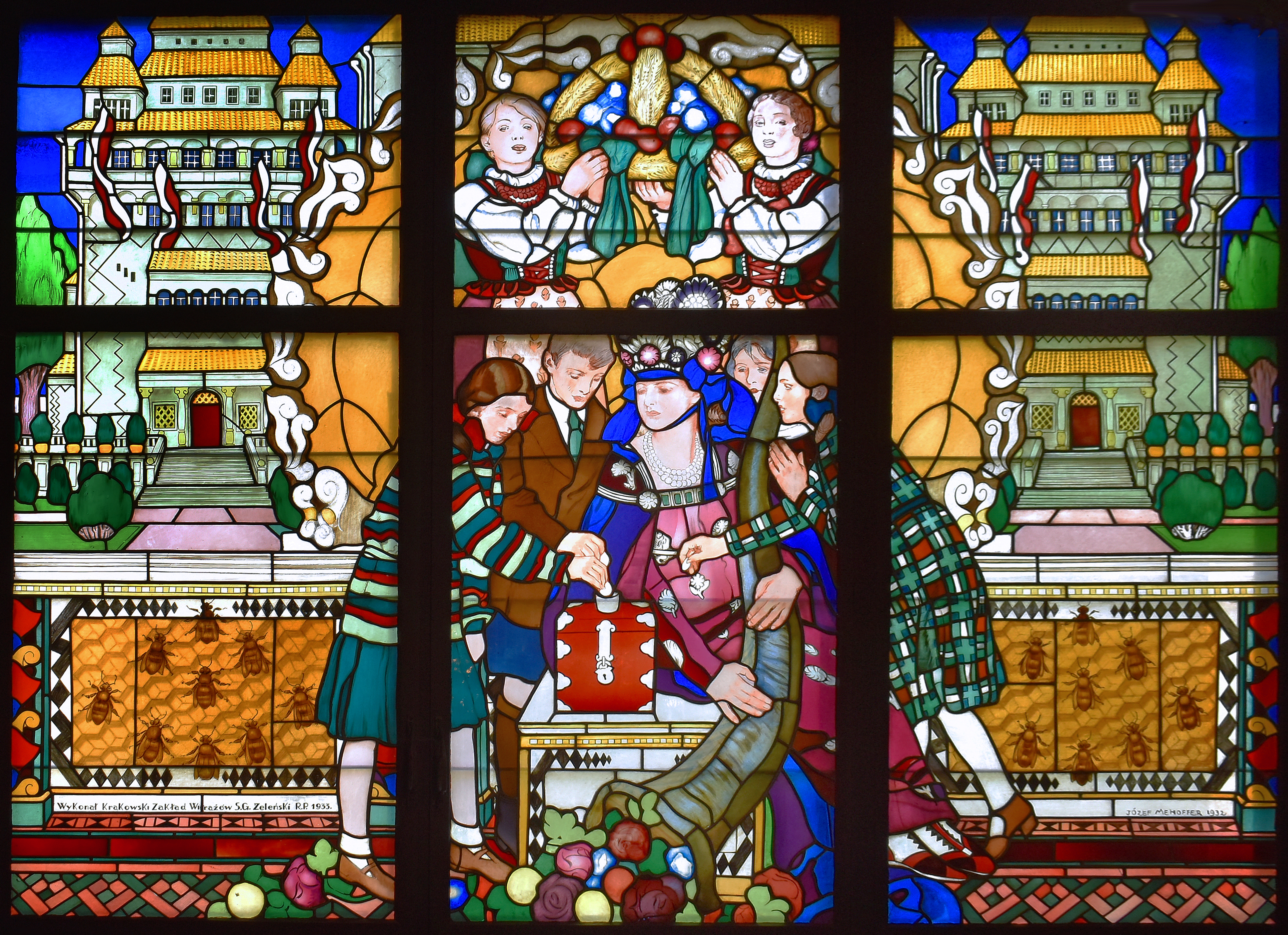
Alegoria Oszczędności Budynek KKOMK Kraków ul. Szpitalna 13
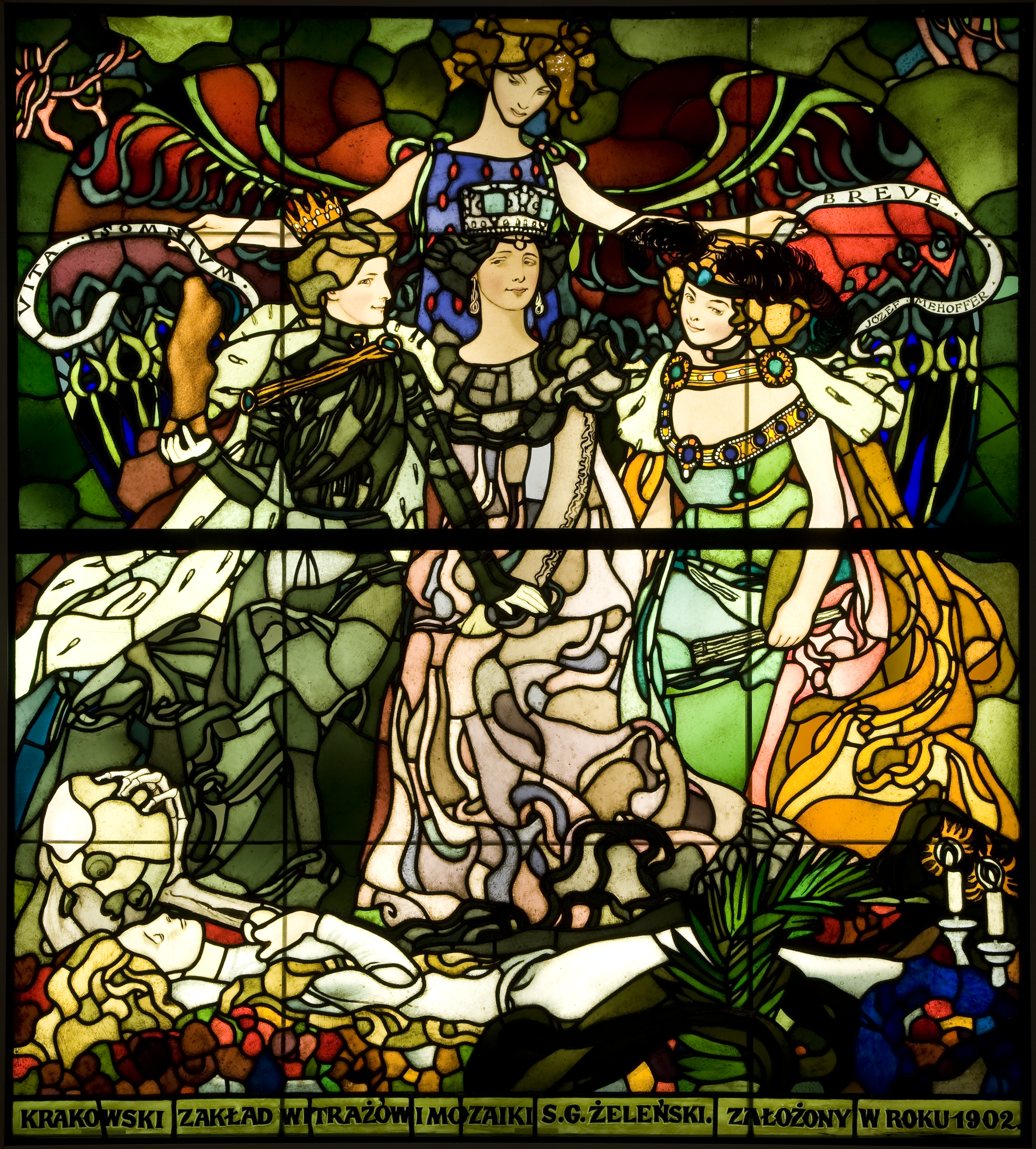
Witraż Vita somnium breve Muzeum Narodowe w Krakowie
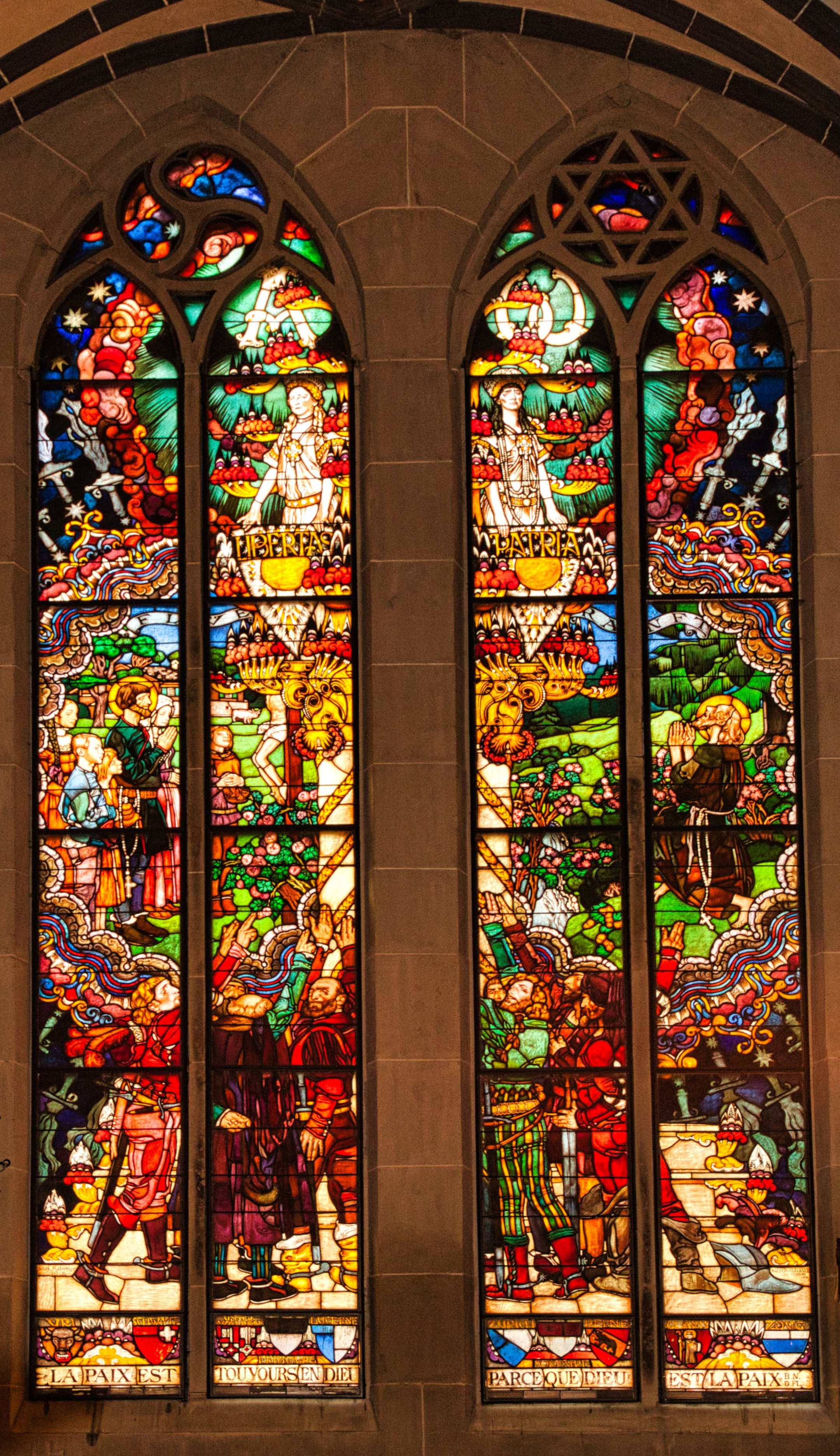
Witraże w katedrze we Fryburgu
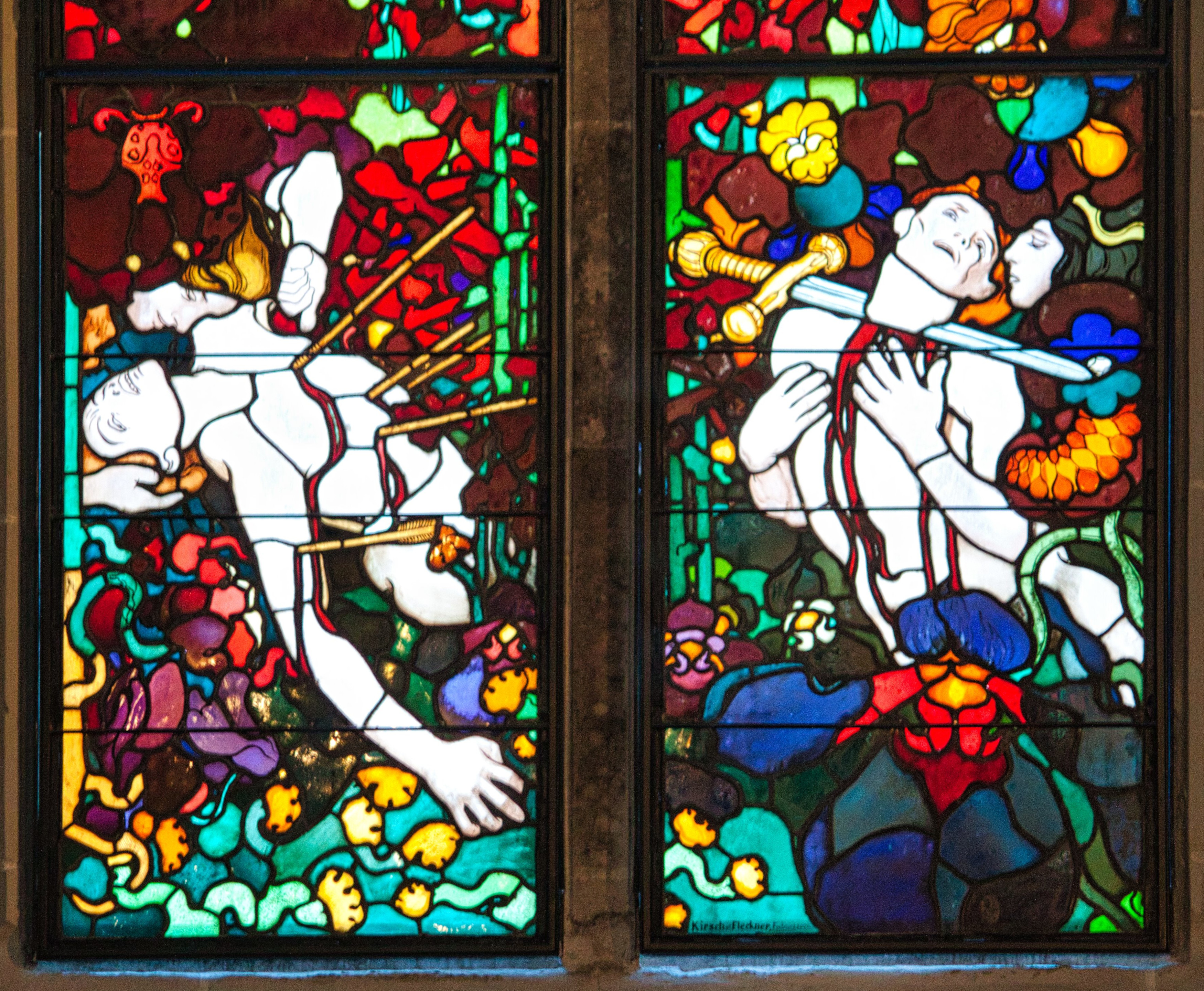
Męczennicy: św. Sebastian i św. Mauritius Katedra we Fryburgu
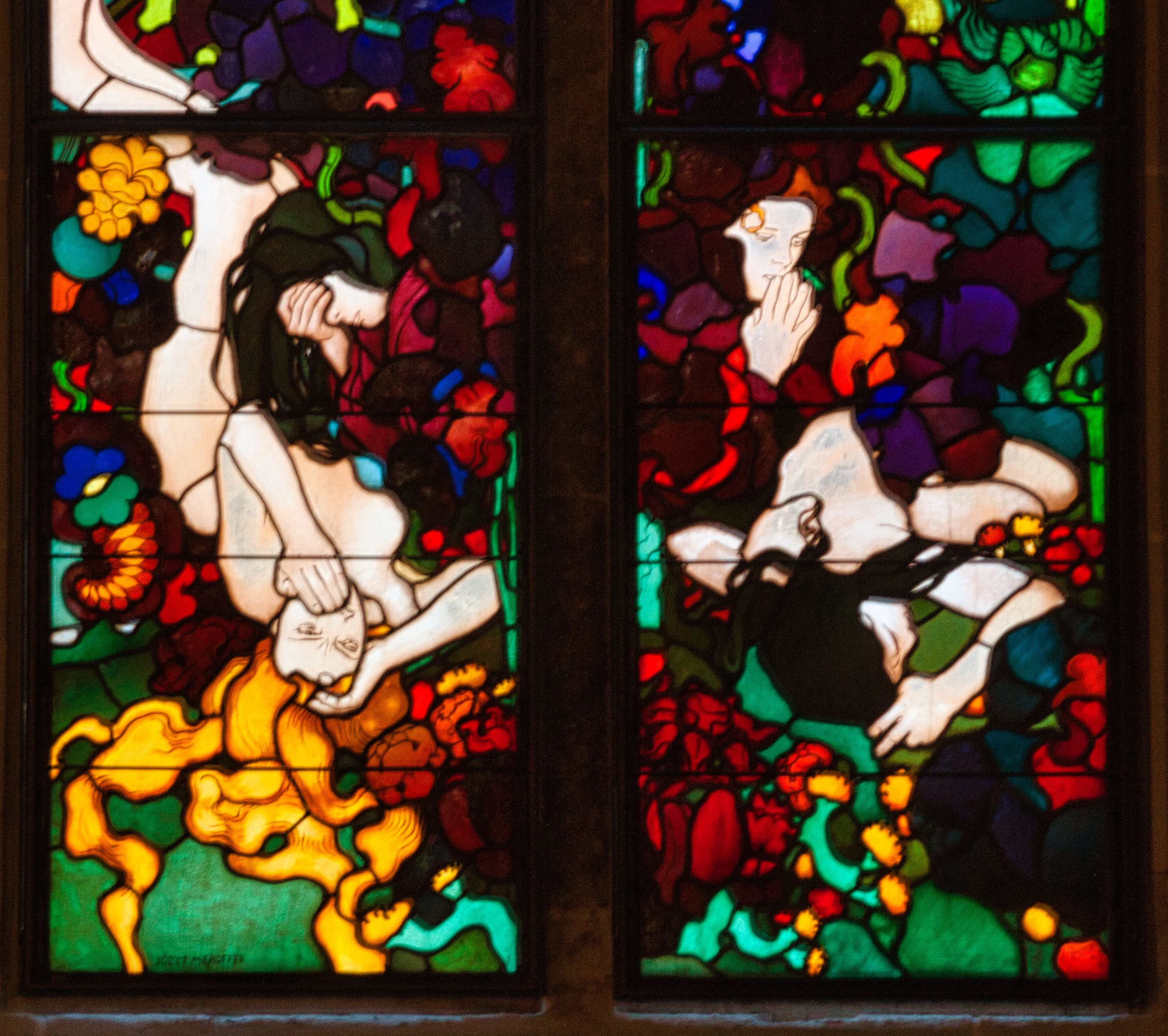
Męczennicy: św. Katarzyna i św. Barbara Katedra we Fryburgu
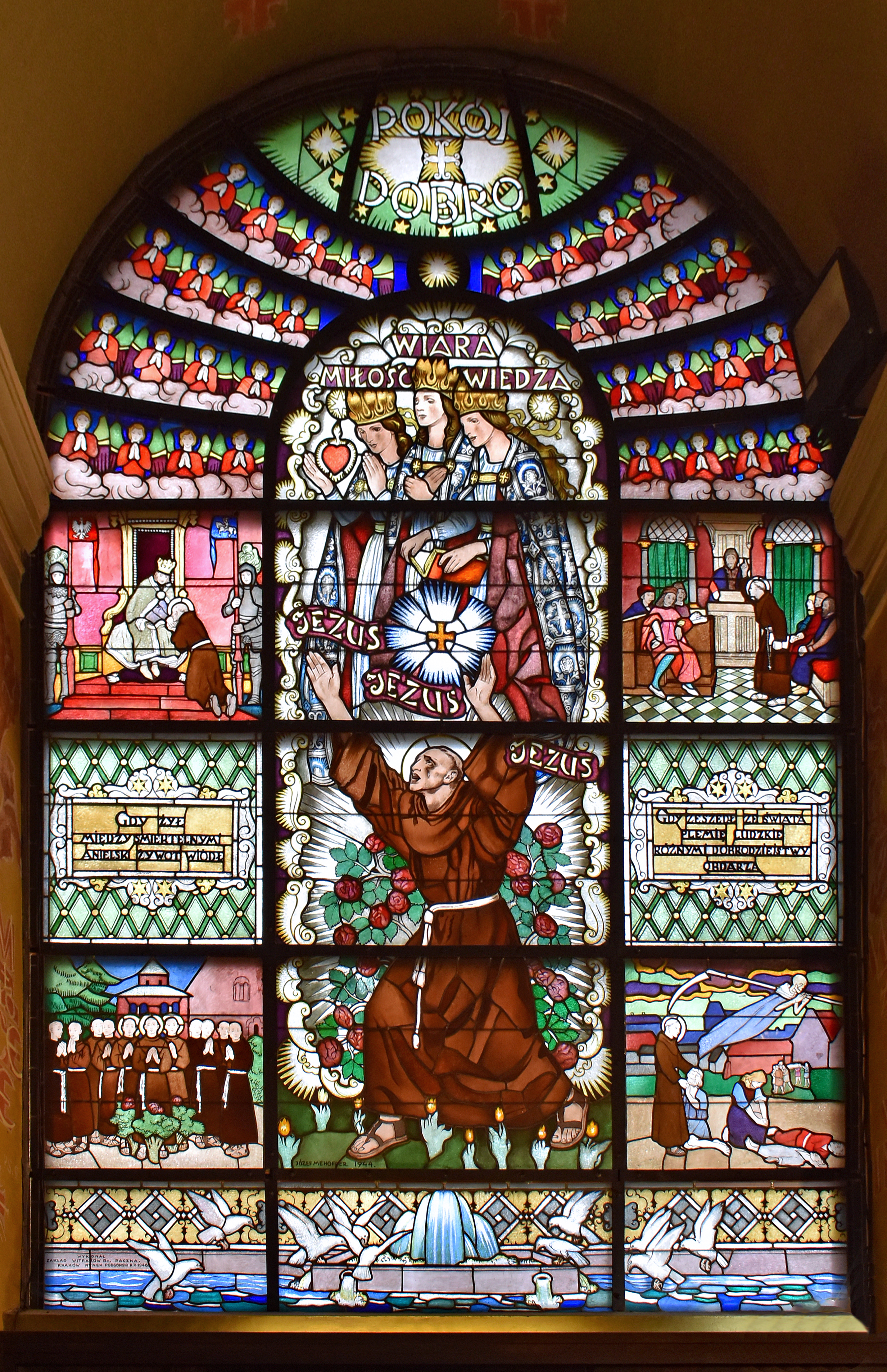
Św. Szymon z Lipnicy Kościół św. Bernardyna w Krakowie
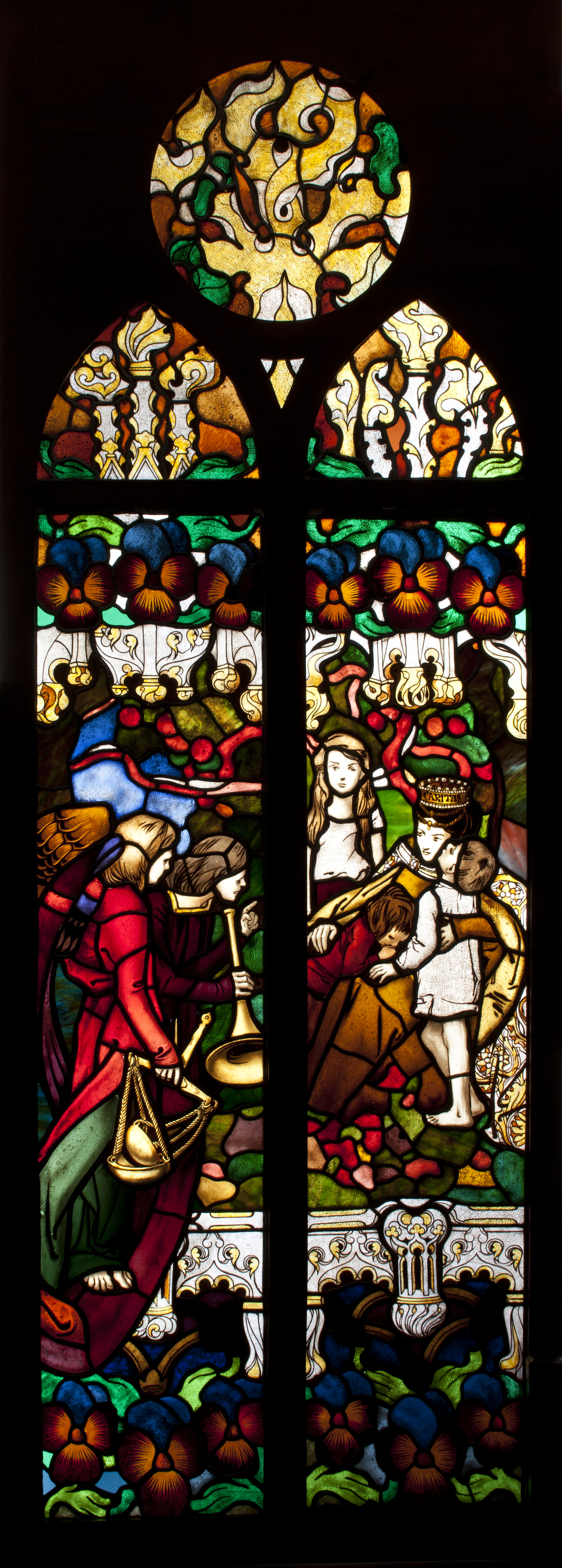
Witraż: Caritas, 1901, Dom Józefa Mehoffera w Krakowie, sala z witrażami
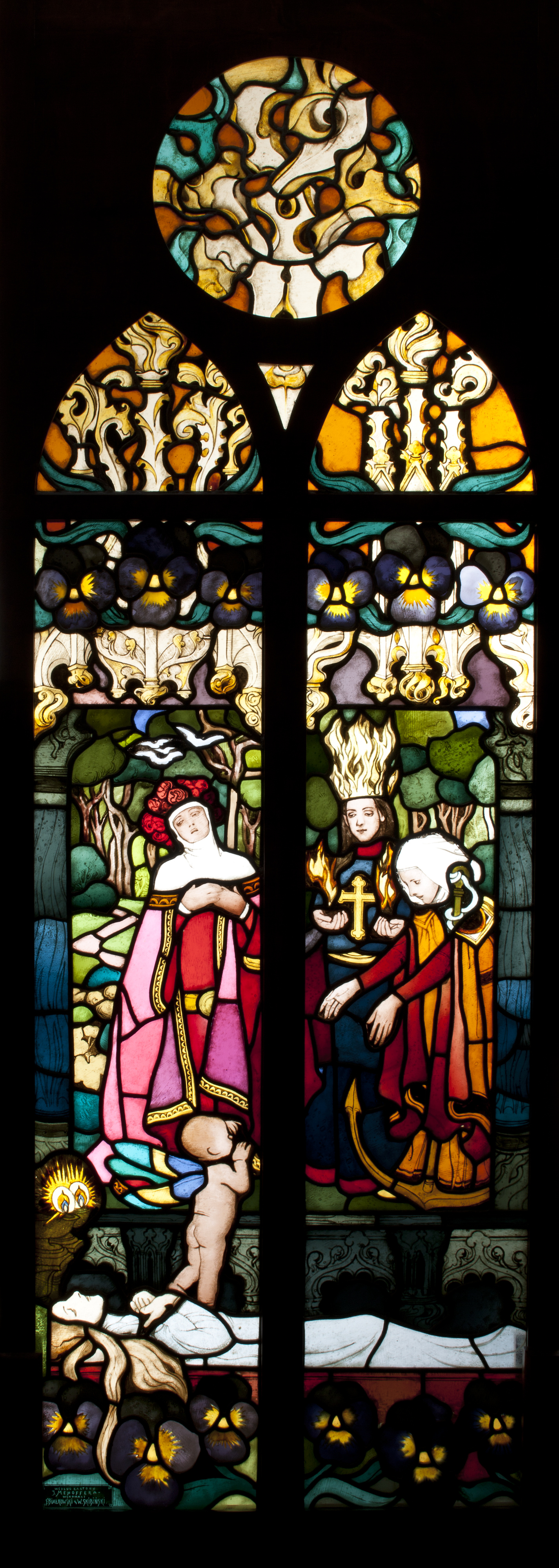
Wiara, Nadzieja, Miłość, 1902–1905, Dom Józefa Mehoffera w Krakowie, sala z witrażami
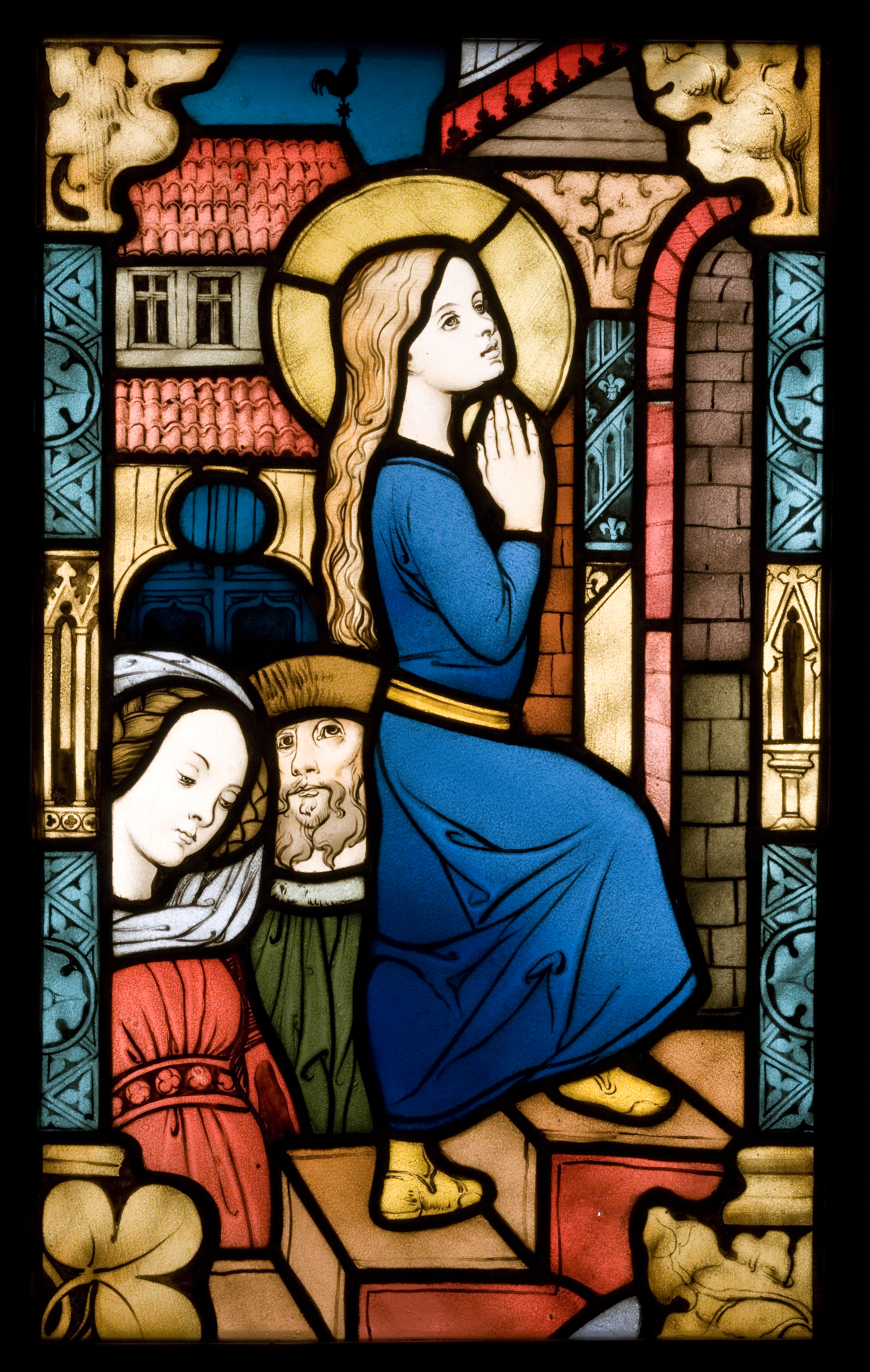
Ofiarowanie Marii, 1902–1906, Kościół Mariacki w Krakowie, replika: Dom Józefa Mehoffera w Krakowie, sala z witrażami
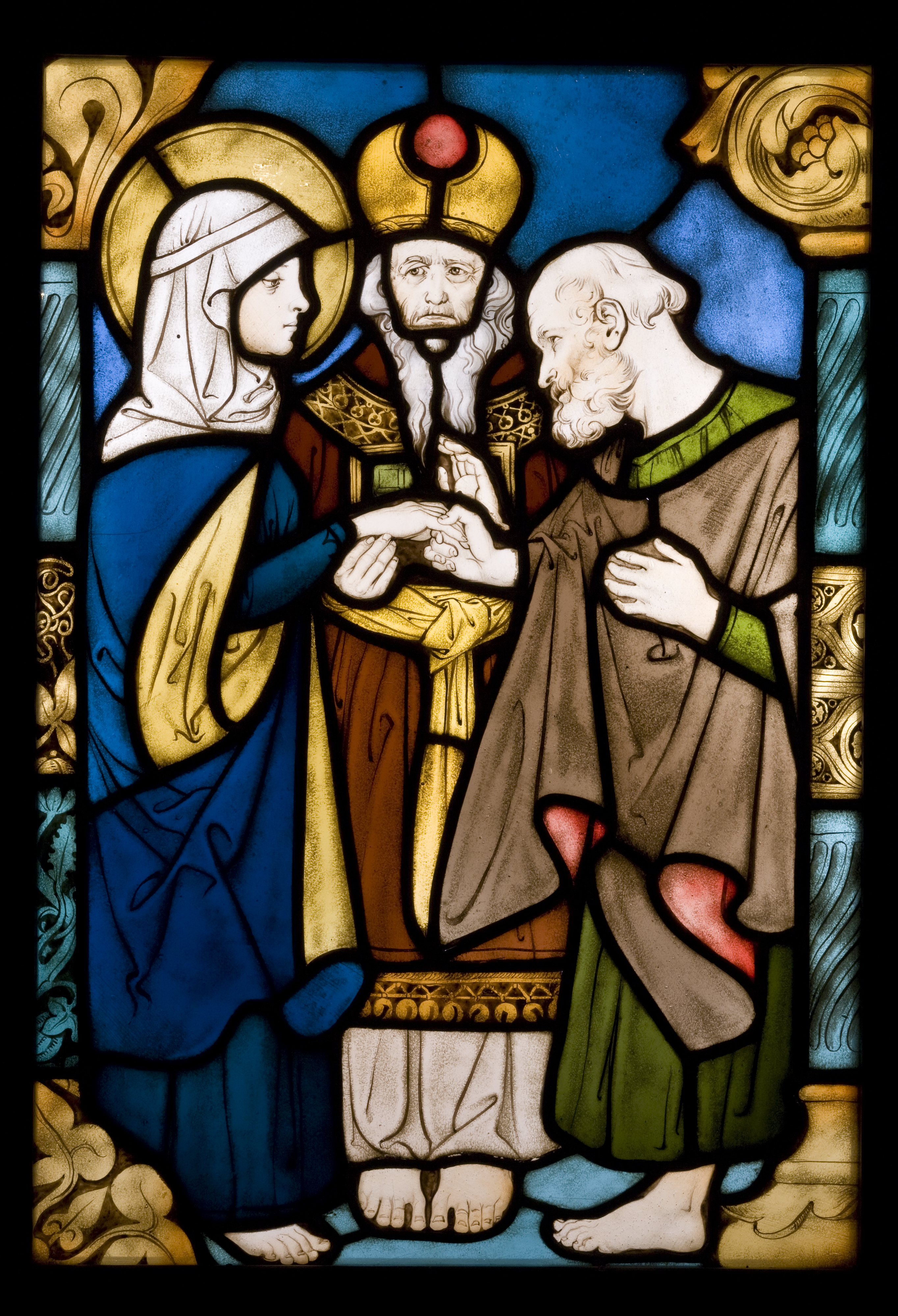
Zaślubiny Marii, 1902–1906, Kościół Mariacki w Krakowie, replika: Dom Józefa Mehoffera w Krakowie, sala z witrażami
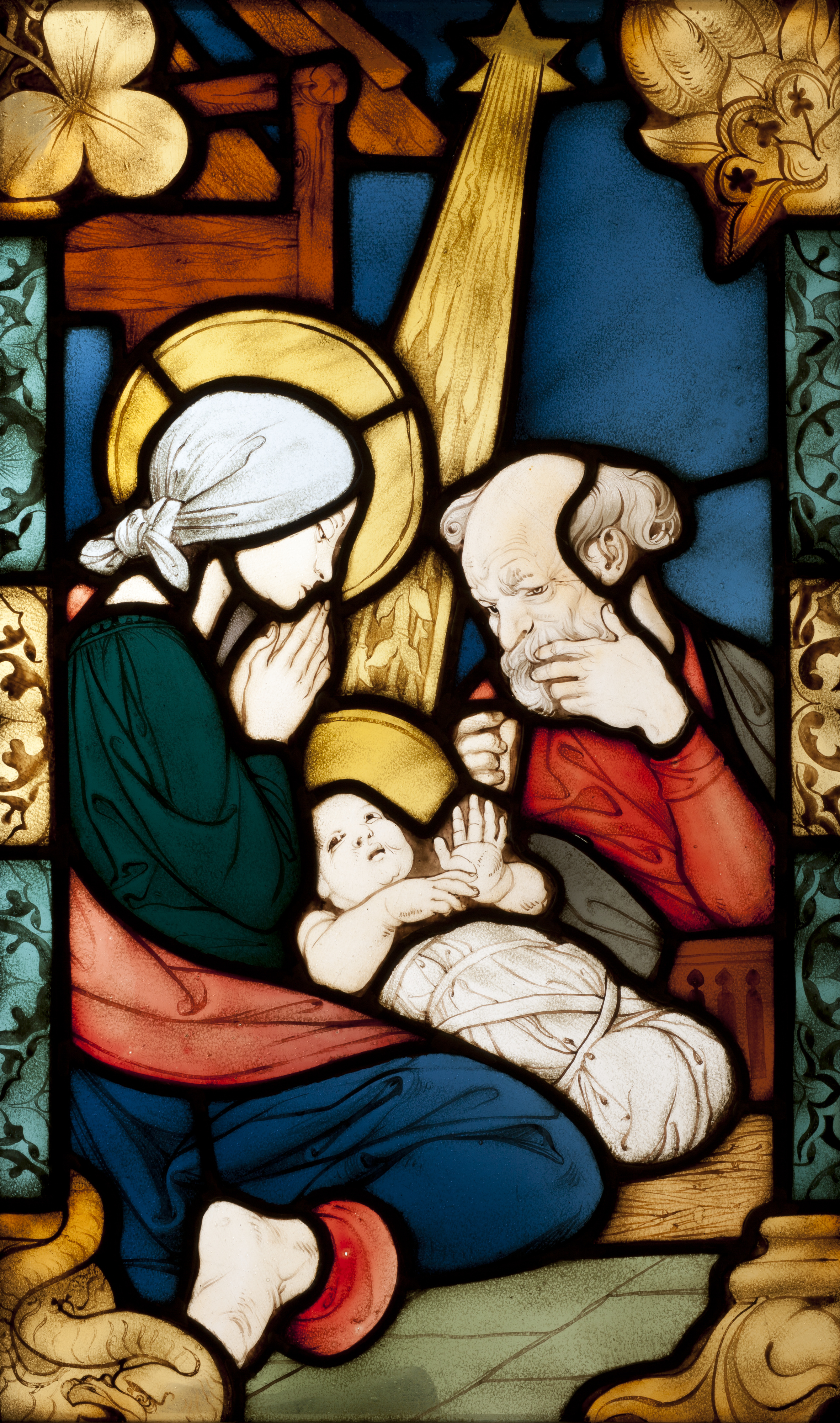
Boże Narodzenie, 1902–1906, Kościół Mariacki w Krakowie, replika: Dom Józefa Mehoffera w Krakowie, sala z witrażami
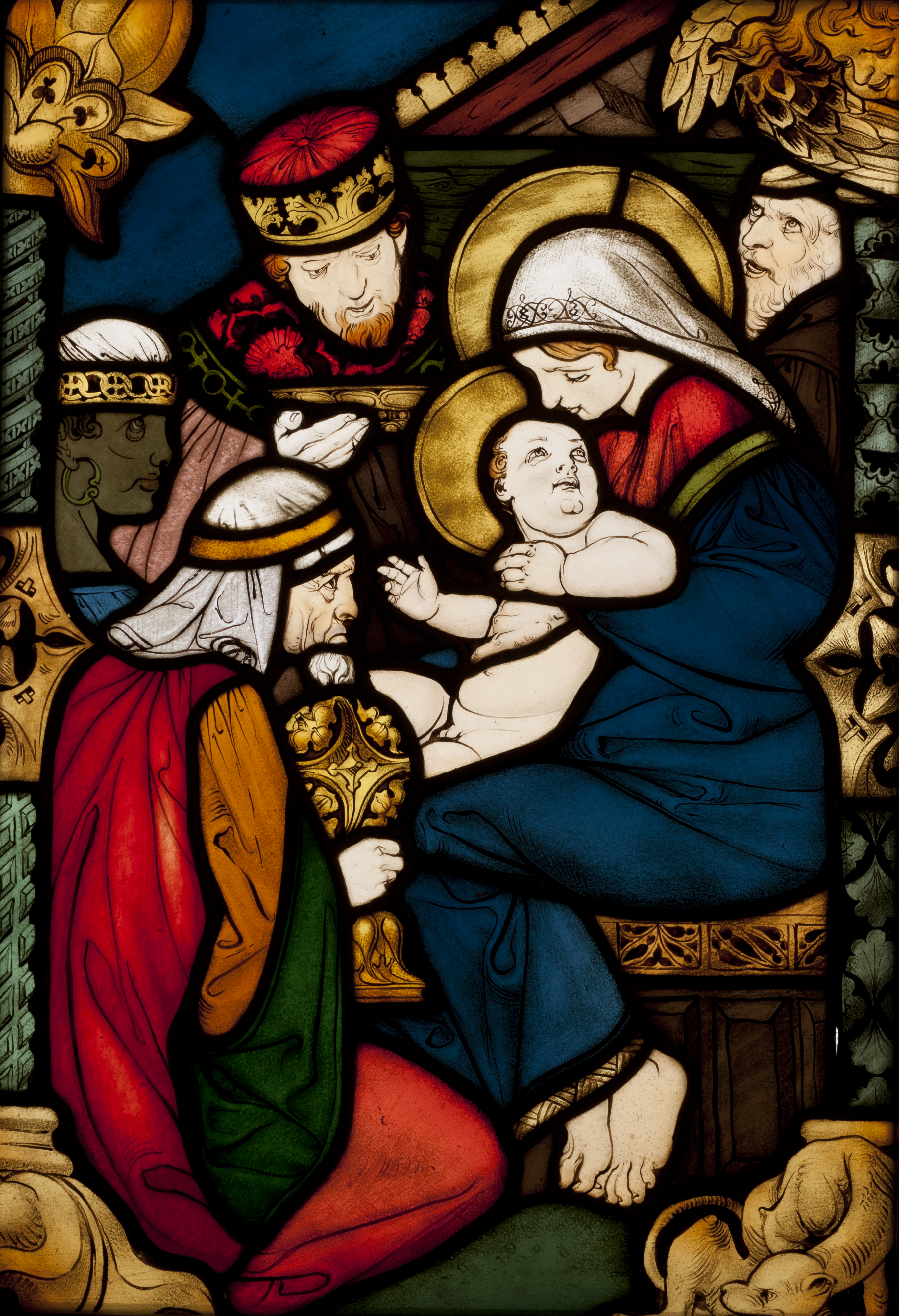
Pokłon Trzech Króli, 1902–1904, Kościół Mariacki w Krakowie, replika: Dom Józefa Mehoffera w Krakowie, sala z witrażami
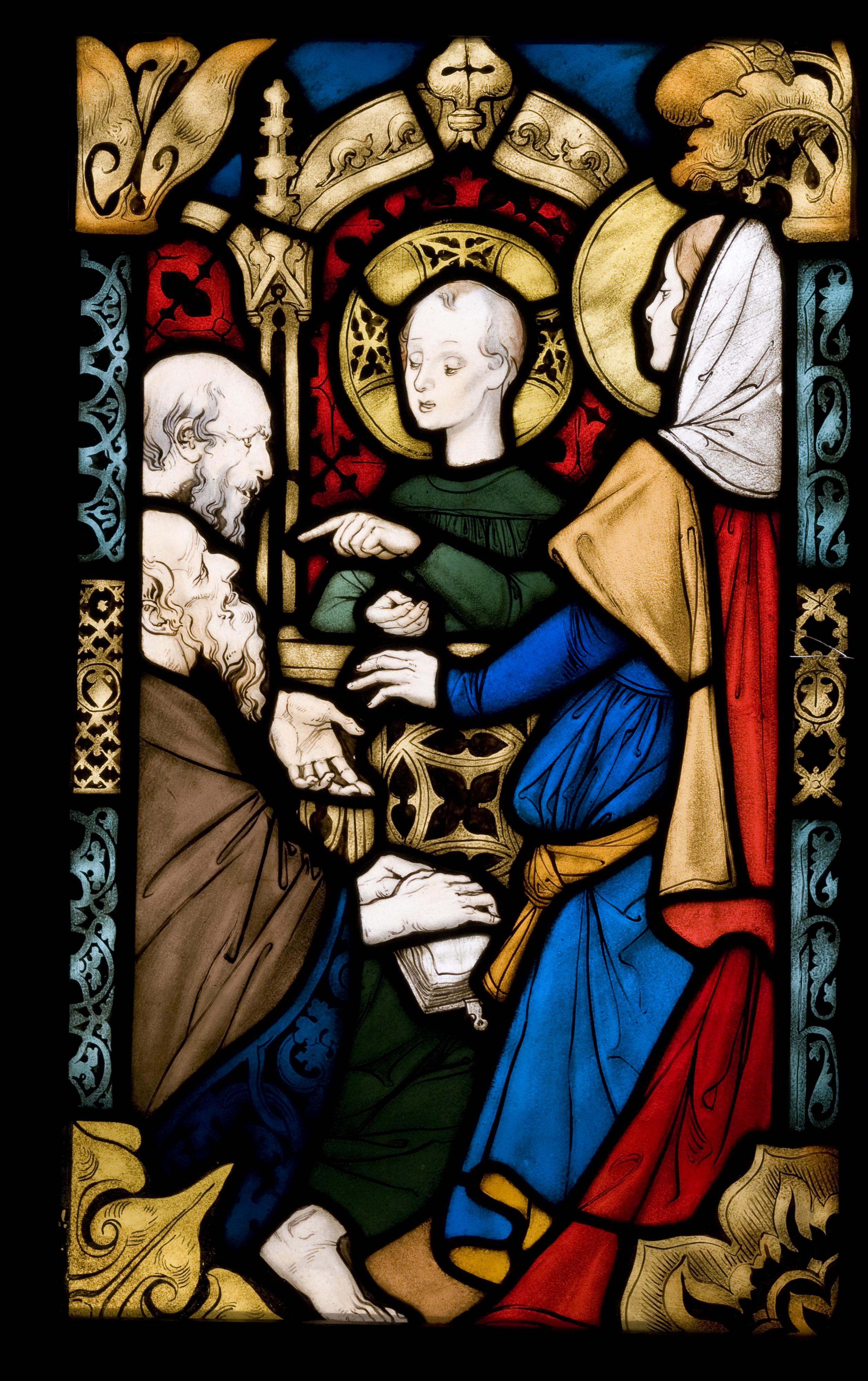
Dwunastoletni Jezus w świątyni, 1902–1906, Kościół Mariacki w Krakowie, replika: Dom Józefa Mehoffera w Krakowie, sala z witrażami
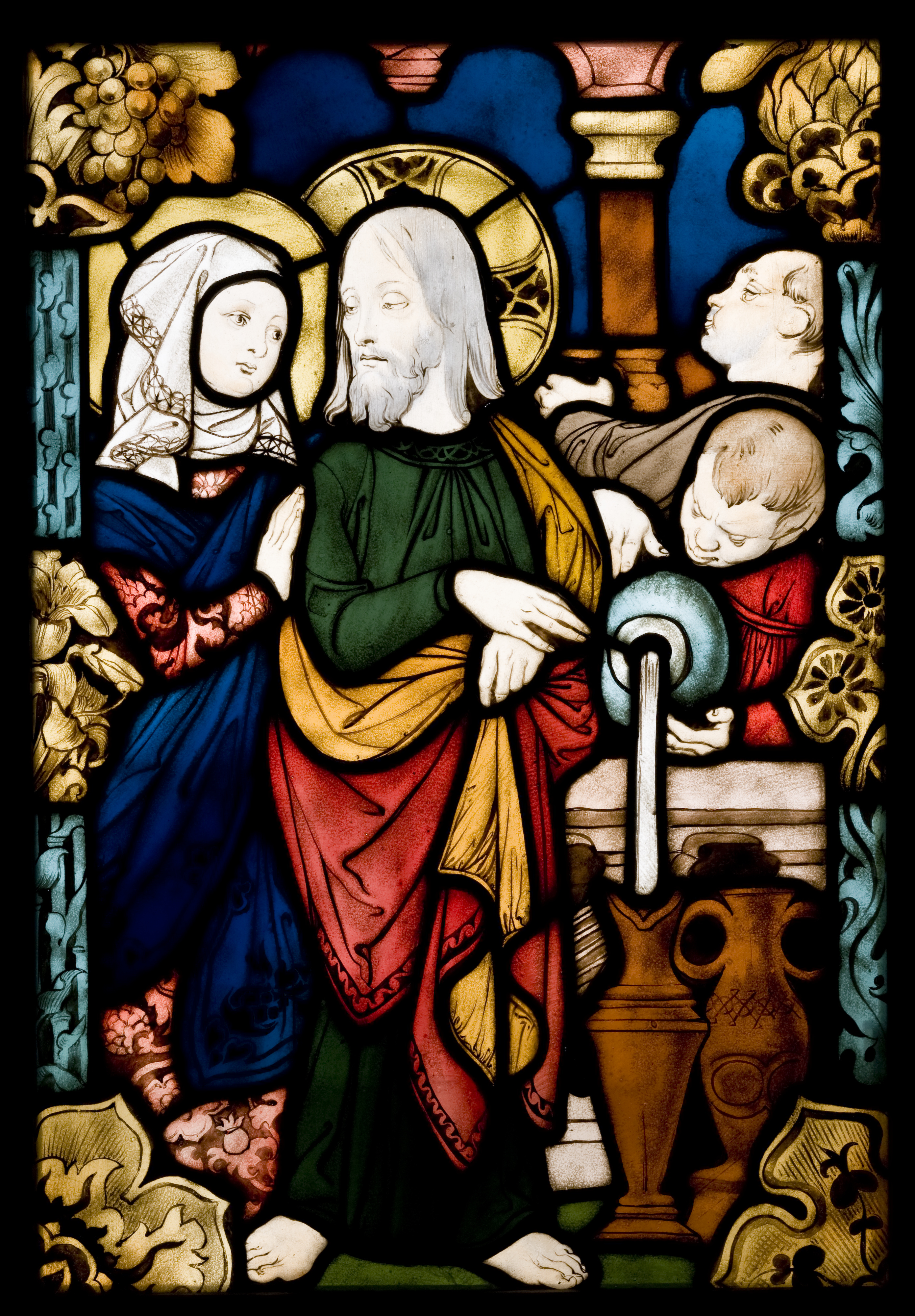
Cud w Kanie Galilejskiej, 1902–1906, Kościół Mariacki w Krakowie, replika: Dom Józefa Mehoffera w Krakowie, sala z witrażami
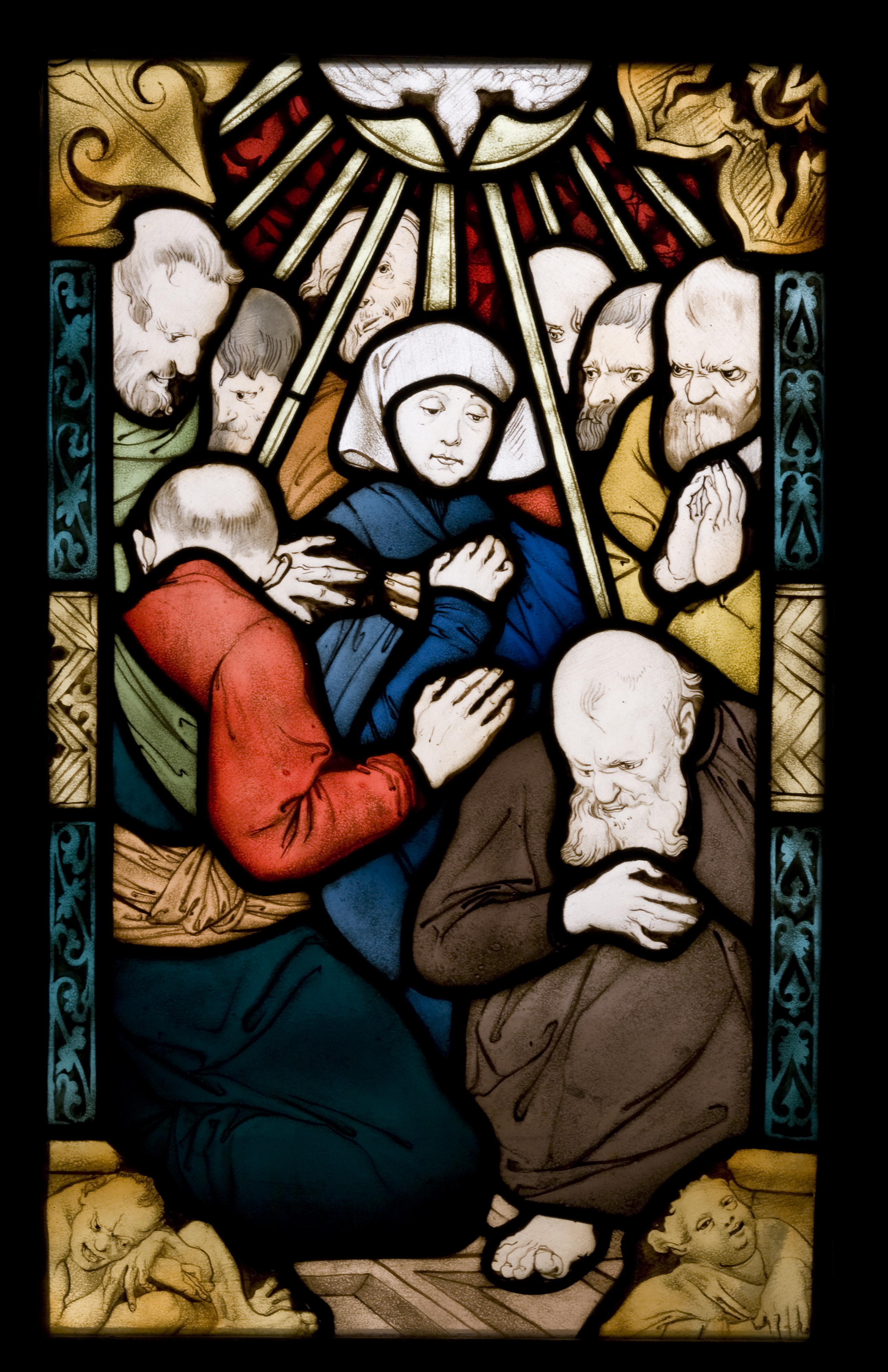
Zesłanie św. Ducha, 1902–1906, Kościół Mariacki w Krakowie, replika: Dom Józefa Mehoffera w Krakowie, sala z witrażami
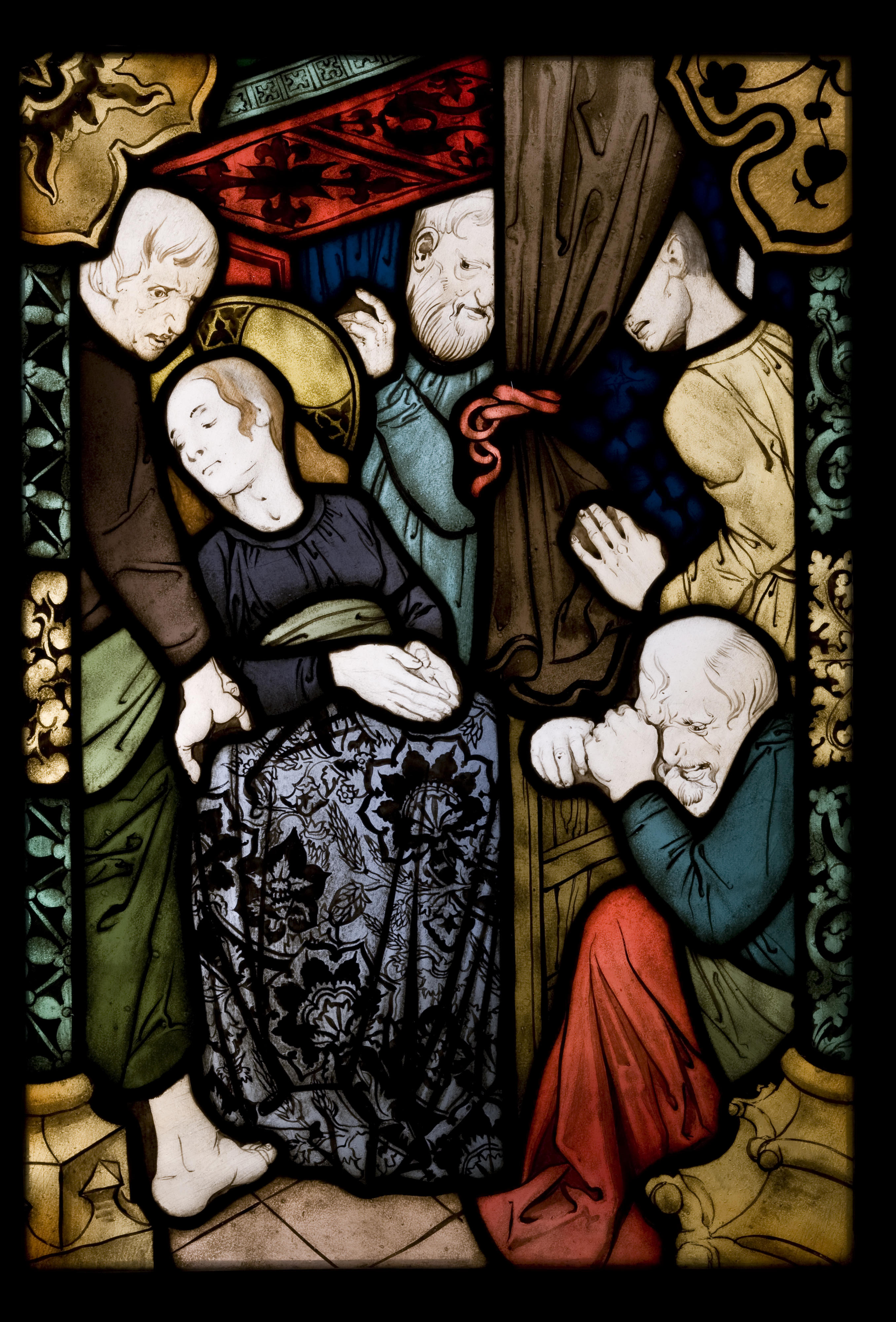
Zaśnięcie Marii Panny, 1902–1906, Kościół Mariacki w Krakowie, replika: Dom Józefa Mehoffera w Krakowie, sala z witrażami
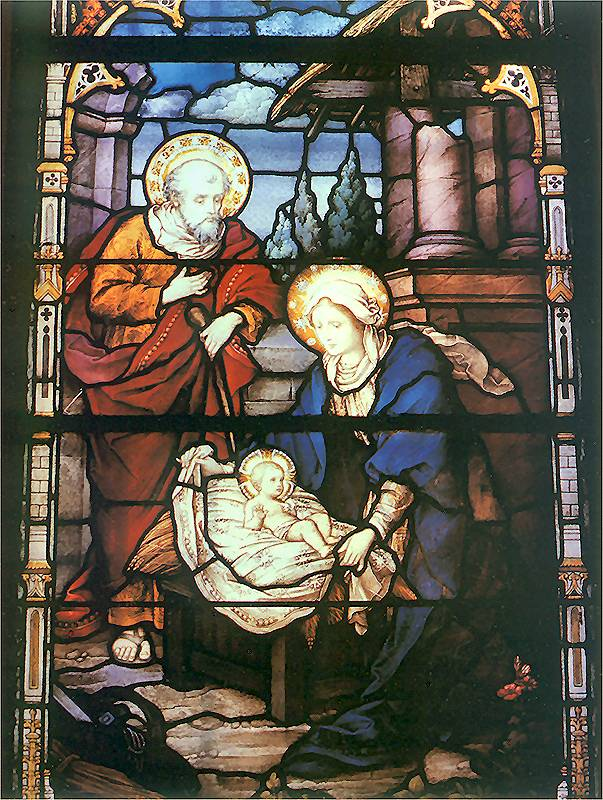
Narodziny Jezusa, Katedra łacińska we Lwowie

## Witraże wkościele parafialnym w Turku

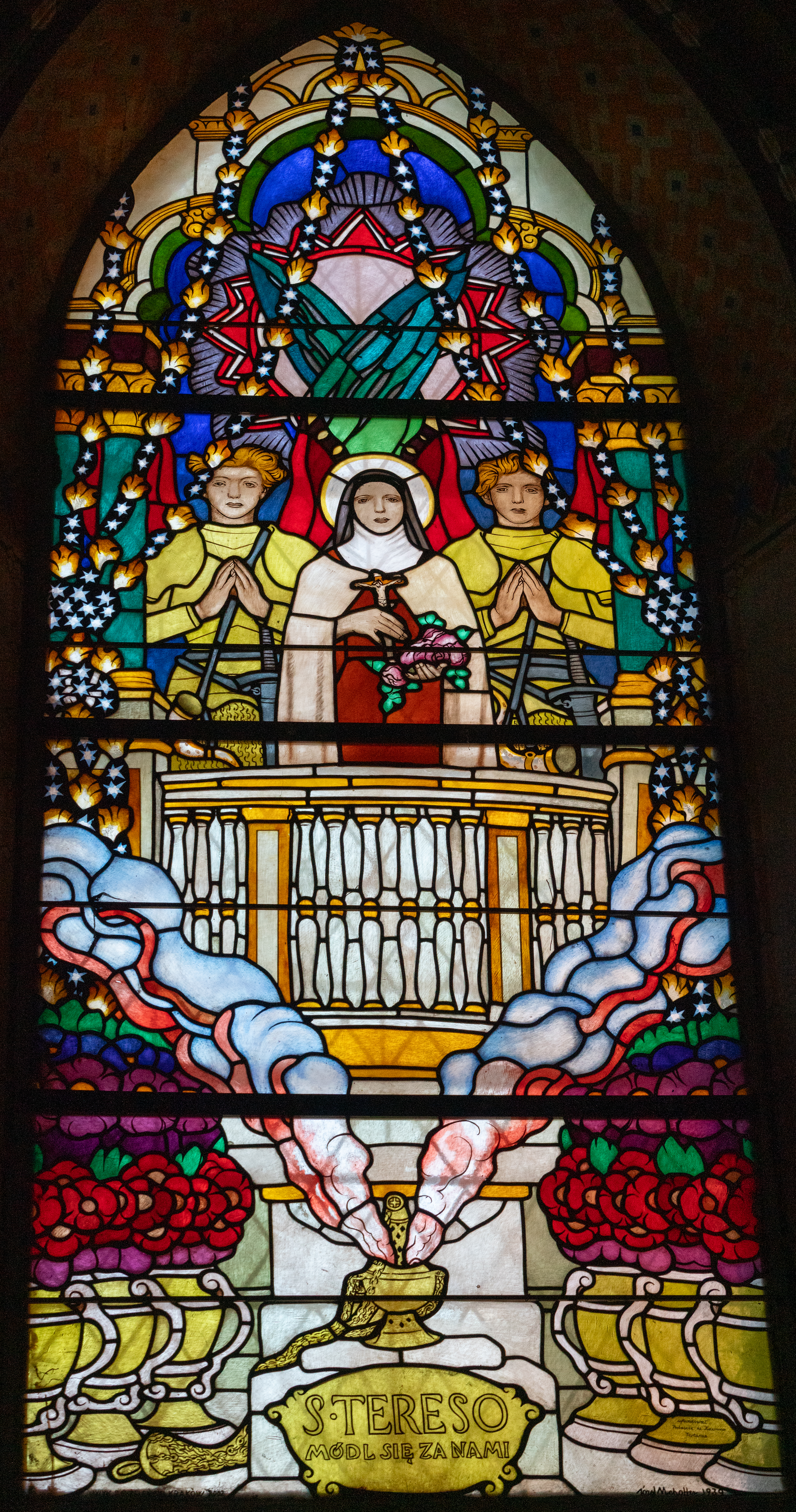
Św. Teresa
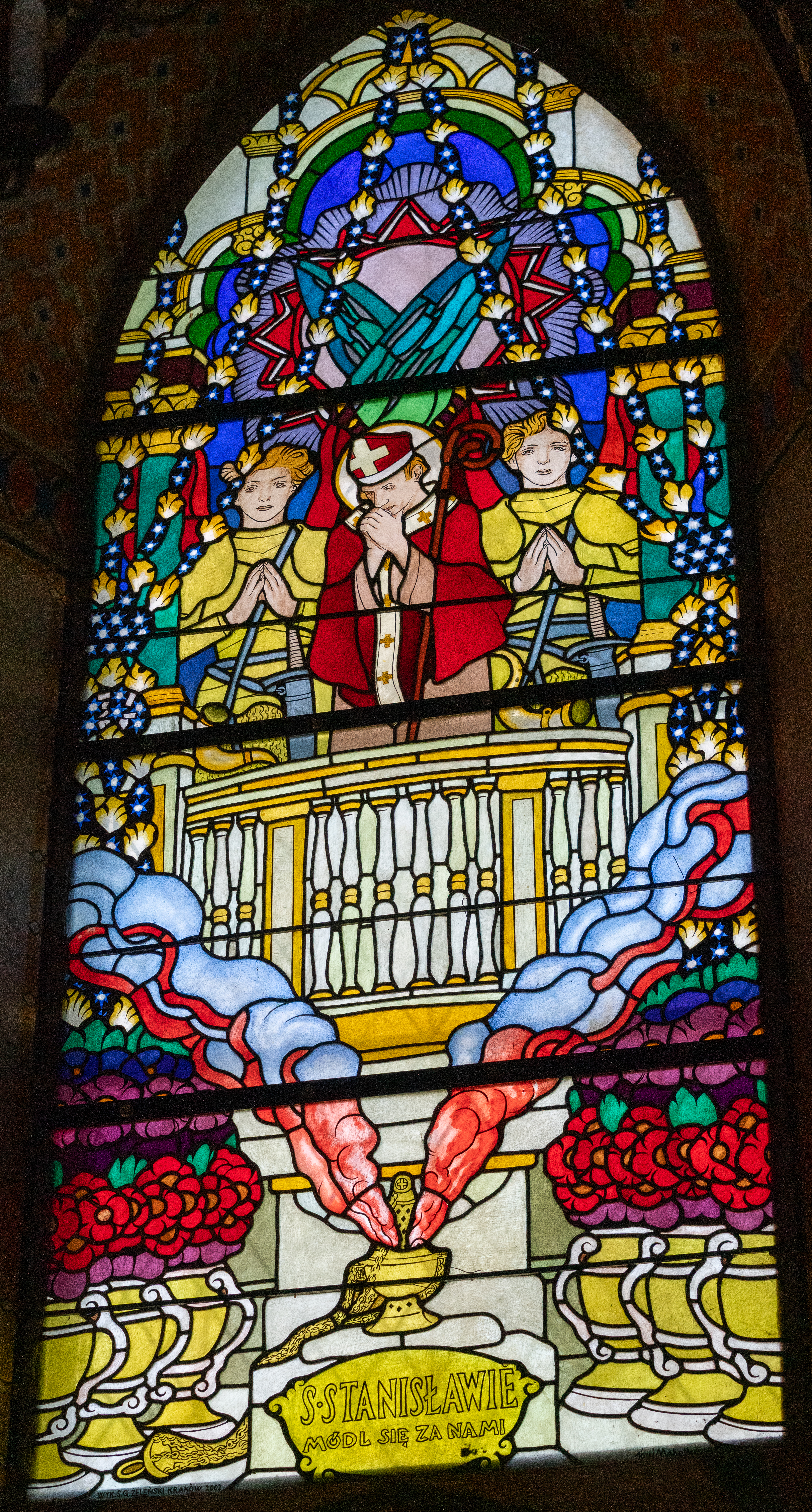
Św. Stanisław
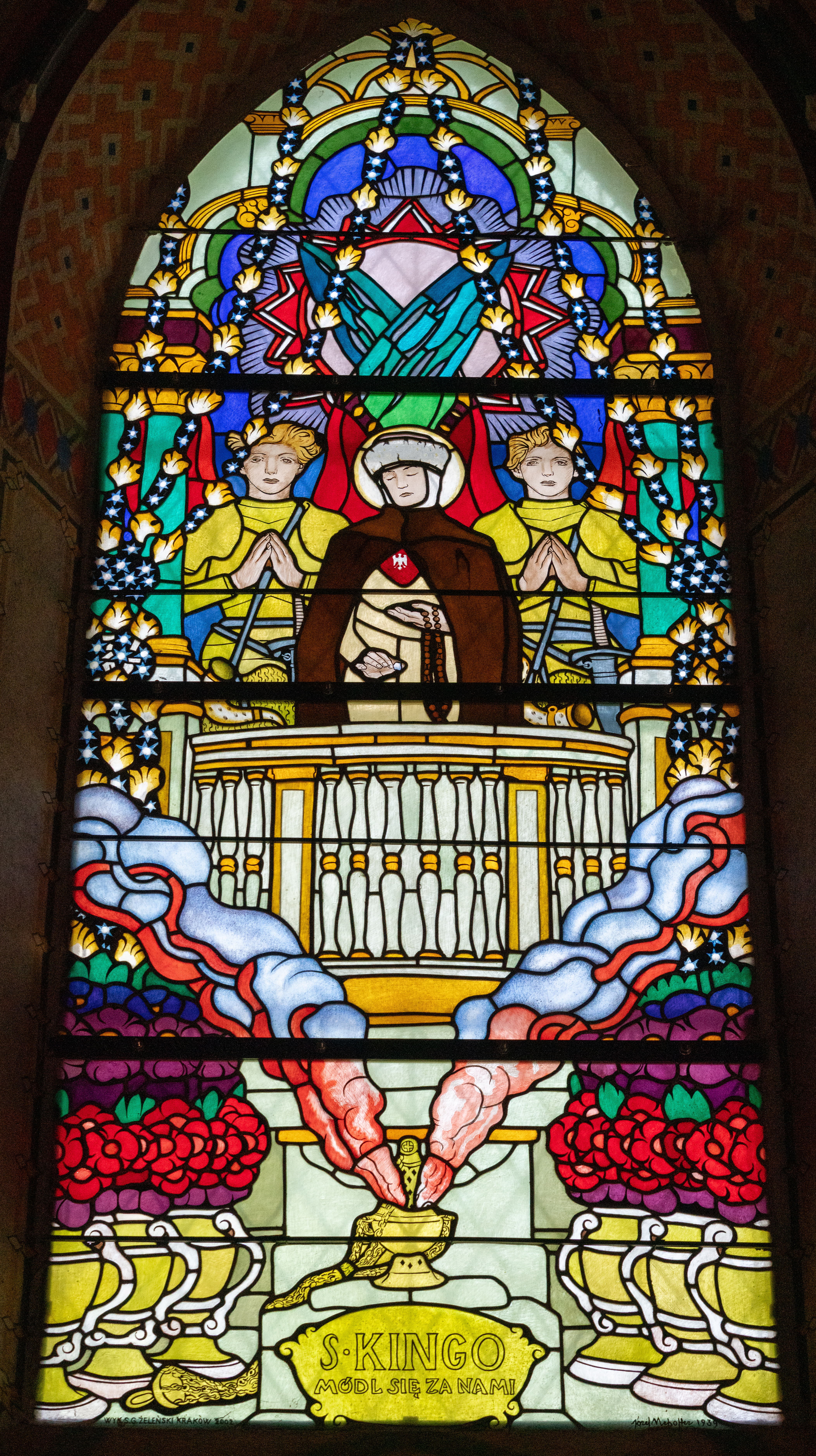
Św. Kinga
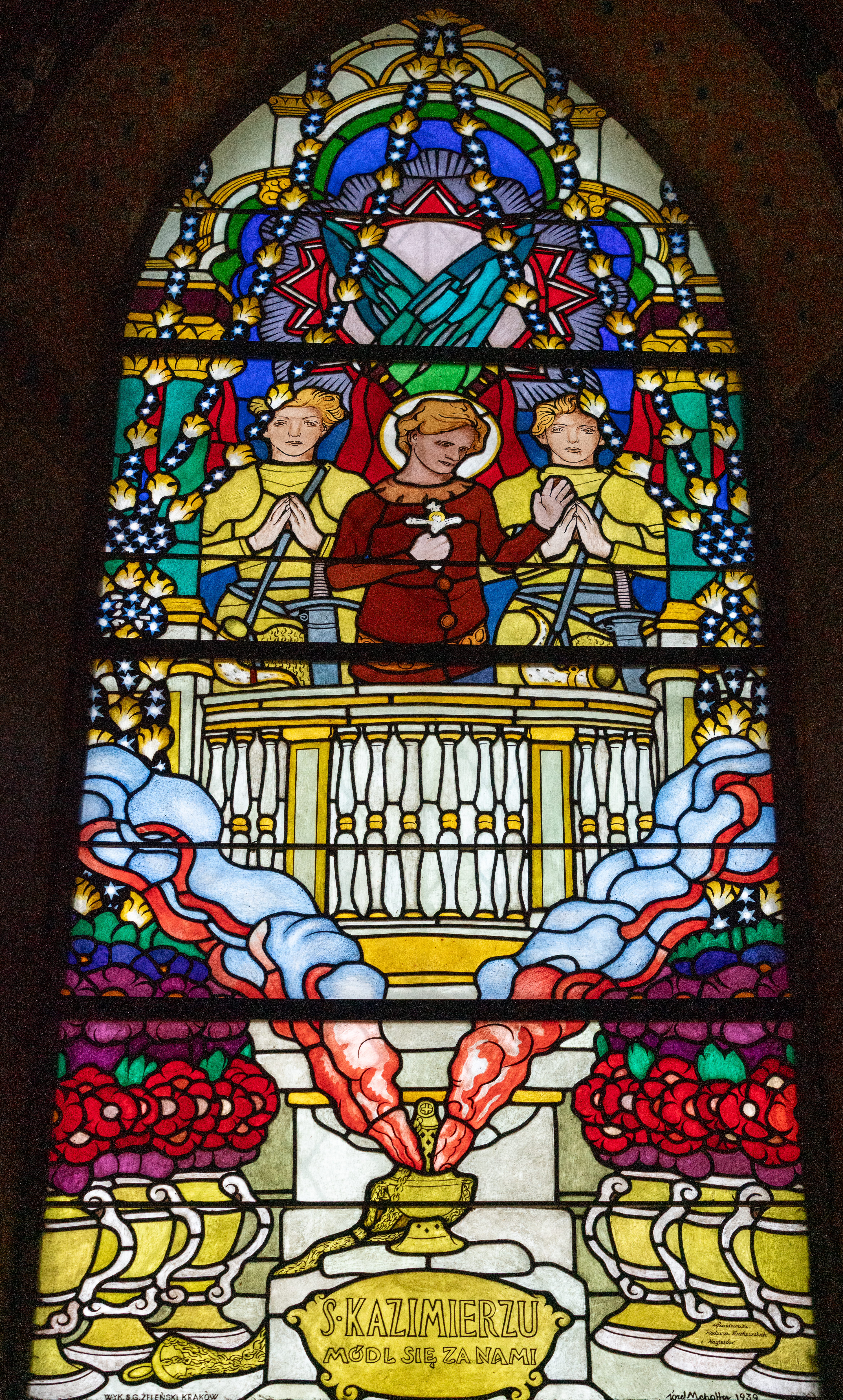
Św. Kazimierz
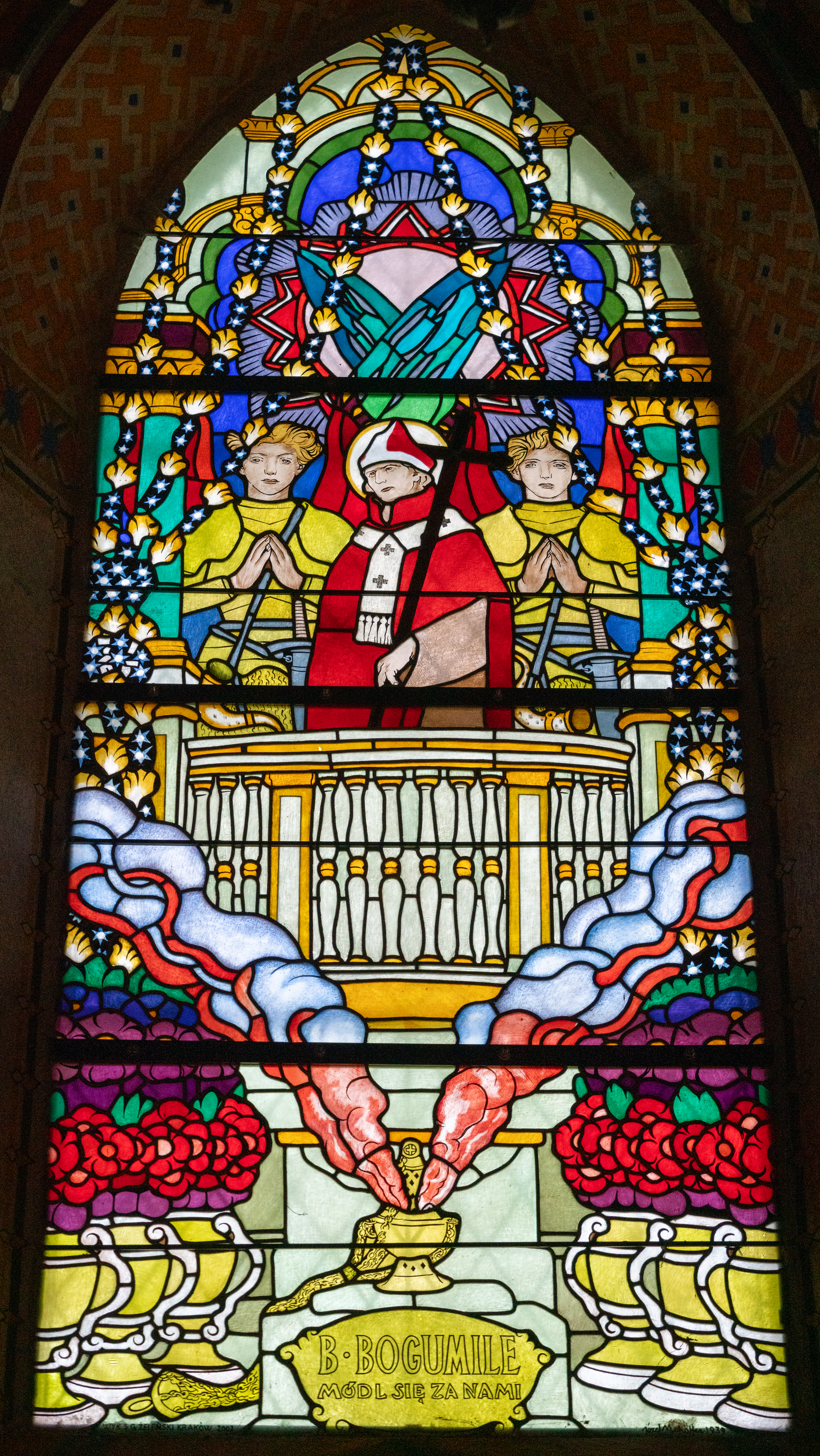
Św. Bogumił
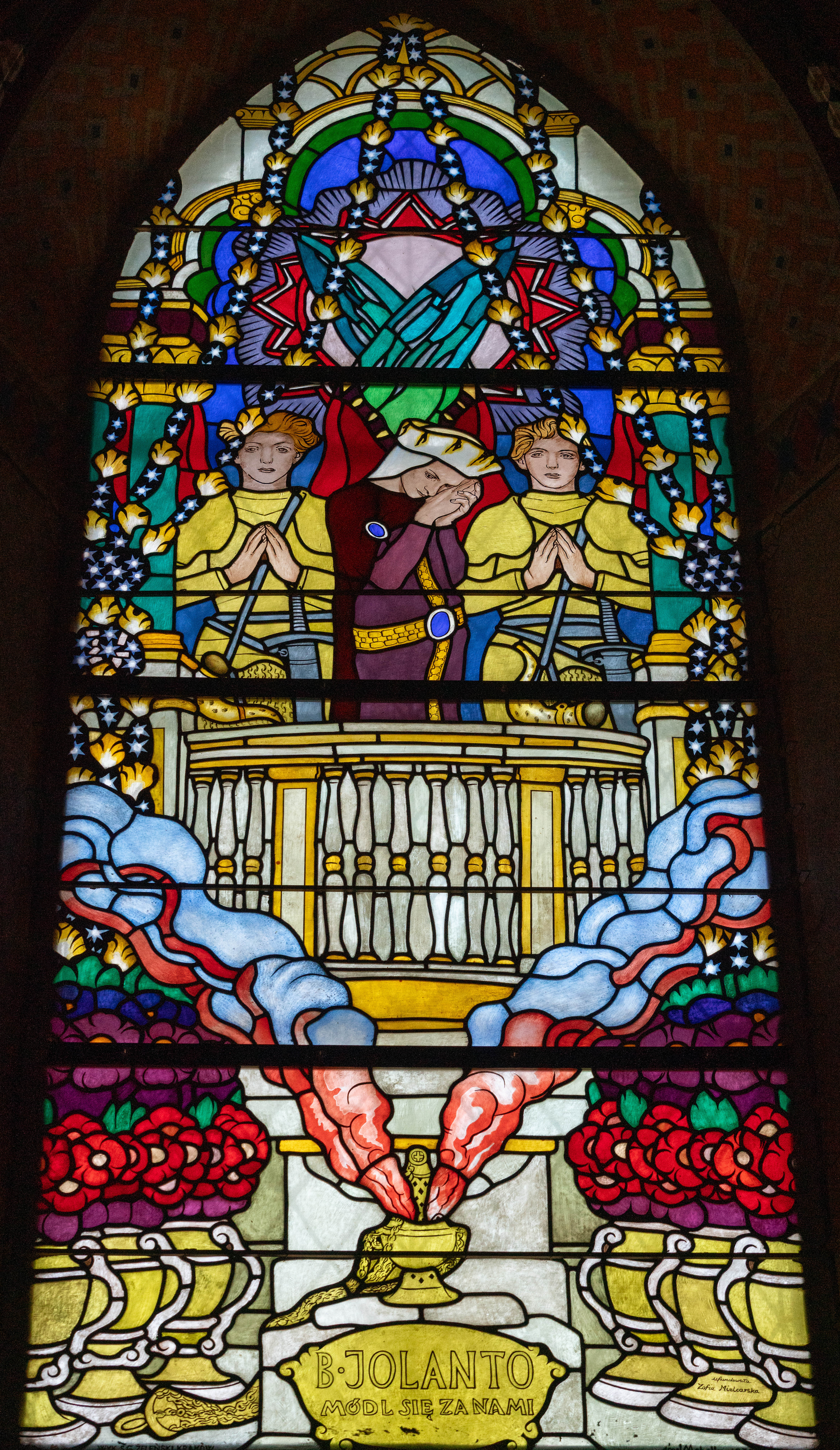
Św. Jolanta
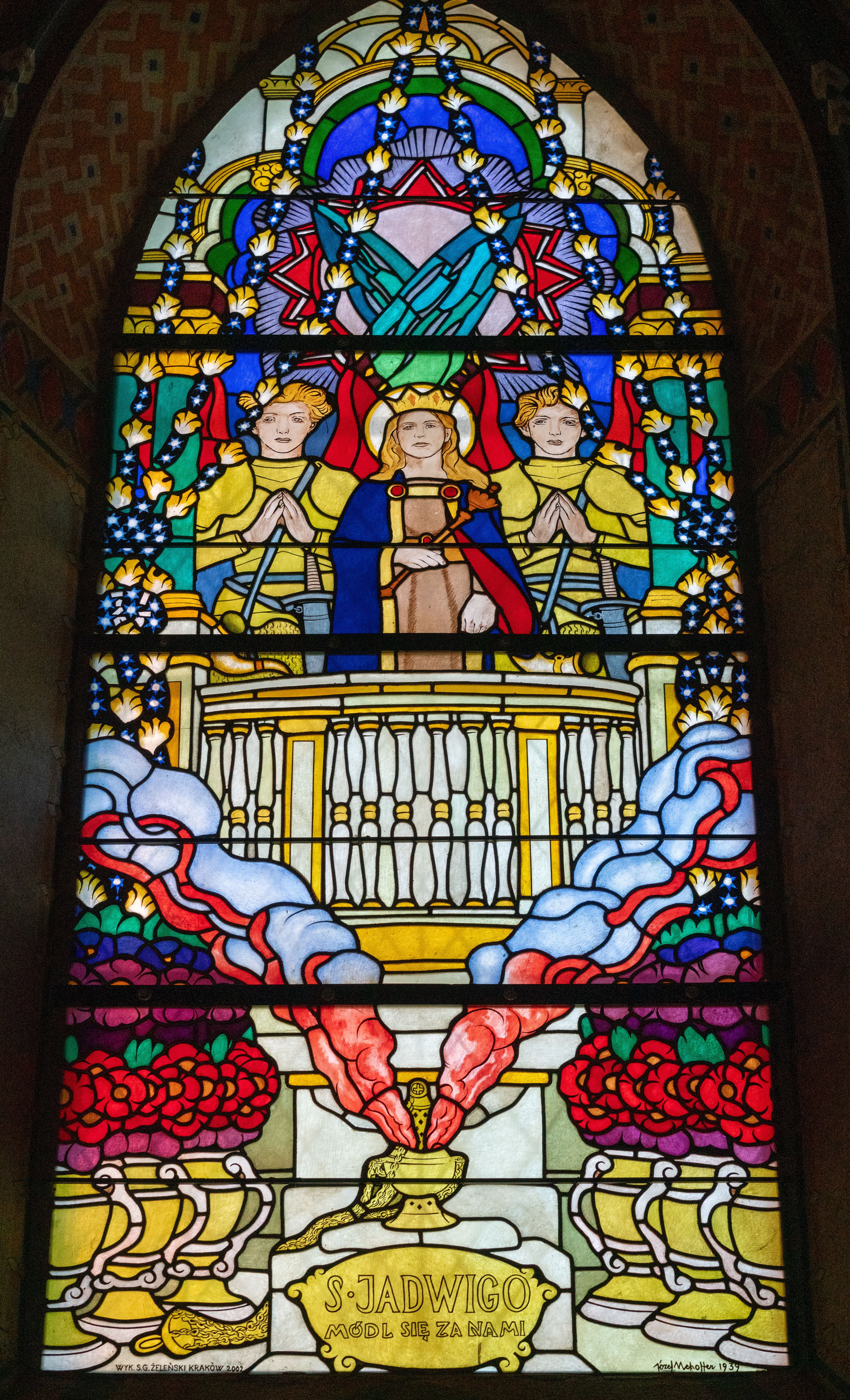
Św. Jadwiga
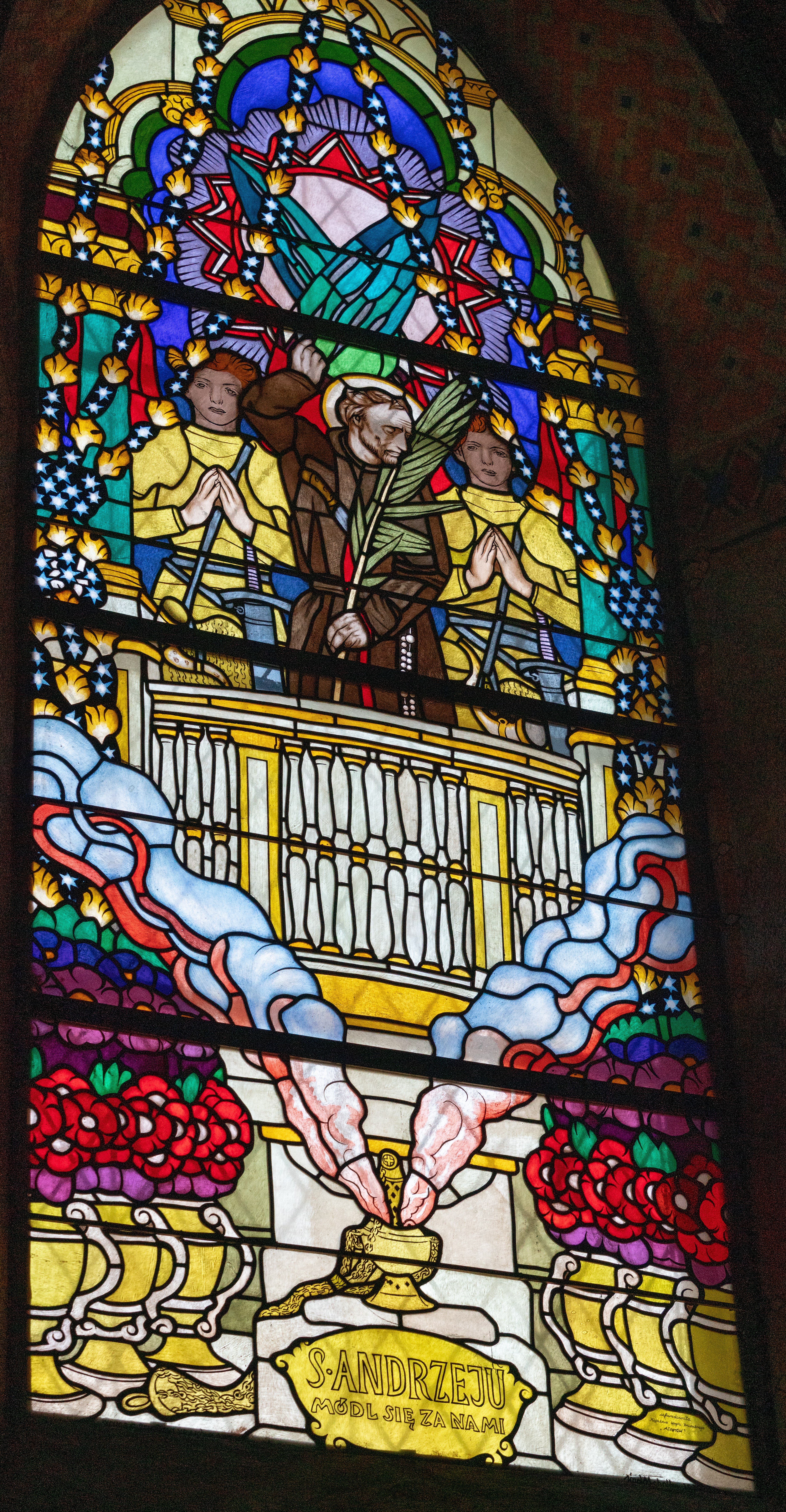
Św. Andrzej
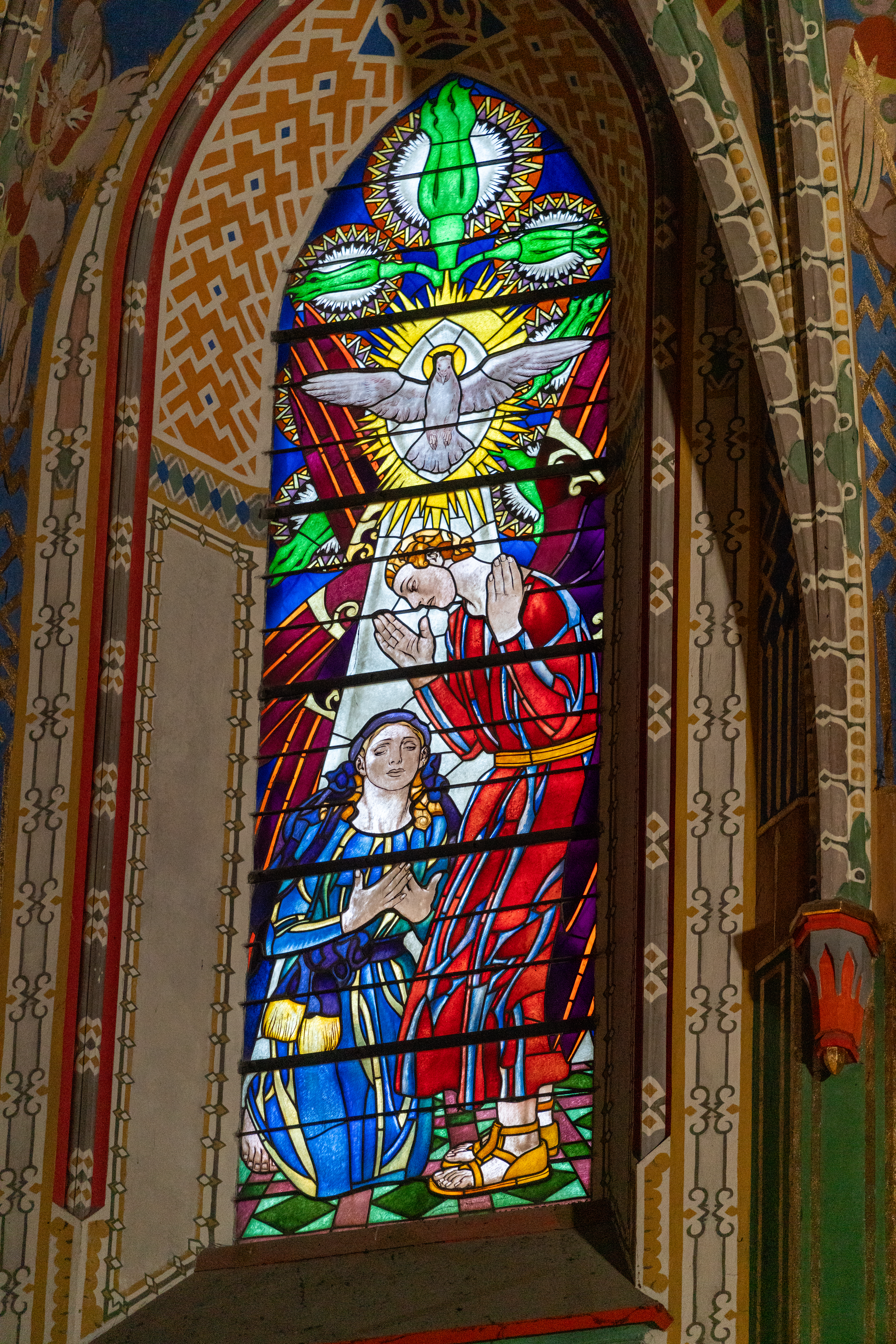
Zwiastowanie

## Polichromia wykonana w latach 1933-1934 wkościele parafialnym w Turku

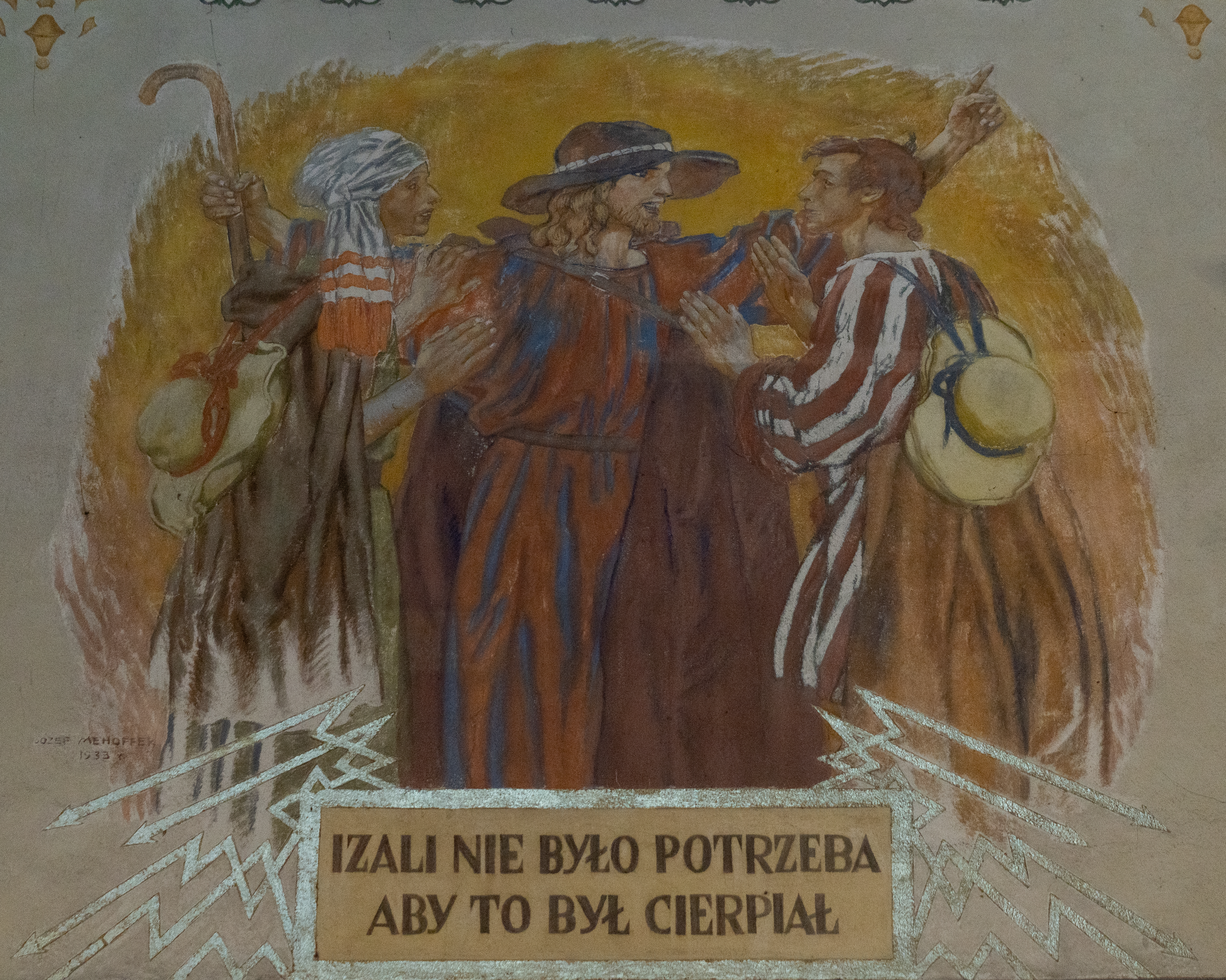
Chrystus Pielgrzym
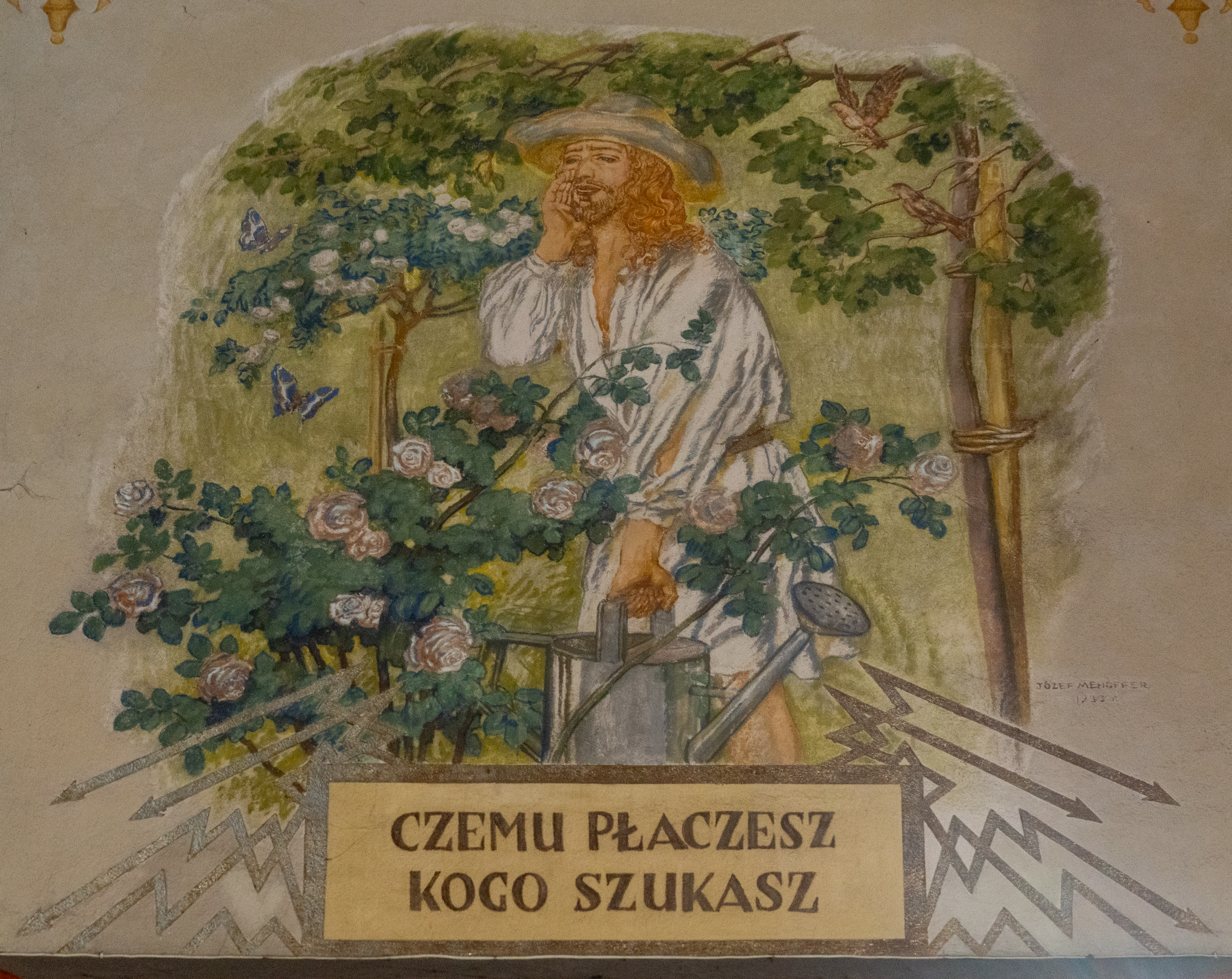
Chrystus Ogrodnik
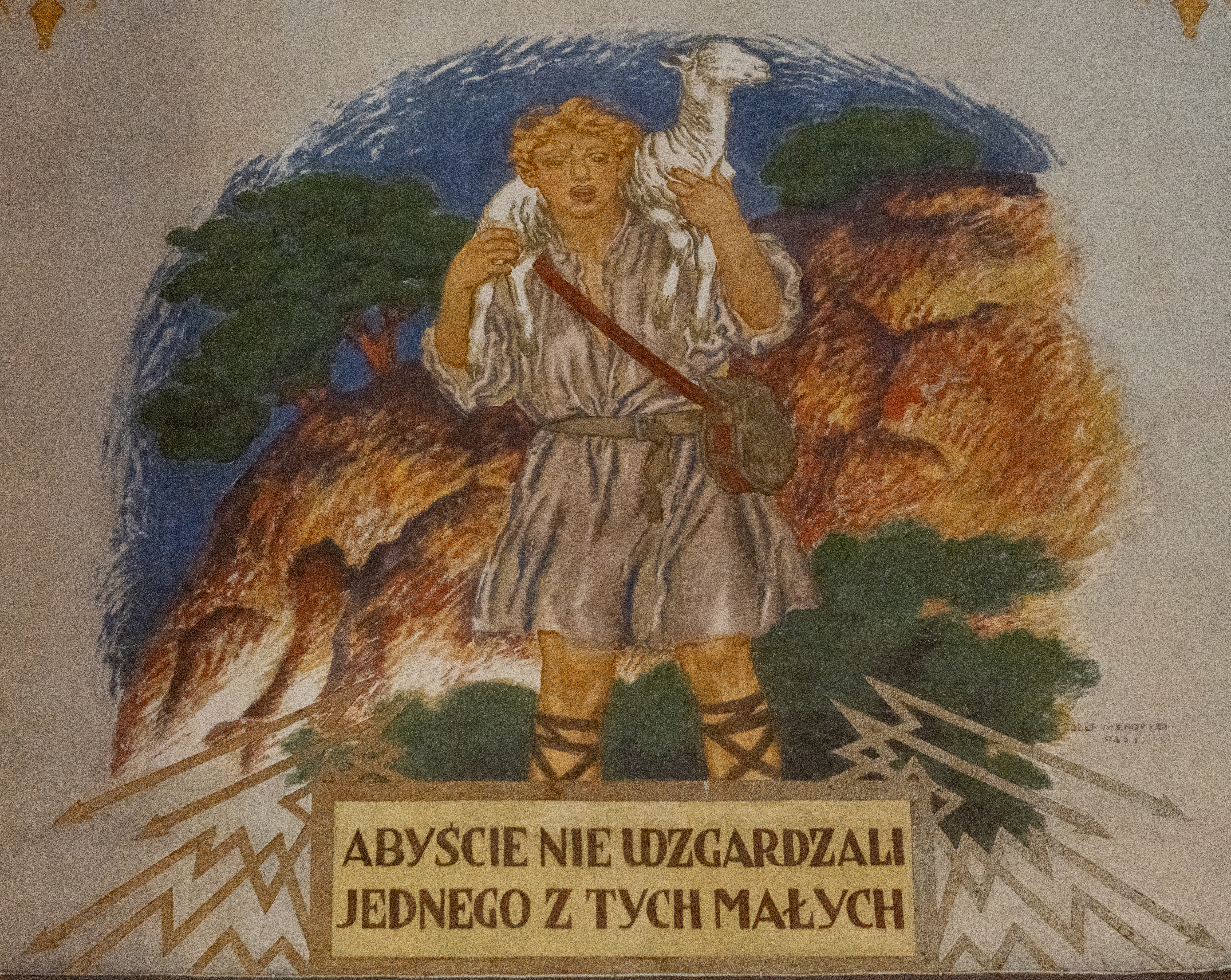
Chrystus Dobry Pasterz
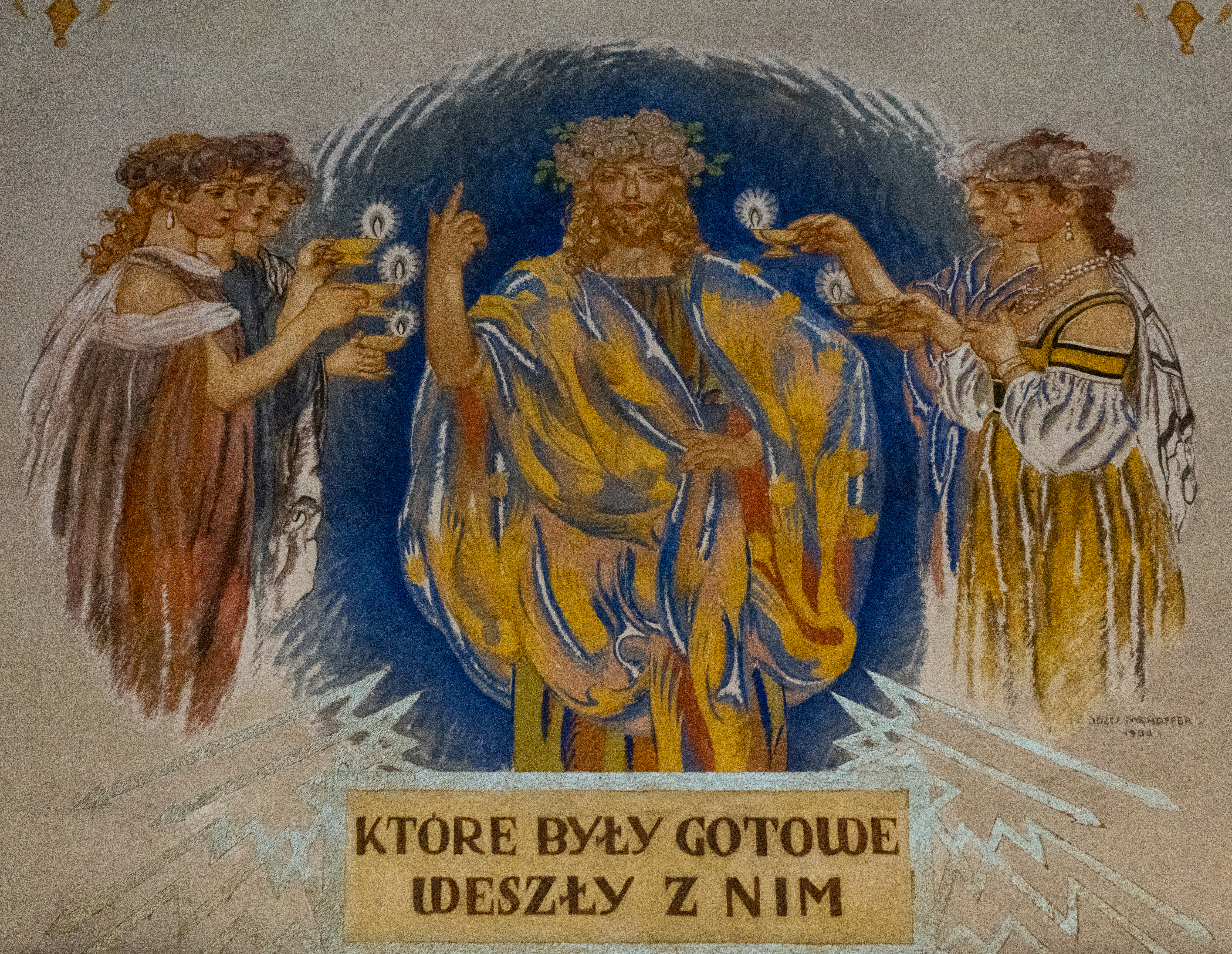
Chrystus Oblubieniec
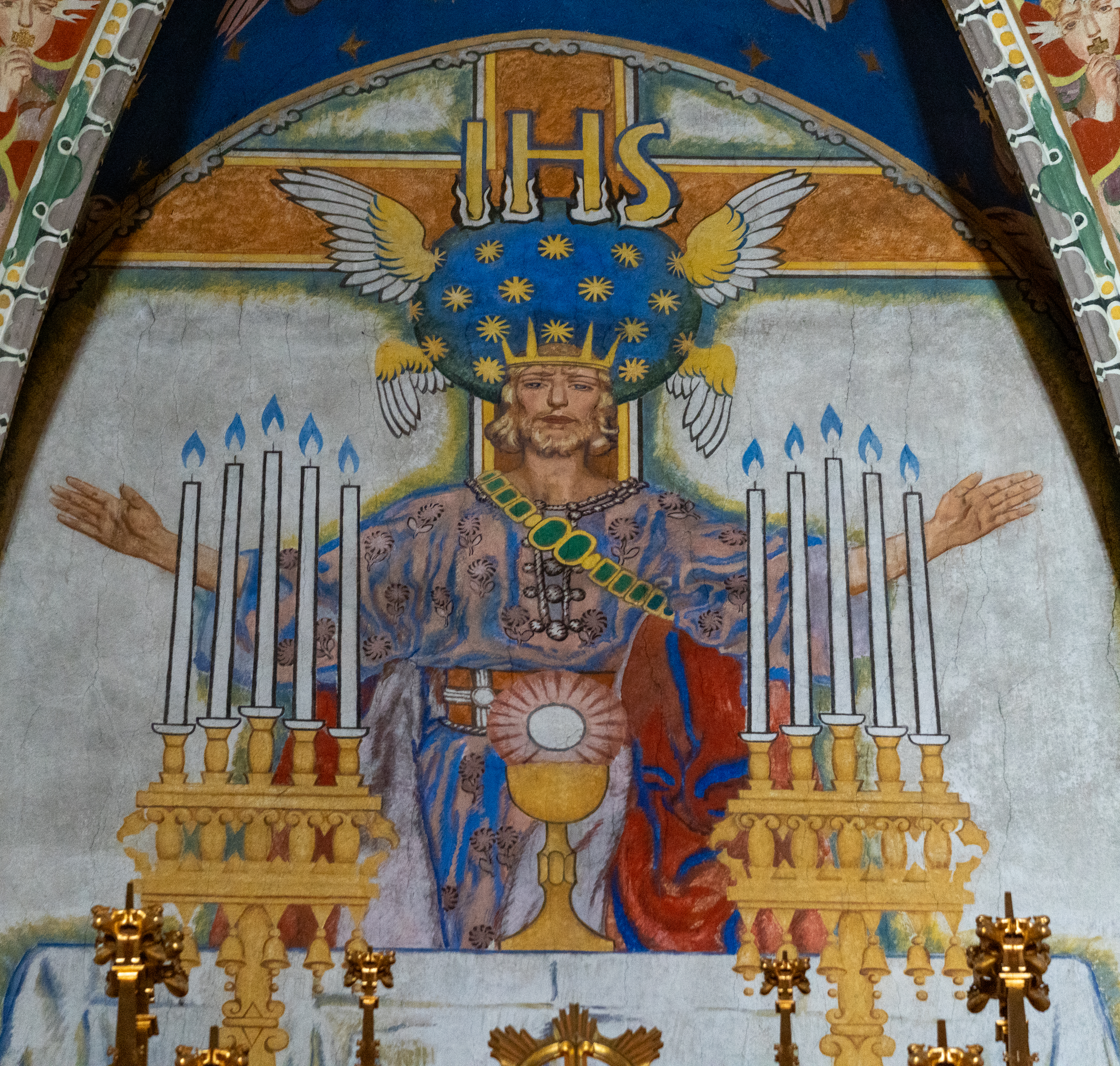
Chrystus Król
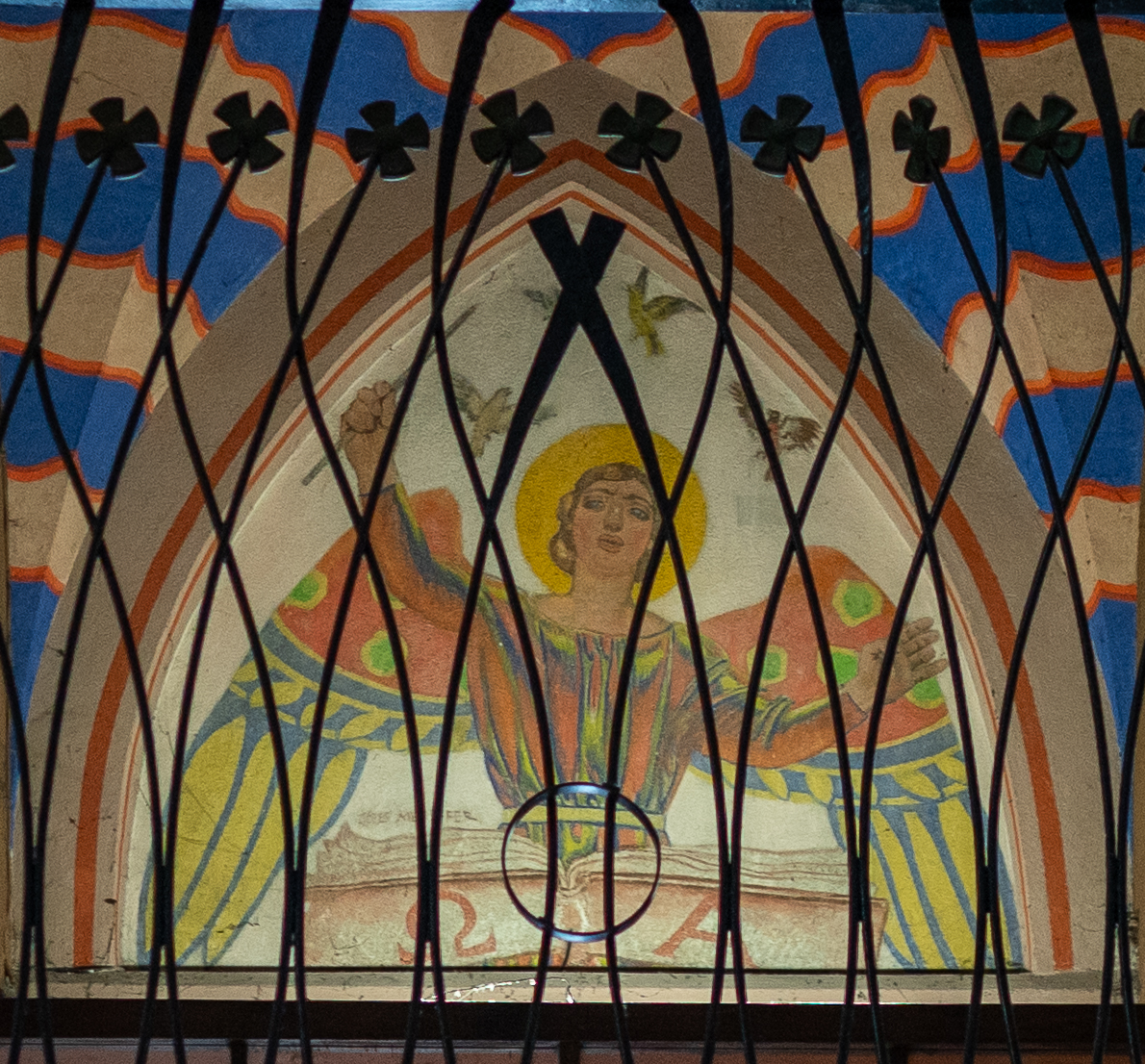
Anioł Dyrygent
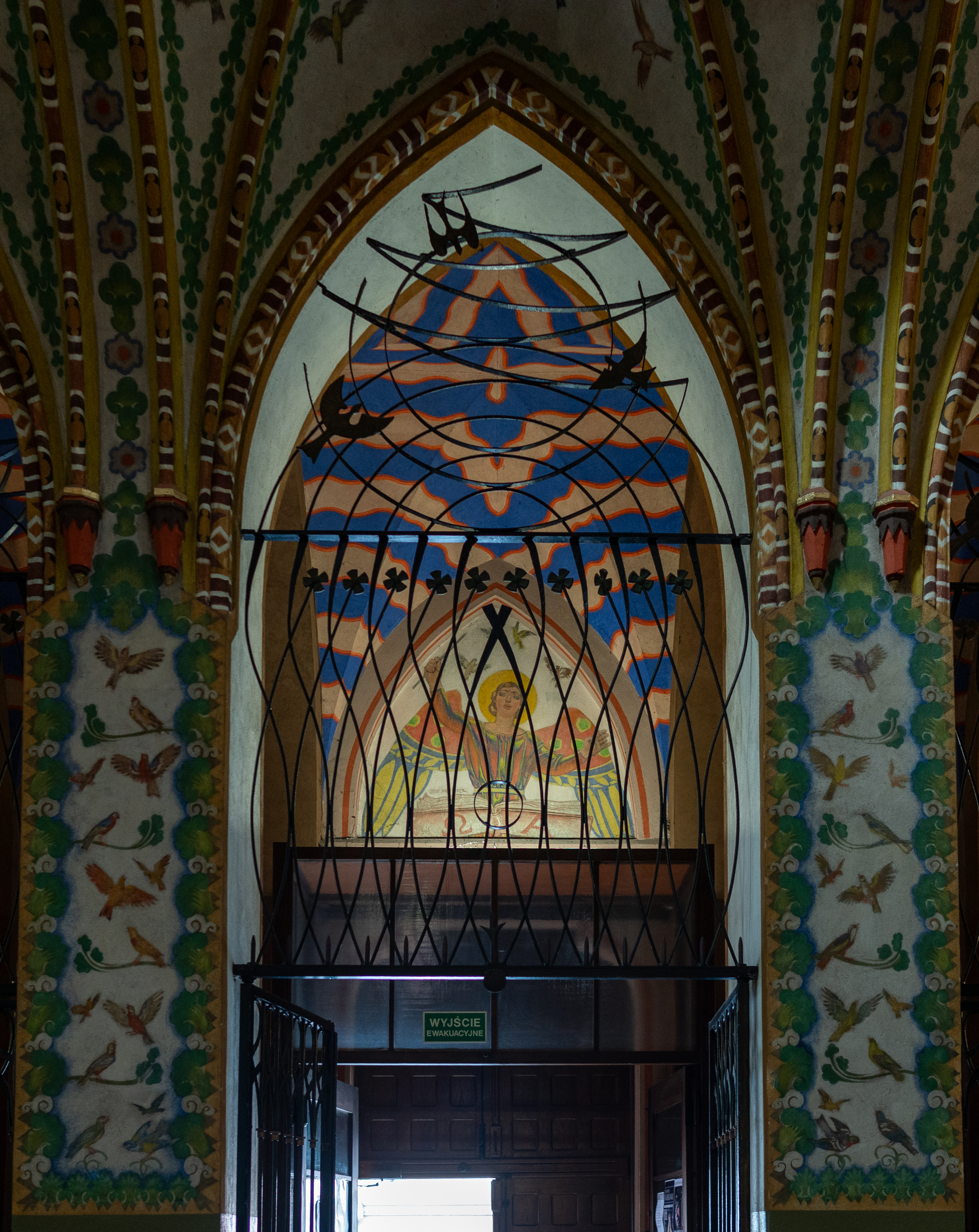
Anioł Dyrygent i Ptasia Orkiestra

## Polichromia wykonana w 1942 roku wkościele parafialnym Lubieniu

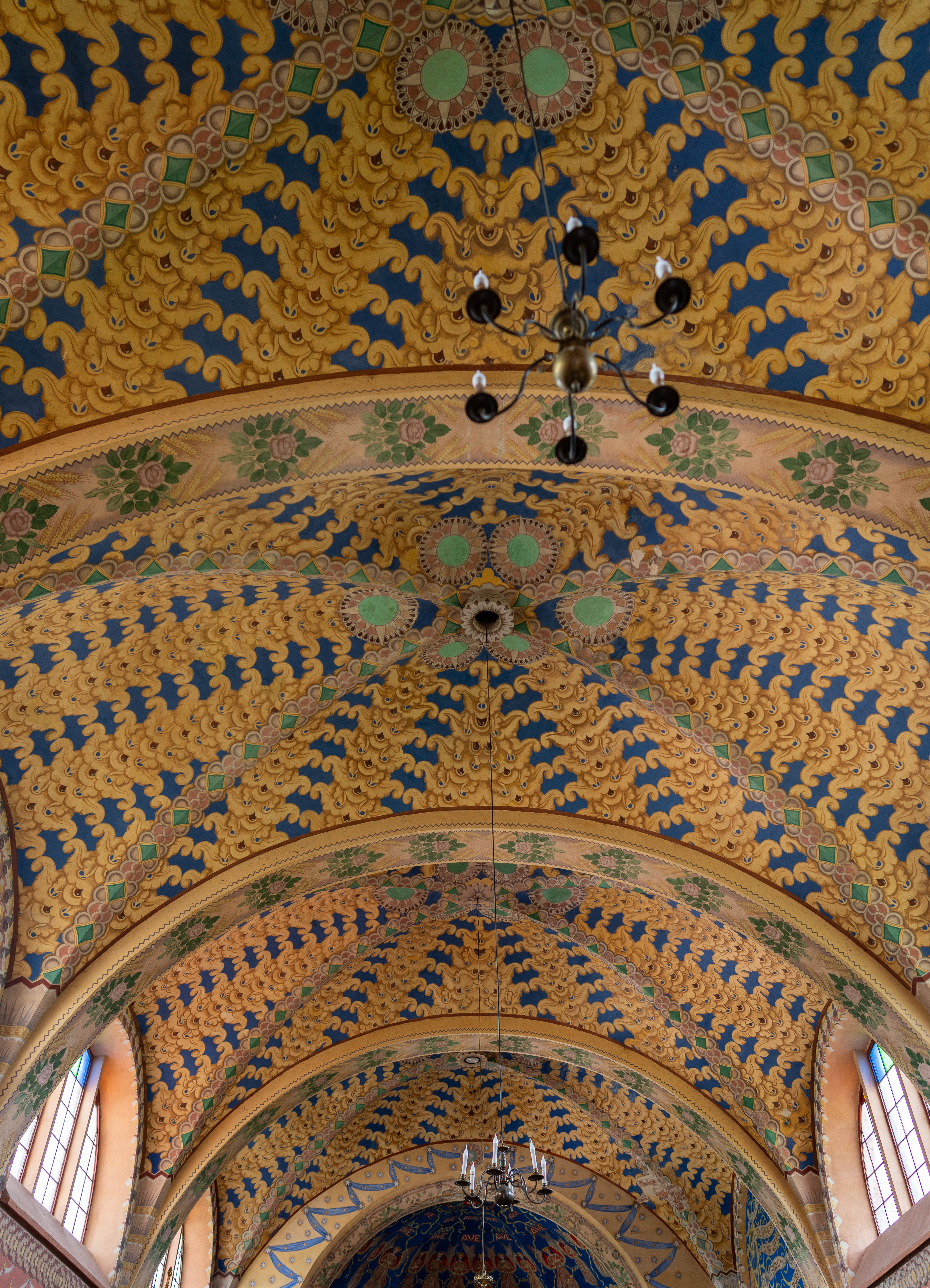
Sklepienie
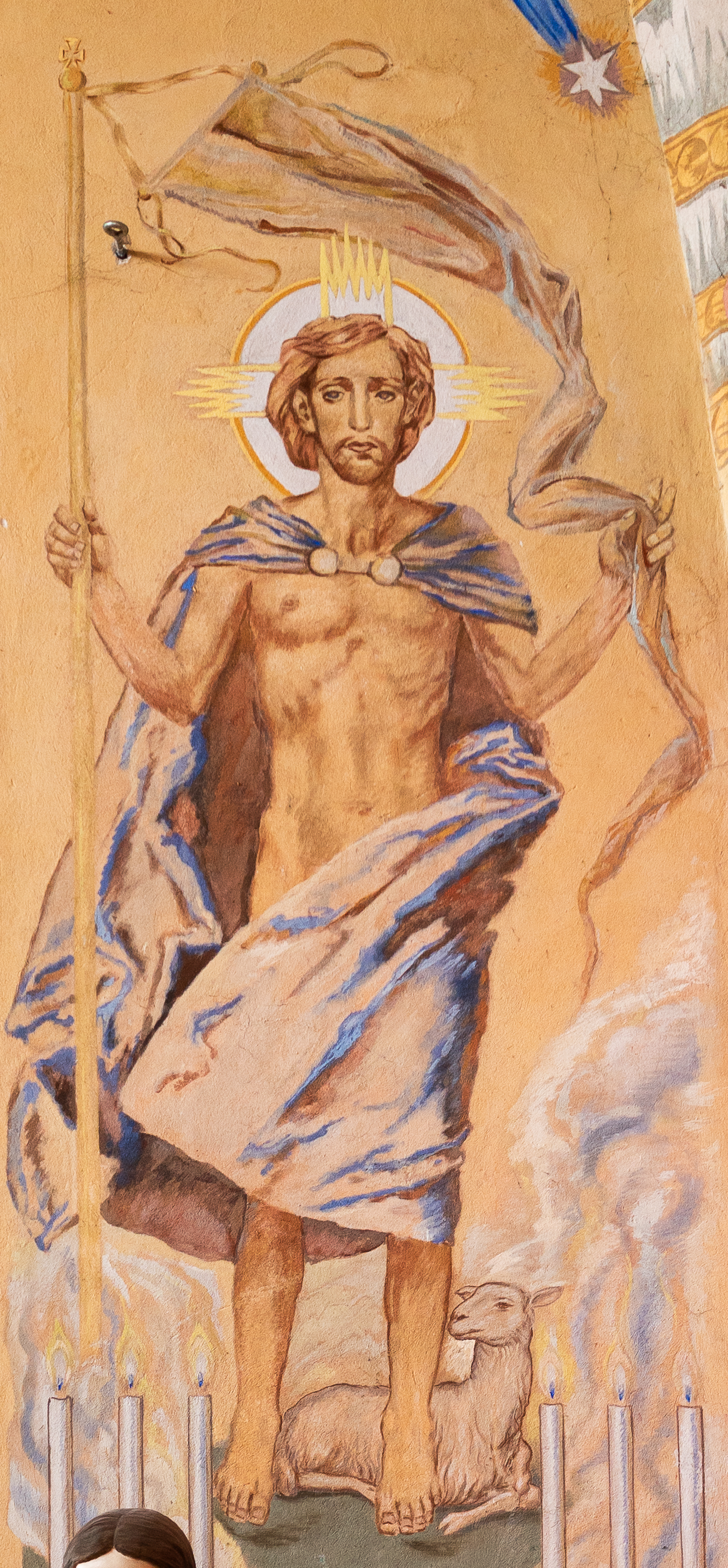
Jan Chrzciciel
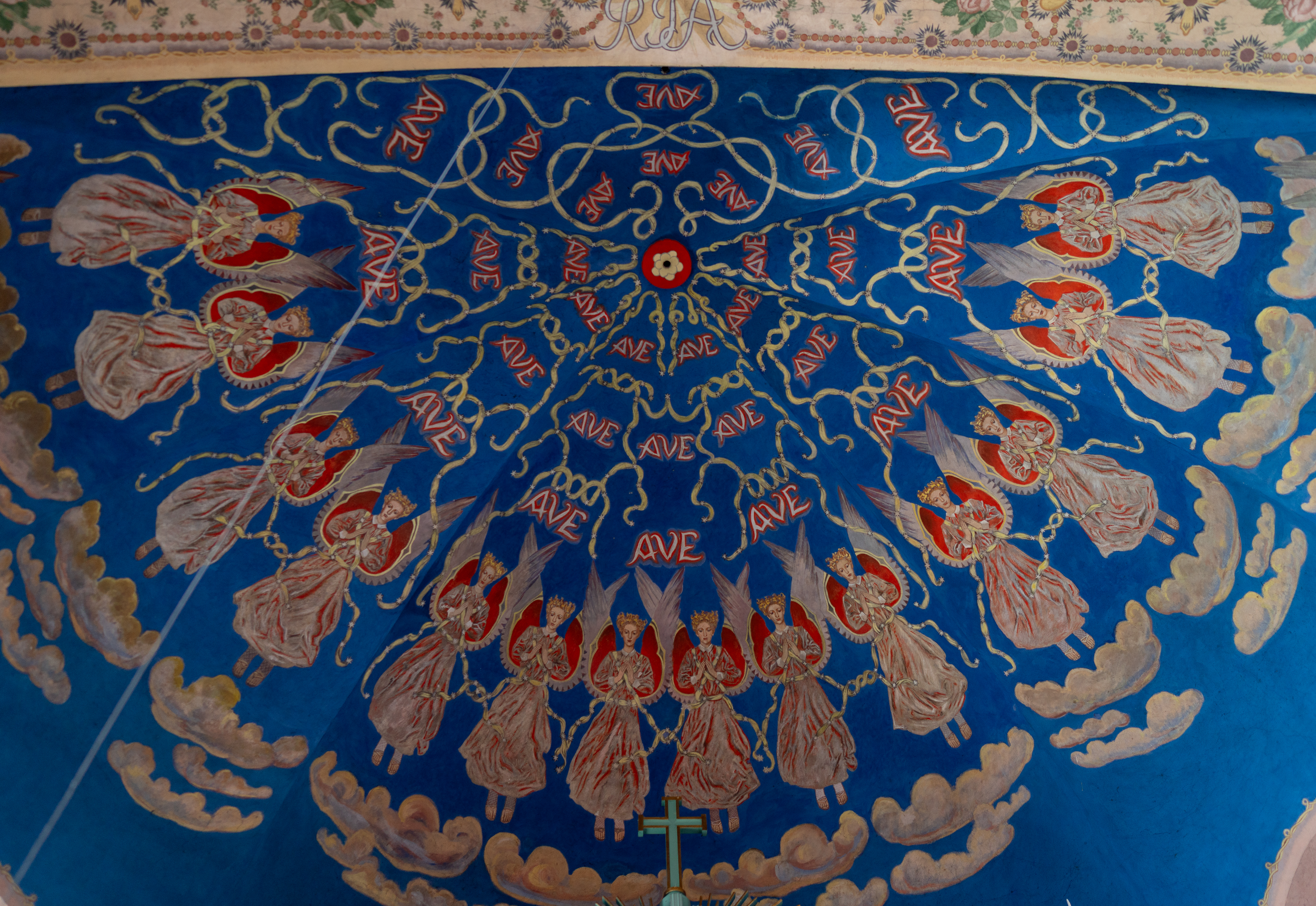
Sklepienie prezbiterium
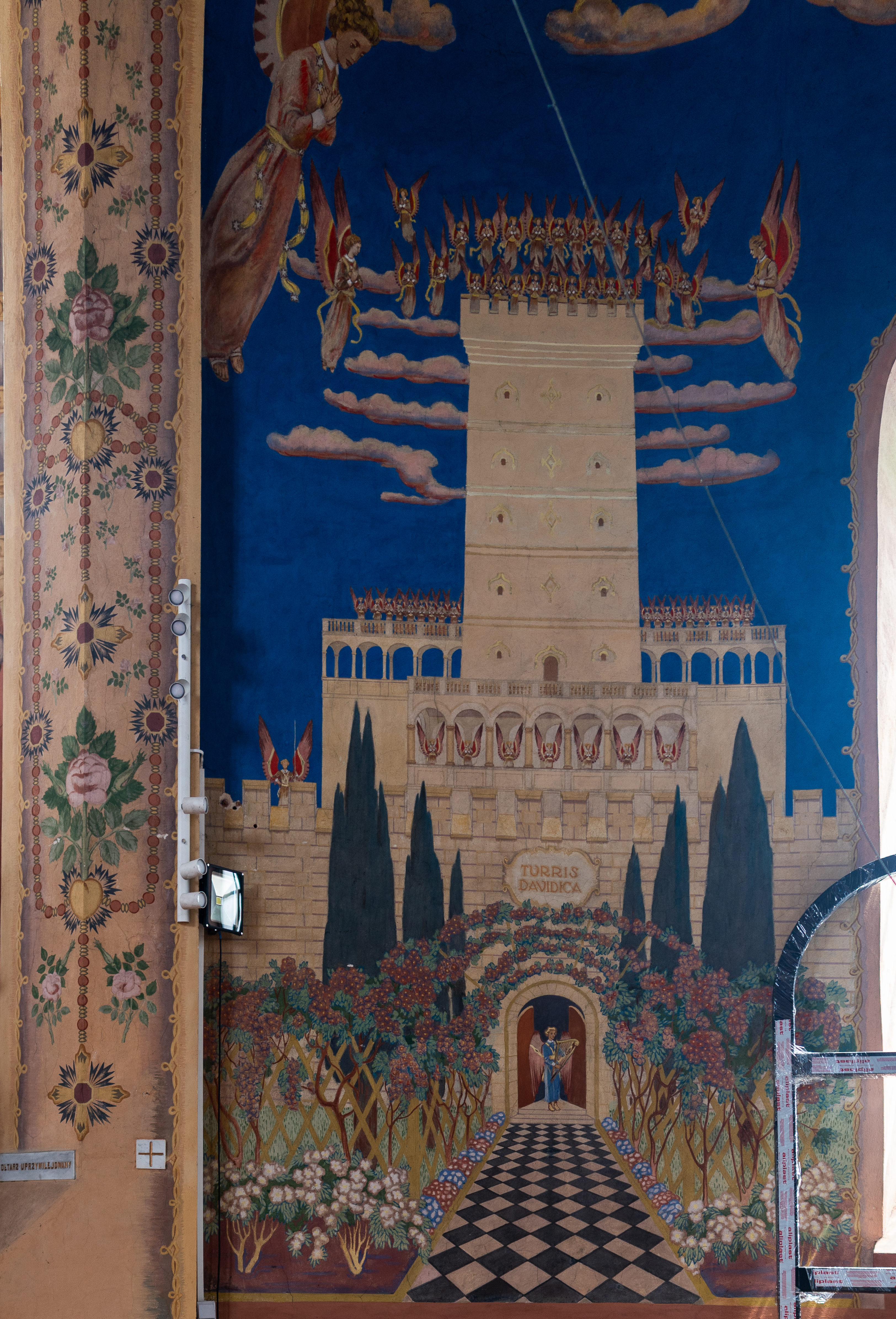
Wieża Dawidowa
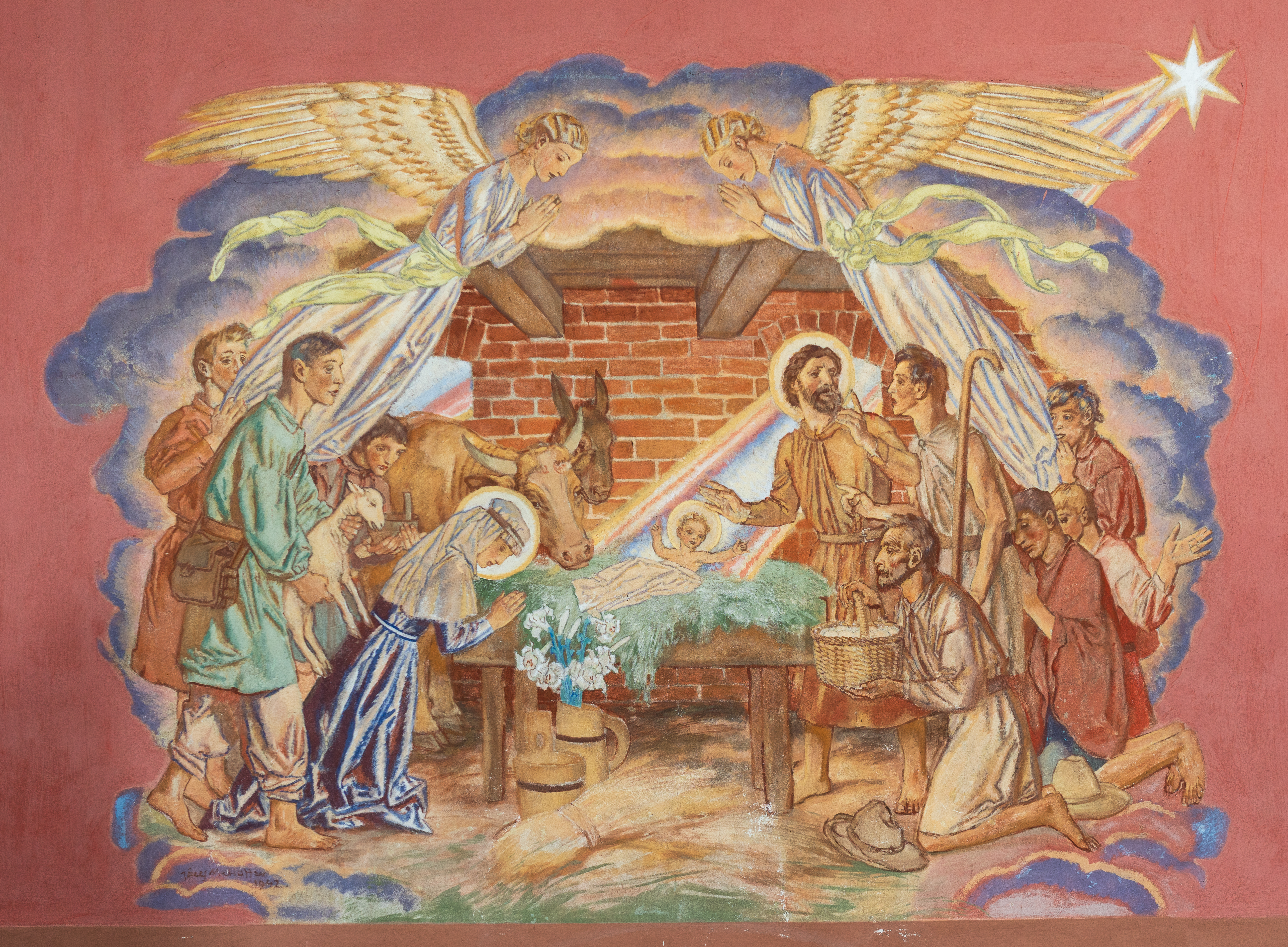
Szopka Bożonarodzeniowa

## Ordery i odznaczenia
- Krzyż Komandorski z Gwiazdą Orderu Odrodzenia Polski (11 listopada 1937)[84]
- Krzyż Komandorski Orderu Odrodzenia Polski (2 maja 1923)[85][86]
- Złoty Wawrzyn Akademicki (5 listopada 1935)[87]

## Upamiętnienie

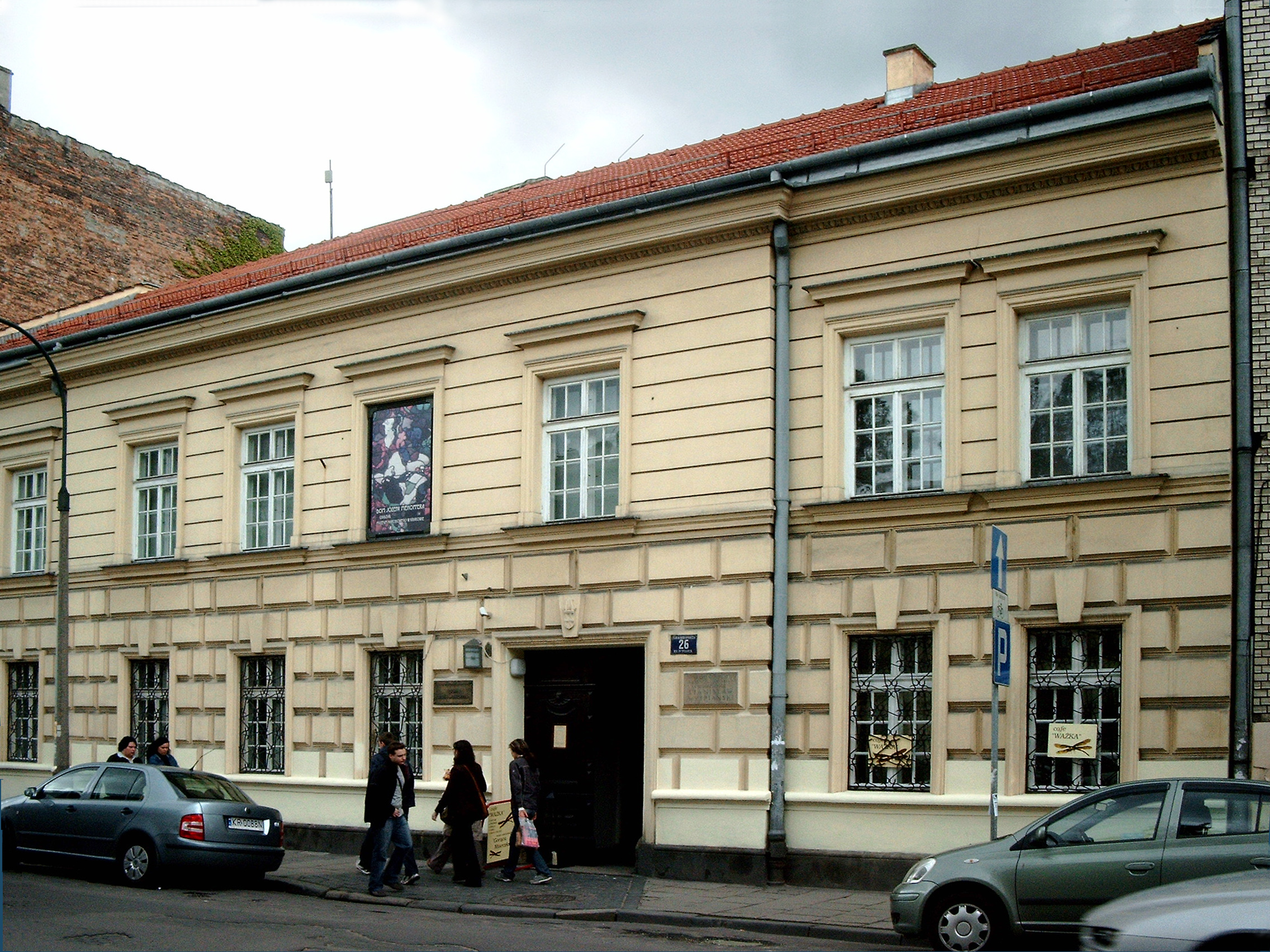
Muzeum Józefa Mehoffera w Krakowie

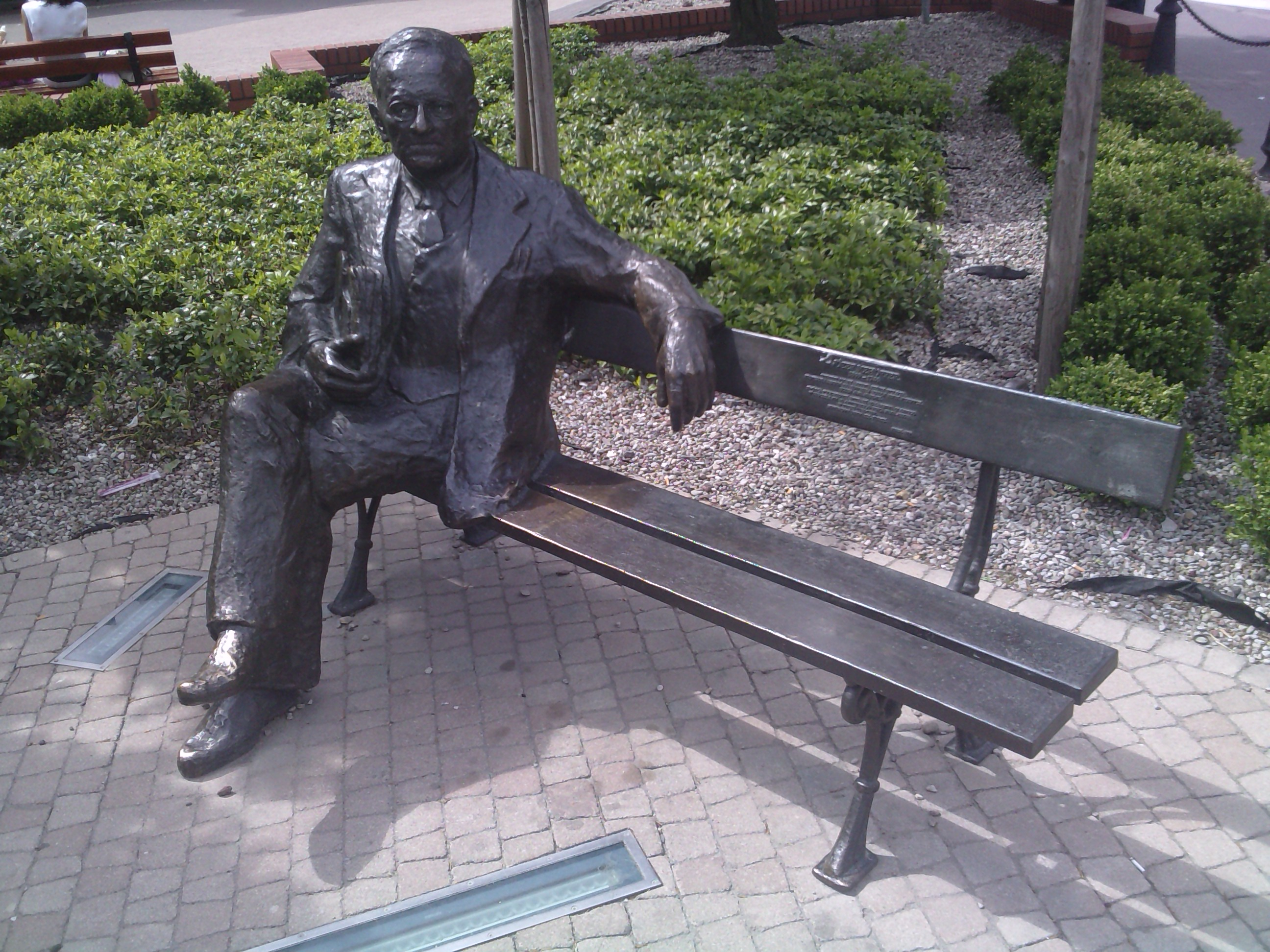
Ławeczka Józefa Mehoffera w Turku

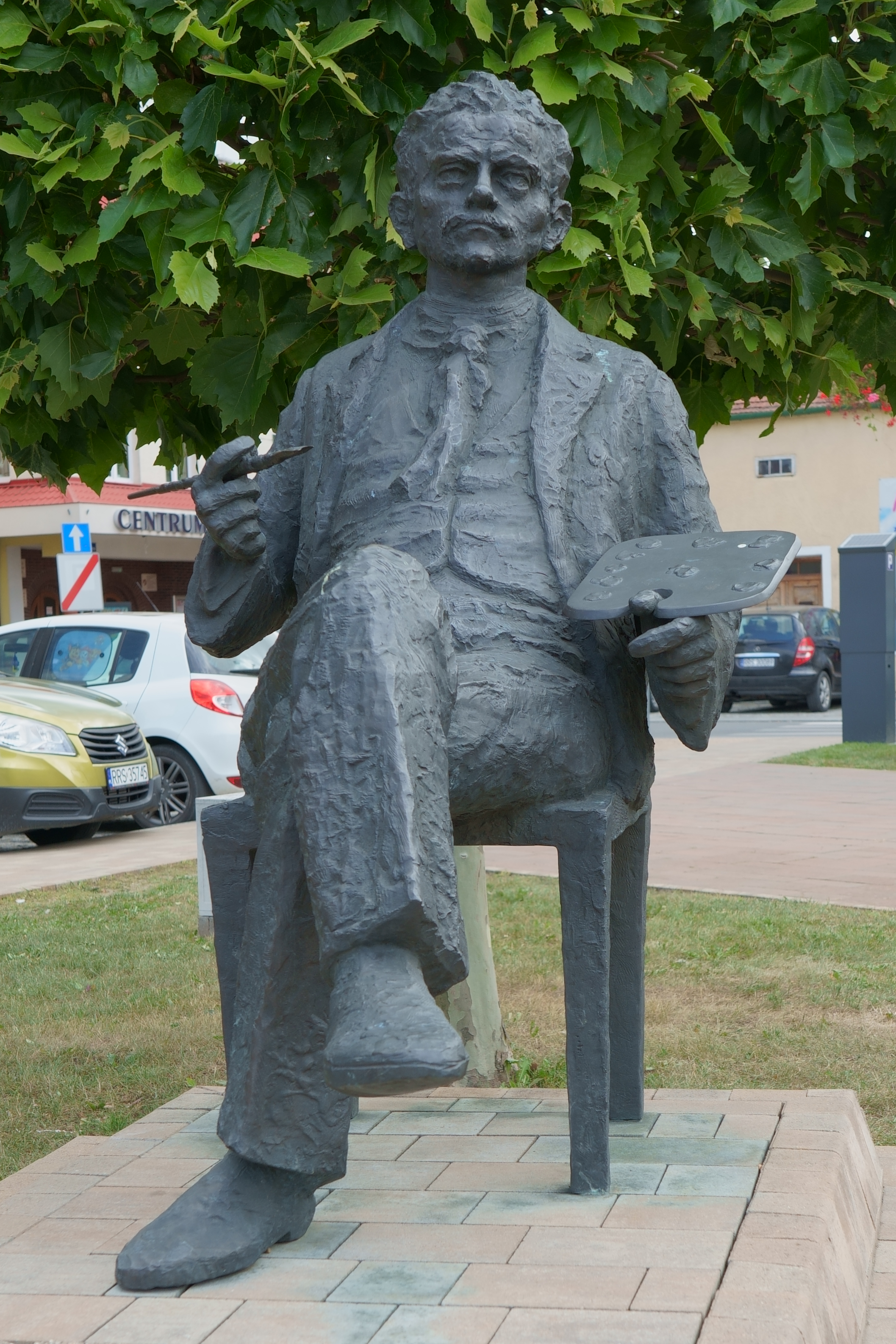
Pomnik Józefa Mehoffera w Ropczycach

- W Krakowie na ulicy Krupniczej 26 znajduje się Dom Józefa Mehoffera, który jako oddział Muzeum Narodowego jest poświęcony twórcy[88];
- W Turku Józef Mehoffer 14 września 1936 roku został honorowym obywatelem miasta (dyplom nadający ten tytuł artyście znajduje się w Muzeum Miasta Turku)[89], tam też znajduje się pierwszy w Polsce pomnik poświęcony artyście przy placu Henryka Sienkiewicza – „Ławeczka Mehoffera” według projektu Mai Brzyskiej[90]. Jest także patronem Muzeum Miasta Turku[91];
- W Ropczycach artysta jest patronem ulicy, osiedla, ropczyckiego Domu Kultury, a także w rynku znajduje się jego pomnik (autorstwa Kazimierza Malskiego) i ławka (bez postaci artysty, ponad oparciem napis: Józef Mehoffer z Ropczyc po europejską sławę. LO.im.T.Kościuszki). W ropczyckim liceum ogólnokształcącym, na lewo od wejścia do budynku, na elewacji znajduje się tablica pamiątkowa, wewnątrz sala pamięci artysty. Można tam zobaczyć kopie kilkunastu obrazów, projektów witraży artysty i przeczytać krótką notkę biograficzną[92];
- W wielu miastach w Polsce znajdują się ulice, które noszą jego imię, między innymi w Krakowie[93], Warszawie[94], Gdańsku[95], Tarnowie[96];
- W Wiśniowej w parku rośnie dąb, który w 2017 roku otrzymał tytuł Europejskiego Drzewa Roku. Drzewu nadano imię „Józef” dla upamiętnienia Józefa Mehoffera, który był przyjacielem rodziny Mycielskich, ostatnich właścicieli posiadłości. Mehoffer podczas wizyty w Wiśniowej uwiecznił wiekowe drzewo na szkicu, który wykorzystał przy projektowaniu rewersu banknotu 100 złotowego z 1932 i 1934 roku[97].